# Salento
Il Salento (Salentu e Salientu in romanzo salentino, Σαλέντο in greco salentino e Salènde in tarantino) noto anche come penisola salentina, è una regione storica, geografica e culturale della Puglia. Figurativamente costituisce il tacco dello stivale italiano ed è la zona più orientale d'Italia.
Gli abitanti dell'area, che comprende l'intera provincia di Lecce, gran parte di quella di Brindisi e la parte orientale di quella di Taranto, si distinguono per caratteristiche storiche, glottologiche e culturali diverse rispetto al resto della Puglia. Tali differenze culturali trovano origine nel sostrato greco che prevalse in alternativa di quello osco. Al sostrato greco antico si aggiungerà poi quello bizantino in epoca medievale, accentuando così la differenza con il resto della Puglia.
Sotto il profilo giuridico, il Salento fin dal tempo del Regno di Napoli (poi Regno delle due Sicilie) è quasi perfettamente coinciso con la circoscrizione territoriale denominata Terra d'Otranto, esistita fino all'unità d'Italia e successivamente ridenominata provincia di Lecce fino allo smembramento avvenuto nel 1923 e nel 1927 con la costituzione delle province di Taranto e Brindisi.

## Toponimo
Il toponimo Salento ha origini incerte; è ignoto agli antichi, i quali usano soltanto l'etnico Sallentini o Salentinoi per indicare una parte degli abitanti della regione (l'altra parte era costituita dai Calabri). Il loro territorio coincide con la penisola salentina, abitata in origine dagli Iapigi che i Greci chiamavano Messapi.

Uno studio di Mario Cusmai lo farebbe derivare da "salum", inteso come "terra circondata dal mare". 
(Verrio Flacco, Sul significato delle parole, fr. apud Sesto Pompeo Festo (II secolo d.C.))
L'ipotesi di Marco Terenzio Varrone, invece, è quella di un'alleanza stipulata "in salo", ovvero in mare, fra i tre gruppi etnici che popolarono il territorio: Cretesi, Illiri e Locresi.
Strabone, nella sua opera Geografia cita i Salentini in quanto coloni dei cretesi:
(Strabone, Geografia. L'Italia, libri V e VI.)
Inoltre, al principio dell'epoca imperiale (verso la fine del I sec. a.C.), lo stesso Strabone affermava che al suo tempo la maggior parte dei geografi e degli scrittori per indicare il Salento utilizzava intercambiabilmente i nomi di Messapia (dal nome dell'antica tribù dei Messapi, stanziata tutt'attorno al golfo di Taranto fin dall'epoca della Magna Grecia), Iapygia (dal nome del popolo degli Japigi, comprendente tre tribù fra cui quella dei Messapi), Salentina (dal popolo dei Sallentini, stanziati in epoca romana sul versante ionico del Salento) e Calabria (dal popolo dei Calabri, pure stanziati in epoca romana lungo il versante adriatico del Salento).
Con l'istituzione delle regioni augustee, intorno al 7 d.C., fu però prescelto il nome Calabria: nacque così la regio II Apulia et Calabria che comprendeva, oltre all'Apulia e alla già citata Calabria, anche i territori dei Sallentini e degli Hirpini. Nel IV secolo in luogo della Regio II fu istituita la provincia di Apulia et Calabria. Intorno al VII secolo fu eretto il ducato di Calabria che si estese anche al Bruzio (l'attuale Calabria), finché nel secolo successivo i Longobardi riuscirono a conquistare quasi tutto il Salento. Da allora in poi il toponimo Calabria trasmigrò alla terra che attualmente ne porta il nome, mentre il Salento fu considerato parte integrante della Puglia. Successivamente dall'antico toponimo "Salentina" è stato tratto l'attuale nome della penisola.

## Geografia

### Estensione della penisola salentina
(Cosimo De Giorgi, Cenni di geografia fisica della provincia di Lecce, Lecce, 1889)

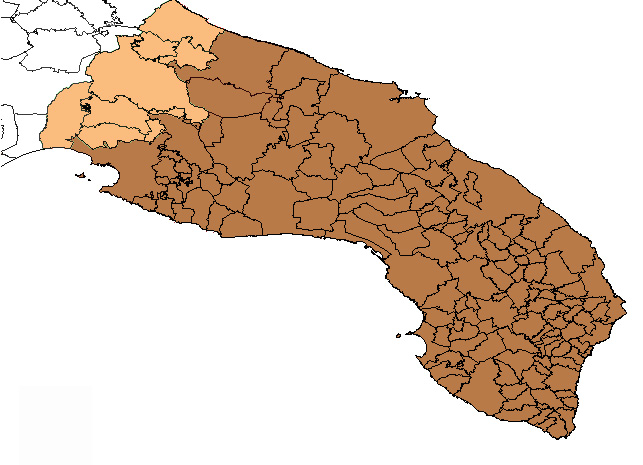
Limiti geografici e culturali della penisola salentina

La penisola salentina, da un punto di vista meramente geografico, è separata dal resto della Puglia da una linea ideale che dal punto più interno del Golfo di Taranto (nel territorio di Massafra) arriva fino all'Adriatico, in corrispondenza dei resti della città messapica di Egnazia (nel territorio di Fasano), ai confini con l'antica Peucezia e dai colli di Martina Franca si protende nel Mediterraneo verso la Grecia e l'Albania
Tuttavia, intendendo il Salento come un'entità culturale, più che geografica, si è soliti spostare i confini leggermente più a sud, lungo la linea che da Taranto, attraverso Grottaglie e Ceglie Messapica, giunge fino a Ostuni, la cosiddetta Soglia messapica.
Così definito, il Salento ha quali suoi vertici ideali:
- Taranto, nell'omonima provincia;
- Pilone, nel territorio di Ostuni in provincia di Brindisi,
- Santa Maria di Leuca, nel territorio di Castrignano del Capo in provincia di Lecce, che rappresenta il centro abitato più meridionale della Puglia.

La penisola salentina è il territorio più a Est d'Italia e Punta Palascìa o Capo d'Otranto ne costituisce l'estremità orientale, distante dall'Albania 72 km attraverso il Canale d'Otranto.

### Geografia fisica

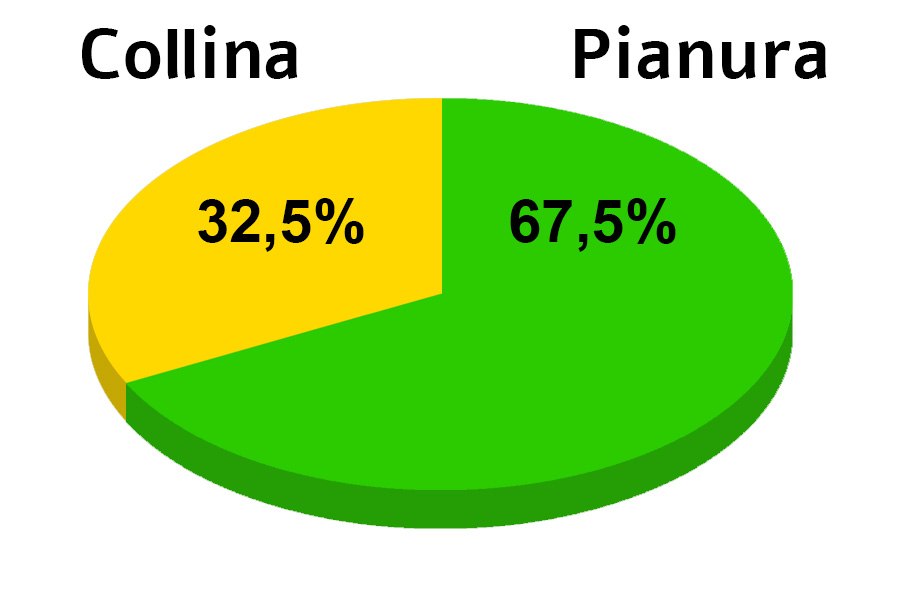
Altimetria del Salento

Il territorio è affacciato su due mari: la costa occidentale è lambita dallo Ionio ed è caratterizzata solitamente da lunghe spiagge sabbiose mentre la costa orientale bagnata dall'Adriatico risulta essere solitamente rocciosa e a falesia. I due mari si incontrano tradizionalmente a Santa Maria di Leuca (Punta Meliso).
Da un punto di vista geografico, la penisola ha una configurazione pianeggiante in cui si distinguono pochi rilievi collinari nella parte settentrionale (Murge tarantine e brindisine) e in quella meridionale (Serre salentine).
Il Salento può essere suddiviso in:
- Murge brindisine a nord-est;
- Murge tarantine a nord-ovest;
- Tavoliere di Lecce al centro;
- Serre salentine a sud.

### Suddivisione per zone pedologiche
Per quanto riguarda una suddivisione per zone pedologiche, a nord, l'Alto Salento o Altosalento è caratterizzato dalla catena delle Murge che superano i 200 m e si estende attorno a Ostuni e ad altri centri della parte centro-settentrionale della provincia di Brindisi fino a lambire l'Adriatico; l'area è adibita a uliveti e alberi da frutto. Le Murge digradano lentamente fino a raggiungere la pianura salentina.
Affacciata a nord-ovest sullo Ionio, l'area delle Murge tarantine presenta una morfologia nel complesso ondulata, con quote variabili a partire dal livello del mare fino ai 140 m e si estende a est dal capoluogo Taranto fino al confine tra l'omonima provincia e quella leccese; in quest'area vigneti e uliveti fanno da padrone, frazionati spesso in innumerevoli proprietà recintate da muri a secco e con la presenza costante del trullo (truddu), chiamata "pagghiara" nel leccese, quale costruzione rurale monumento della civiltà contadina. Innumerevoli anche le masserie e gli ovili (jazzi, in dialetto) oggigiorno in gran parte trasformati in strutture ricettive. 
In questa zona del Salento vi è la presenza di piccoli corsi d'acqua come i fiumi Ostone, Chidro e Borraco.
Al centro del Salento, la Piana messapica o Tavoliere di Lecce costituisce un'area pianeggiante estesa tra le province di Lecce e Brindisi, adibita a vigneti, uliveti e campi di grano. A sud, nel cosiddetto basso Salento (considerato secondo la tradizione il territorio da Maglie in giù) detto anche Capo di Leuca (lu Capu, la zona ancora più meridionale vicina al promontorio di Santa Maria di Leuca), l'area delle Serre salentine ha invece una morfologia variabile da leggermente ondulata a marcatamente ondulata, con poche aree pianeggianti e con quote variabili a partire dal livello del mare fino ai 196 m della Serra dei Cianci. Le pendenze qui presenti possono essere ripide o addirittura trasformarsi in scarpate e il territorio risulta essere caratterizzato dalla presenza di uliveti, fichi d'india, muretti a secco e pagghiare.

## Clima
La penisola salentina, essendo protesa nel mare, è caratterizzata da un clima più umido rispetto al resto della Puglia, dove invece la presenza dell'Appennino riduce l'apporto di umidità dei venti. L'umidità non si traduce in precipitazioni, comunque più cospicue rispetto alla Puglia settentrionale, soprattutto nell'area orientale e adriatica, rispetto a quella occidentale ionica più secca; tuttavia determina una più netta alterazione della temperatura percepita. Le stagioni estive sono particolarmente afose ma spesso ventilate, mentre le stagioni invernali sono prevalentemente miti, ma non di rado si può assistere a giornate molto fredde o persino gelide, specie in presenza di vento da nord-est proveniente dai vicini Balcani.

## Ambiente

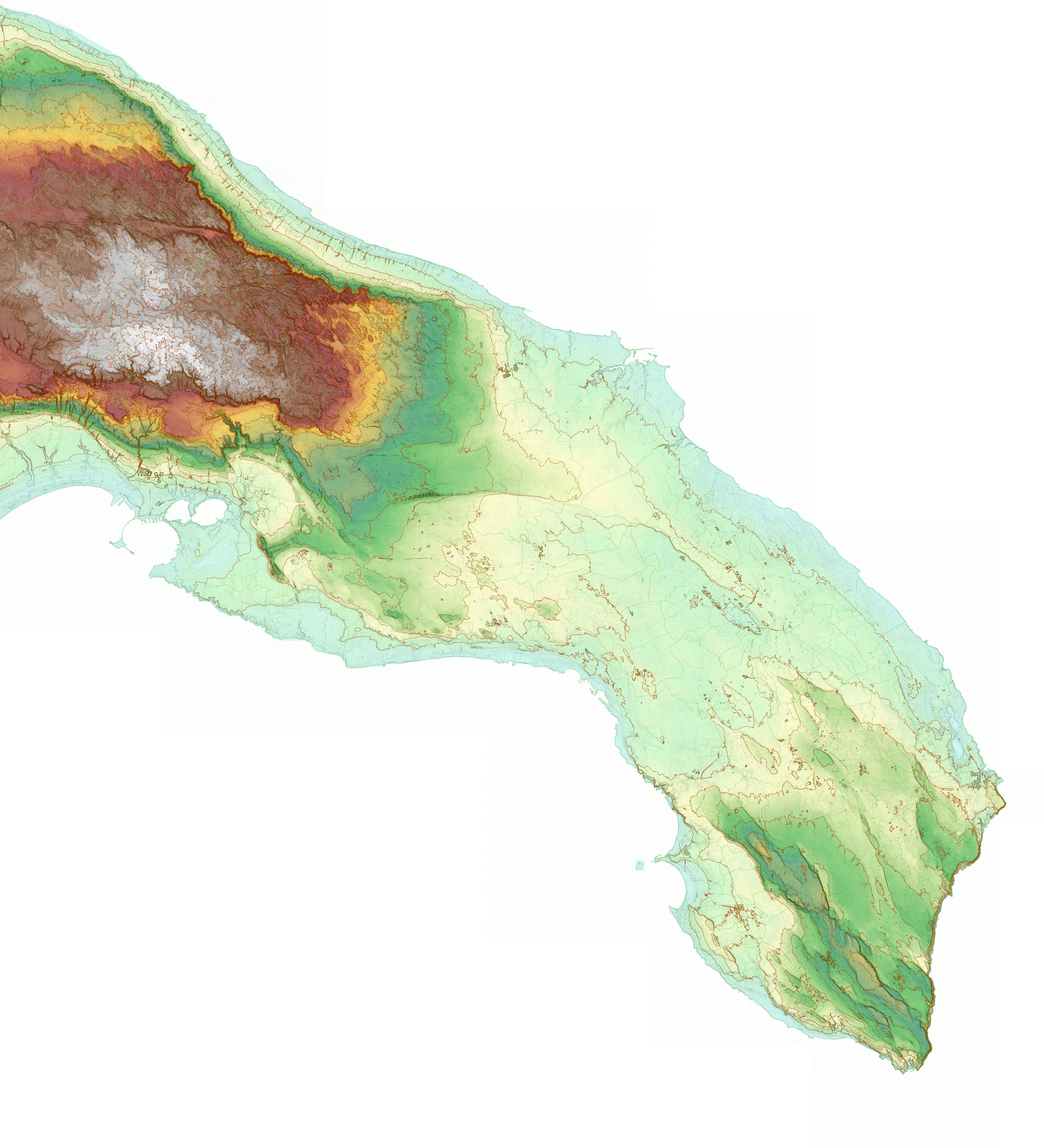
Cartina fisica della penisola salentina

Il paesaggio presenta molti elementi caratteristici. L'agro salentino è quasi ovunque coltivato e la vegetazione arborea è per lo più costituita da distese di ulivi secolari, dai tronchi contorti e di grandi dimensioni. La proprietà terriera è generalmente suddivisa in piccoli appezzamenti, separati dai tipici muretti a secco. La pietra è da sempre usata anche per realizzare diverse costruzioni a secco, impiegate dai contadini per riposare o per riporvi gli attrezzi da lavoro. Tali costruzioni (definite a seconda delle zone furnieddhi, pajare, ecc.) sono più simili ai nuraghi sardi che ai trulli pugliesi. Numerose sono le masserie fortificate e non, risalenti per lo più al XVI, XVII e XVIII secolo; altra peculiarità del territorio sono le cosiddette cuneddhre, edicole votive situate anche nelle campagne con l'immagine del santo all'interno, e le chiesette rurali.
I paesi, in genere poco popolosi, hanno un aspetto tipicamente mediterraneo e sono caratterizzati dal bianco intenso delle costruzioni che li rende abbacinanti nelle giornate di sole. In un paesaggio orograficamente poco caratterizzato, essi spiccano quindi rispetto alla campagna, dominata dal colore rossiccio di un terreno dove è alta la presenza di ferro, a differenza della Puglia centro-settentrionale, dove invece questa colorazione sanguigna è molto più rara. Da un punto di vista cromatico il mare assume una colorazione blu scuro se osservato dalle alte scogliere a strapiombo sul mar Adriatico, e più tenue ma vario nelle sue sfumature (verde smeraldo, verdino, celeste, ecc.) se osservato dalle spiagge sabbiose o dalle basse scogliere del mar Ionio. Lungo le coste di entrambi i mari, i centri abitati non sono numerosi; è però possibile ammirare le numerose e antiche torri costiere di avvistamento, di forma quadrangolare o circolare, costruite nel corso dei secoli per difendersi dall'arrivo delle orde piratesche.

### Flora

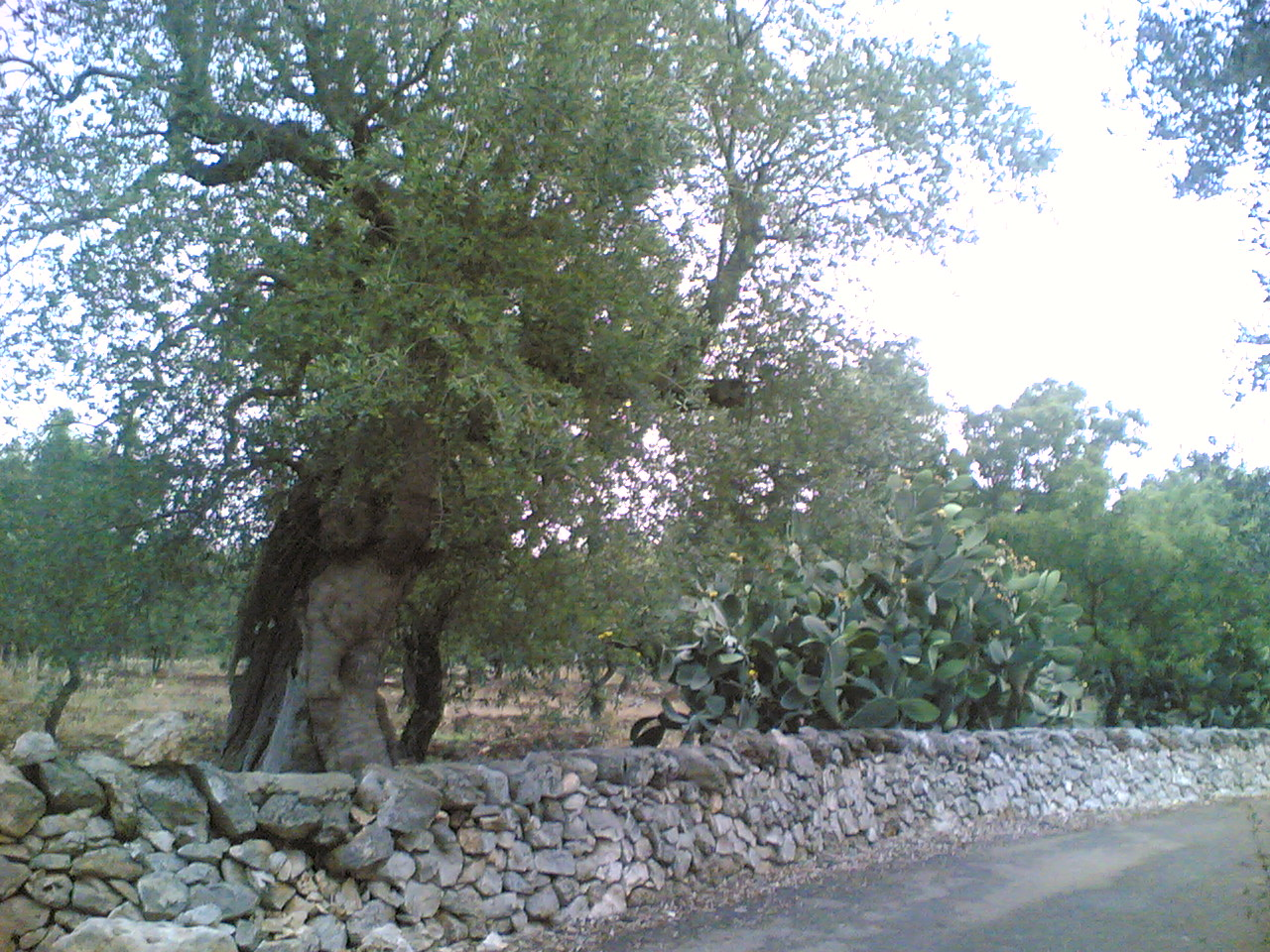
Ulivi nelle campagne di San Vito dei Normanni

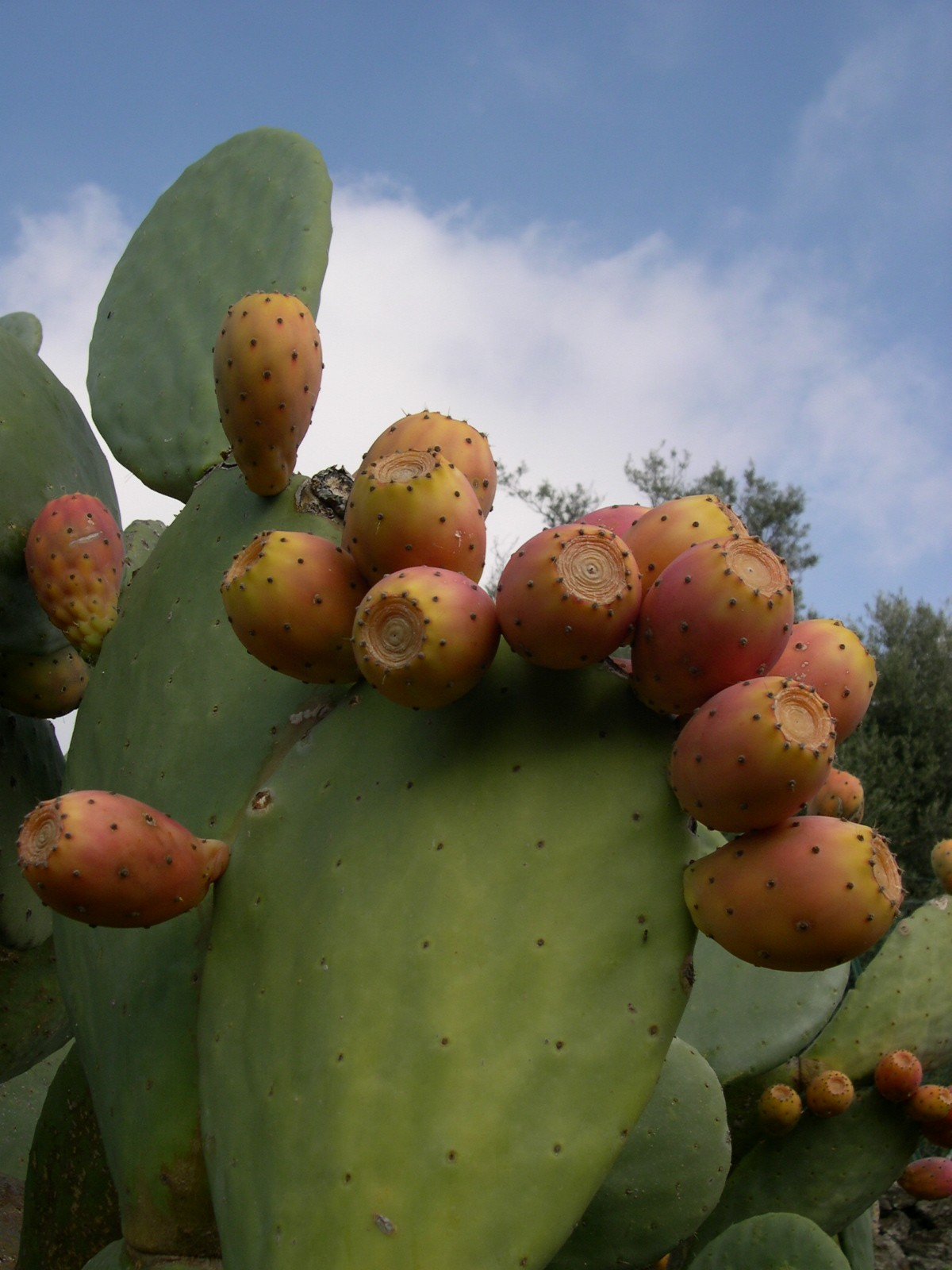
Una pianta di fico d'India

Si stima che la flora nel Salento annoveri circa 1.500 specie. Una delle peculiarità della flora salentina è quella di comprendere numerose specie con areale mediterraneo-orientale, assenti nel resto della penisola, e diffuse invece nella penisola Balcanica, condizione questa favorita dalla vicinanza delle opposte sponde adriatiche (tra Capo d'Otranto e le coste albanesi ci sono solo 70 km) e dalla presenza di condizioni ambientali analoghe. Sono presenti comunque anche numerose specie ad areale mediterraneo-occidentale, condivise con il resto della penisola.
Oltre che dai già citati oliveti secolari e vigneti che caratterizzano il territorio, la vegetazione è anche costituita soprattutto dal fico d'India, che cresce spontaneamente sia all'interno sia lungo la costa, dal fico, che regala i suoi dolci frutti sul finire dell'estate e dal mandorlo, che inizia a fiorire solitamente a febbraio. In primavera, la terra sotto gli ulivi, il ciglio dei sentieri e delle strade, nonché gli interstizi dei muretti a secco, si ricoprono di fiori in un'esplosione cromatica che va dal rosso dei papaveri al giallo e al bianco delle margherite. Durante l'estate, il colore sanguigno della terra diventa protagonista con il verde della macchia mediterranea. Le bacche policrome annunciano poi l'autunno e il successivo mite inverno.
Tra le specie condivise con i paesi balcanici, la più maestosa è senz'altro la quercia vallonea (Quercus ithaburensis subsp. macrolepis), presente in Italia solo nel Salento meridionale, nei dintorni di Tricase. Altra specie di quercia ad areale mediterraneo tipica del Salento è la quercia spinosa (Quercus coccifera) che qui forma boschi puri o misti con il leccio. Altre specie a diffusione balcanica sono il kummel di Grecia (Carum multiflorum), la poco diffusa erica pugliese (Erica manipuliflora) e altre specie che popolano le garighe salentine quali lo spinaporci (Sarcopoterium spinosum) e lo spinapollici (Anthyllis hermanniae).
Sulla costa rocciosa tra Otranto e Leuca si possono trovare specie endemiche della flora rupestre come il fiordaliso del Capo di Leuca (Centaurea leucadea), l'alisso di Leuca (Aurina leucadea), il garofano salentino (Dianthus japigycus), la campanula pugliese (Campanula versicolor), il cardo-pallottola spinoso (Echinops spinosissimus) e il limonio salentino (Limonium japigycum), mentre sulle dune crescono macchie di ginepro coccolone (Juniperus oxycedrus).
Notevole è anche la presenza di molte specie di orchidee spontanee, quali l'Anacamptis laxiflora, l'Anacamptis palustris l'Ophrys apifera, l'Ophrys candica e la Serapias politisii che crescono nelle aree paludose, nei pascoli o tra la macchia mediterranea.

### Fauna
Per quanto concerne la fauna del Salento, vi si possono annoverare numerose specie di uccelli quali la gru, l'airone grigio (Ardea cinerea), il germano reale (Anas platyrhynchos), il tarabuso (Botaurus stellaris), la ghiandaia marina (Coracias garrulus), il fistione turco (Netta rufina), il gheppio (Falco tinnunculus), nonché numerose specie di rettili, come lucertole e gechi, di mammiferi, quali ricci, volpi e faine, e di artropodi, quali scorpioni, tarante e lepidotteri come per esempio Amata phegea. Da segnalare inoltre la presenza di mammiferi quali il tasso, il cinghiale, e più recentemente il ritorno del lupo appenninico.

## Demografia
| Zona                                             | Popolazione (ab) | Superficie (km²) | Densità (ab/km²) |
| ------------------------------------------------ | ---------------- | ---------------- | ---------------- |
| Provincia di Lecce                               | 767 610          | 2 799,07         | 274,24           |
| Provincia di Taranto (parte orientale)           | 352 322          | 1 016,86         | 365,83           |
| Provincia di Brindisi (parte centro-meridionale) | 317 521          | 1 675,23         | 195,5            |
| Totale Salento                                   | 1 437 453        | 5 491,16         | 267,1            |

### Centri più popolosi
Sono sette i comuni del Salento che registrano una popolazione superiore ai 30.000 (nel 2024):
| Provincia             | Comune   | Stemma città | Popolazione |
| --------------------- | -------- | ------------ | ----------- |
| Provincia di Taranto  | Taranto  |              | 186.476     |
| Provincia di Lecce    | Lecce    |              | 94.989      |
| Provincia di Brindisi | Brindisi |              | 89.786      |

| Provincia             | Comune              | Stemma città | Popolazione        |
| --------------------- | ------------------- | ------------ | ------------------ |
| Provincia di Brindisi | Francavilla Fontana |              | 34.720             |
| Provincia di Lecce    | Nardò               |              | 30.761 (31-8-2020) |
| Provincia di Taranto  | Grottaglie          |              | 30.379             |

### Elenco dei comuni
| Comune                      | Provincia | Popolazione | Superficie (km²) | Densità (ab/km²) |
| --------------------------- | --------- | ----------- | ---------------- | ---------------- |
| Alessano                    | Lecce     | 6 197       | 28,48            | 216              |
| Alezio                      | Lecce     | 5 651       | 16,53            | 336,57           |
| Alliste                     | Lecce     | 6 531       | 23,47            | 277,56           |
| Andrano                     | Lecce     | 4 669       | 15,47            | 297,2            |
| Aradeo                      | Lecce     | 9 035       | 8,51             | 1053,03          |
| Arnesano                    | Lecce     | 3 991       | 13,47            | 294,32           |
| Avetrana                    | Taranto   | 6 356       | 73,23            | 86,8             |
| Bagnolo del Salento         | Lecce     | 1 782       | 6,76             | 264,39           |
| Botrugno                    | Lecce     | 2 668       | 9,68             | 273,64           |
| Brindisi                    | Brindisi  | 83 771      | 328,46           | 251,58           |
| Calimera                    | Lecce     | 6 835       | 11,14            | 611,36           |
| Campi Salentina             | Lecce     | 9 890       | 45,11            | 215,56           |
| Cannole                     | Lecce     | 1 646       | 20,02            | 80,88            |
| Caprarica di Lecce          | Lecce     | 2 365       | 10,82            | 220,82           |
| Carmiano                    | Lecce     | 11 710      | 23,66            | 483,09           |
| Carosino                    | Taranto   | 6 688       | 10,80            | 611,89           |
| Carovigno                   | Brindisi  | 16 891      | 158,42           | 152              |
| Carpignano Salentino        | Lecce     | 3 688       | 48,04            | 75,28            |
| Casarano                    | Lecce     | 19 609      | 38,08            | 506,3            |
| Castellaneta                | Taranto   | 16 218      | 239,41           | 66,93            |
| Castri di Lecce             | Lecce     | 2 799       | 12,22            | 216,14           |
| Castrignano de' Greci       | Lecce     | 3 768       | 9,52             | 391,68           |
| Castrignano del Capo        | Lecce     | 5 194       | 20,27            | 250,07           |
| Castro                      | Lecce     | 2 341       | 4,44             | 513,38           |
| Cavallino                   | Lecce     | 12 600      | 22,34            | 556,29           |
| Ceglie Messapica            | Brindisi  | 19 004      | 130,32           | 143,95           |
| Cellino San Marco           | Brindisi  | 6 246       | 37,46            | 165,06           |
| Cisternino                  | Brindisi  | 11 244      | 54,01            | 207,57           |
| Collepasso                  | Lecce     | 5 739       | 12,68            | 448,71           |
| Copertino                   | Lecce     | 23 326      | 57,76            | 398,53           |
| Corigliano d'Otranto        | Lecce     | 5 703       | 28,06            | 200,74           |
| Corsano                     | Lecce     | 5 246       | 9,08             | 575,22           |
| Cursi                       | Lecce     | 3 945       | 8,18             | 471,89           |
| Crispiano                   | Taranto   | 9 292       | 111,81           | 117,29           |
| Cutrofiano                  | Lecce     | 8 804       | 55,72            | 154,97           |
| Diso                        | Lecce     | 2 915       | 11,56            | 255,25           |
| Erchie                      | Brindisi  | 8 346       | 44,06            | 187              |
| Faggiano                    | Taranto   | 3 442       | 20,91            | 163,44           |
| Fasano                      | Brindisi  | 39 028      | 129,03           | 296,3            |
| Fragagnano                  | Taranto   | 5 069       | 22,04            | 226,19           |
| Francavilla Fontana         | Brindisi  | 35 282      | 175,25           | 198,28           |
| Gagliano del Capo           | Lecce     | 5 022       | 16,14            | 302,53           |
| Galatina                    | Lecce     | 26 026      | 81,62            | 314,89           |
| Galatone                    | Lecce     | 15 060      | 46,54            | 319,88           |
| Gallipoli                   | Lecce     | 20 159      | 40,35            | 489,06           |
| Ginosa                      | Taranto   | 21 664      | 187,04           | 114,93           |
| Giuggianello                | Lecce     | 1 150       | 10,06            | 111,98           |
| Giurdignano                 | Lecce     | 1 934       | 13,75            | 137,75           |
| Grottaglie                  | Taranto   | 30 930      | 101,63           | 302,88           |
| Guagnano                    | Lecce     | 5 559       | 37,79            | 146,17           |
| Laterza                     | Taranto   | 14 914      | 159,39           | 92,54            |
| Latiano                     | Brindisi  | 13 810      | 55,07            | 252,1            |
| Lecce                       | Lecce     | 93 700      | 238,39           | 388,8            |
| Leporano                    | Taranto   | 8 158       | 15,03            | 532,16           |
| Lequile                     | Lecce     | 8 589       | 36,36            | 233,4            |
| Leverano                    | Lecce     | 13 856      | 48,77            | 279,92           |
| Lizzanello                  | Lecce     | 11 675      | 25,01            | 459,28           |
| Lizzano                     | Taranto   | 9 679       | 46,21            | 205,15           |
| Maglie                      | Lecce     | 13 746      | 22,36            | 606,62           |
| Manduria                    | Taranto   | 30 006      | 180,41           | 166,32           |
| Martano                     | Lecce     | 8 683       | 21,84            | 390,25           |
| Martignano                  | Lecce     | 1 596       | 6,35             | 245,2            |
| Martina Franca              | Taranto   | 47 342      | 295,49           | 158,48           |
| Maruggio                    | Taranto   | 5 244       | 48,33            | 106,87           |
| Massafra                    | Taranto   | 31 879      | 125,62           | 255,03           |
| Matino                      | Lecce     | 11 179      | 26,28            | 419,79           |
| Melendugno                  | Lecce     | 9 934       | 91,03            | 107,62           |
| Melissano                   | Lecce     | 6 827       | 12,42            | 543,98           |
| Melpignano                  | Lecce     | 2 168       | 10,93            | 195,32           |
| Mesagne                     | Brindisi  | 25 723      | 122,58           | 207,36           |
| Miggiano                    | Lecce     | 3 393       | 7,64             | 435              |
| Minervino di Lecce          | Lecce     | 3 552       | 17,88            | 195,92           |
| Monteiasi                   | Taranto   | 5 429       | 9,71             | 553,41           |
| Montemesola                 | Taranto   | 3 629       | 16,20            | 220,88           |
| Monteparano                 | Taranto   | 2 308       | 3,74             | 599,48           |
| Monteroni di Lecce          | Lecce     | 13 627      | 16,49            | 814,04           |
| Montesano Salentino         | Lecce     | 2 615       | 8,47             | 306,57           |
| Morciano di Leuca           | Lecce     | 3 121       | 13,39            | 229,99           |
| Mottola                     | Taranto   | 15 450      | 212,28           | 72,21            |
| Muro Leccese                | Lecce     | 4 810       | 16,54            | 286,82           |
| Nardò                       | Lecce     | 30 687      | 190,52           | 161,1            |
| Neviano                     | Lecce     | 5 054       | 16,06            | 310,06           |
| Nociglia                    | Lecce     | 2 177       | 10,9             | 195,6            |
| Novoli                      | Lecce     | 7 766       | 17,8             | 429,54           |
| Oria                        | Brindisi  | 14 697      | 83,47            | 175,65           |
| Ortelle                     | Lecce     | 2 270       | 9,95             | 221,0            |
| Ostuni                      | Brindisi  | 30 376      | 223,69           | 134,67           |
| Otranto                     | Lecce     | 5 769       | 77.3             | 74,73            |
| Palagianello                | Taranto   | 7 557       | 43,19            | 172,3            |
| Palagiano                   | Taranto   | 15 845      | 68,94            | 226,45           |
| Palmariggi                  | Lecce     | 1 420       | 8,78             | 158,31           |
| Parabita                    | Lecce     | 8 757       | 20,84            | 415,22           |
| Patù                        | Lecce     | 1 635       | 8,54             | 188,15           |
| Poggiardo                   | Lecce     | 5 892       | 19,80            | 295,19           |
| Porto Cesareo               | Lecce     | 6 194       | 34,66            | 176,32           |
| Presicce-Acquarica          | Lecce     | 9 518       | 43,06            | 221,04           |
| Pulsano                     | Taranto   | 11 312      | 18,77            | 655,01           |
| Racale                      | Lecce     | 10 746      | 24,47            | 442,4            |
| Roccaforzata                | Taranto   | 1 798       | 5,72             | 292,36           |
| Ruffano                     | Lecce     | 9 455       | 38,82            | 237,98           |
| Salice Salentino            | Lecce     | 7 964       | 58,99            | 133,02           |
| Salve                       | Lecce     | 4 546       | 32,8             | 137,47           |
| San Cassiano                | Lecce     | 1 974       | 8,55             | 225,09           |
| San Cesario di Lecce        | Lecce     | 7 956       | 7,98             | 983,44           |
| San Donaci                  | Brindisi  | 6 235       | 34,20            | 183,17           |
| San Donato di Lecce         | Lecce     | 4 554       | 21,16            | 211,03           |
| San Giorgio Ionico          | Taranto   | 14 314      | 23,19            | 607,57           |
| San Marzano di San Giuseppe | Taranto   | 8 936       | 19,03            | 465,66           |
| San Michele Salentino       | Brindisi  | 6 159       | 26,19            | 232,15           |
| San Pancrazio Salentino     | Brindisi  | 9 481       | 56,04            | 169,52           |
| San Pietro in Lama          | Lecce     | 3 442       | 7,93             | 419,76           |
| San Pietro Vernotico        | Brindisi  | 13 193      | 46,08            | 281,06           |
| San Vito dei Normanni       | Brindisi  | 18 313      | 66,36            | 273              |
| Sanarica                    | Lecce     | 1 470       | 12,75            | 112,9            |
| Sannicola                   | Lecce     | 5 736       | 27,32            | 207,53           |
| Santa Cesarea Terme         | Lecce     | 2 869       | 26,44            | 106,97           |
| Sava                        | Taranto   | 15 327      | 43,98            | 343,89           |
| Scorrano                    | Lecce     | 6 759       | 34,86            | 191,31           |
| Seclì                       | Lecce     | 1 833       | 8,65             | 208,77           |
| Sogliano Cavour             | Lecce     | 3 938       | 5,17             | 738,84           |
| Soleto                      | Lecce     | 5 257       | 20,46            | 172,92           |
| Specchia                    | Lecce     | 4 597       | 25,1             | 183,15           |
| Spongano                    | Lecce     | 3 508       | 12,42            | 282,45           |
| Squinzano                   | Lecce     | 13 541      | 29,28            | 454,7            |
| Statte                      | Taranto   | 13 236      | 97,32            | 196,61           |
| Sternatia                   | Lecce     | 2 189       | 16,76            | 130,61           |
| Supersano                   | Lecce     | 4 214       | 36,41            | 115,74           |
| Surano                      | Lecce     | 1 568       | 8,99             | 174,42           |
| Surbo                       | Lecce     | 14 517      | 20,78            | 698,6            |
| Taranto                     | Taranto   | 186 476     | 249,86           | 756,69           |
| Taurisano                   | Lecce     | 11 472      | 23,68            | 484,46           |
| Taviano                     | Lecce     | 11 657      | 22,13            | 526,75           |
| Tiggiano                    | Lecce     | 2 795       | 7,71             | 362,52           |
| Torchiarolo                 | Brindisi  | 5 224       | 32,34            | 161,53           |
| Torre Santa Susanna         | Brindisi  | 10 217      | 55,77            | 183,2            |
| Torricella                  | Taranto   | 4 192       | 26,93            | 155,66           |
| Trepuzzi                    | Lecce     | 14 035      | 23,43            | 599,02           |
| Tricase                     | Lecce     | 17 192      | 43,33            | 396,77           |
| Tuglie                      | Lecce     | 5 150       | 8,5              | 605,88           |
| Ugento                      | Lecce     | 12 197      | 100,4            | 121,48           |
| Uggiano la Chiesa           | Lecce     | 4 395       | 14,46            | 303,94           |
| Veglie                      | Lecce     | 13 634      | 61,35            | 222,23           |
| Vernole                     | Lecce     | 6 877       | 60,57            | 113,54           |
| Villa Castelli              | Brindisi  | 9 010       | 35,15            | 256,33           |
| Zollino                     | Lecce     | 1 899       | 9,95             | 190,85           |
| Totale comuni salentini     |           | 1 292 105   | 5 235,17         | 246,81           |
| Totale comuni               |           | 1 715 233   | 7 127,44         | 240,65           |

1. 1 2 3 4 5 6 7 8 9 10 11  Comune appartenente solo geograficamente e/o non appartenente culturalmente al Salento ma al Grande Salento.
2. ↑  Comune istituito il 15 maggio 2019 dalla fusione dei precedenti comuni di Presicce e Acquarica del Capo.

## Storia
(Virgilio - Eneide, III. Traduzione di Annibal Caro)
(Plinio il Vecchio - Storia naturale, III, 99. Traduzione di Giuliano Ranucci)

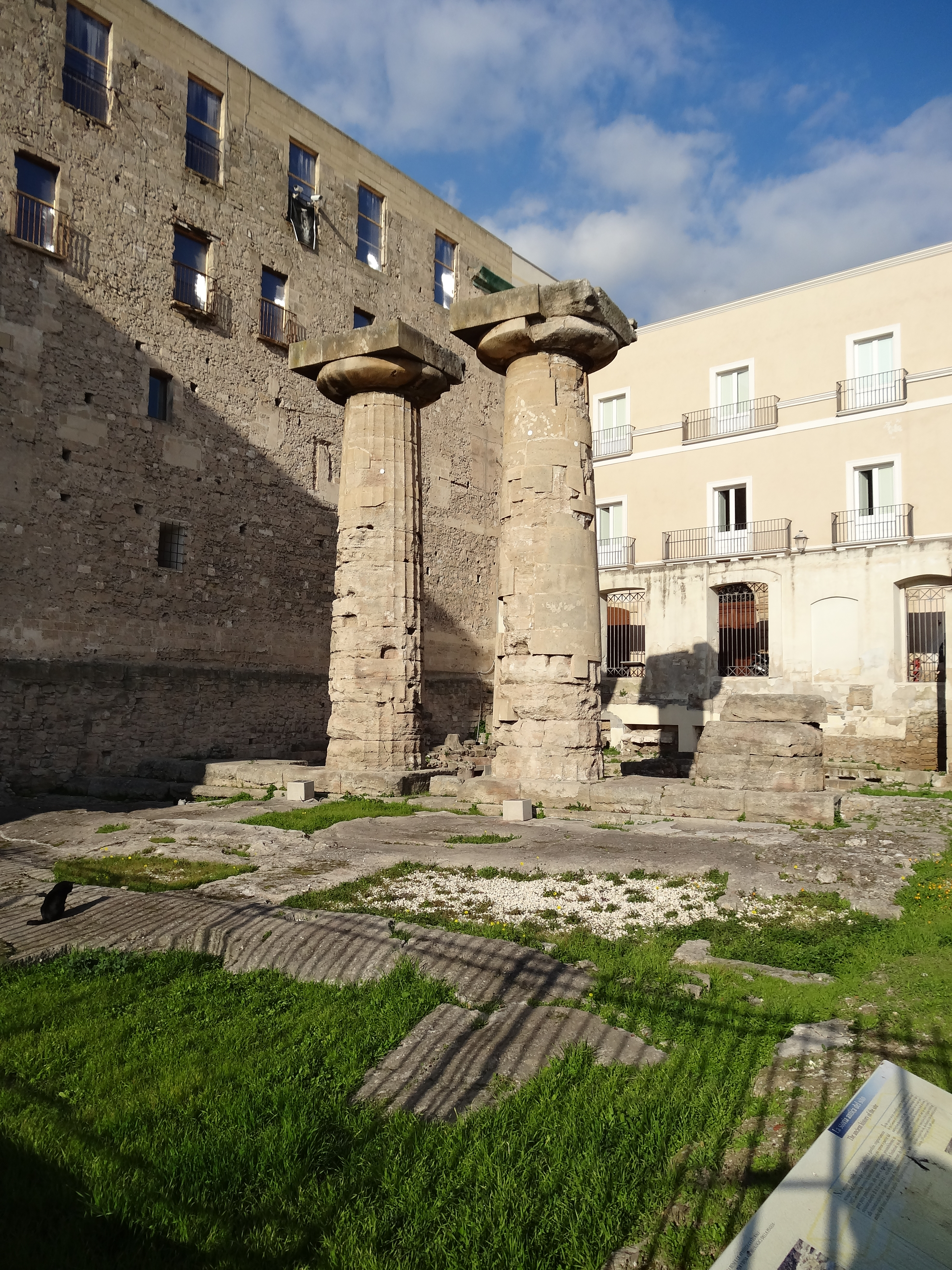
Le colonne doriche a Taranto

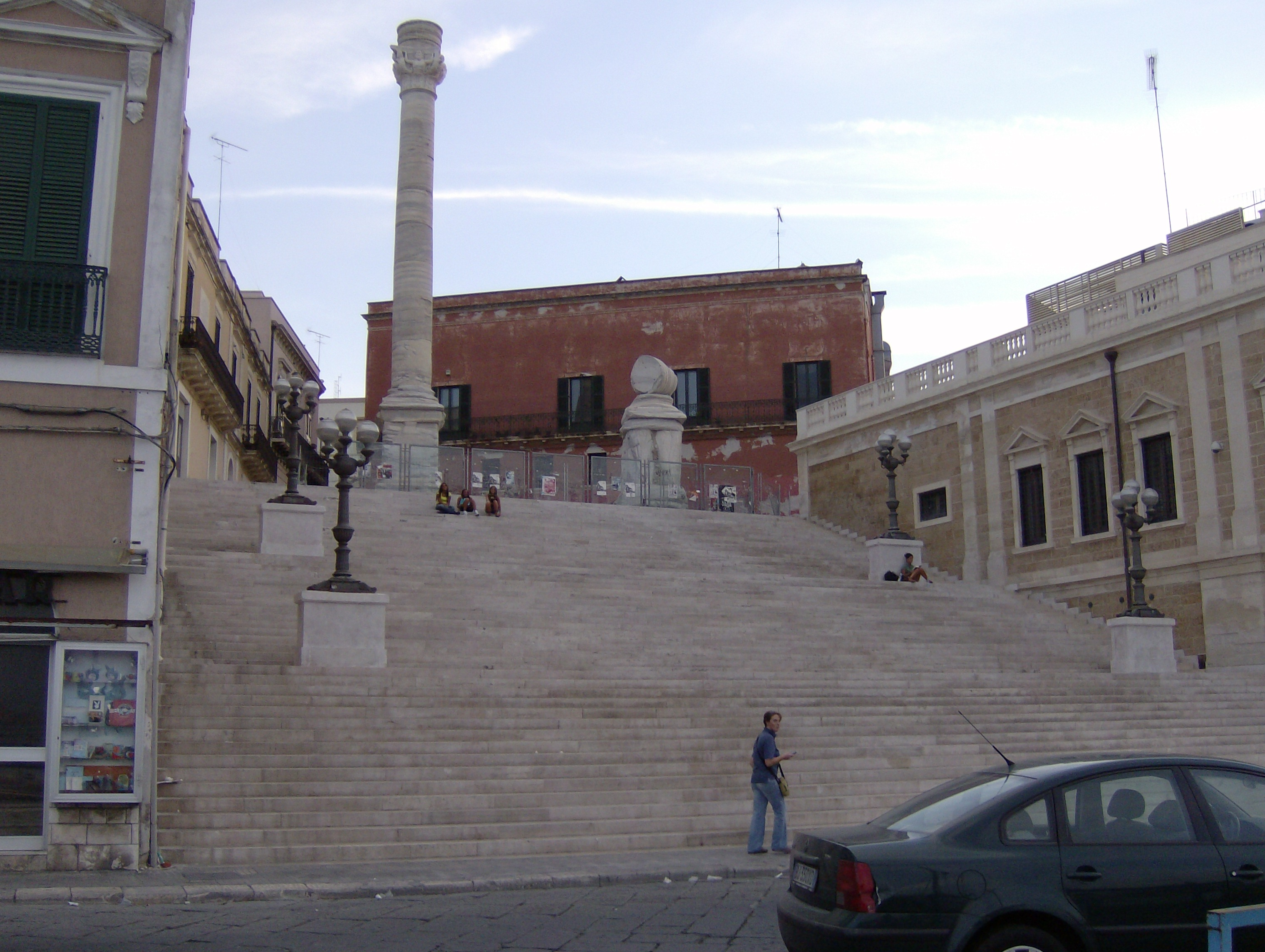
Le colonne poste alla fine della Via Appia a Brindisi

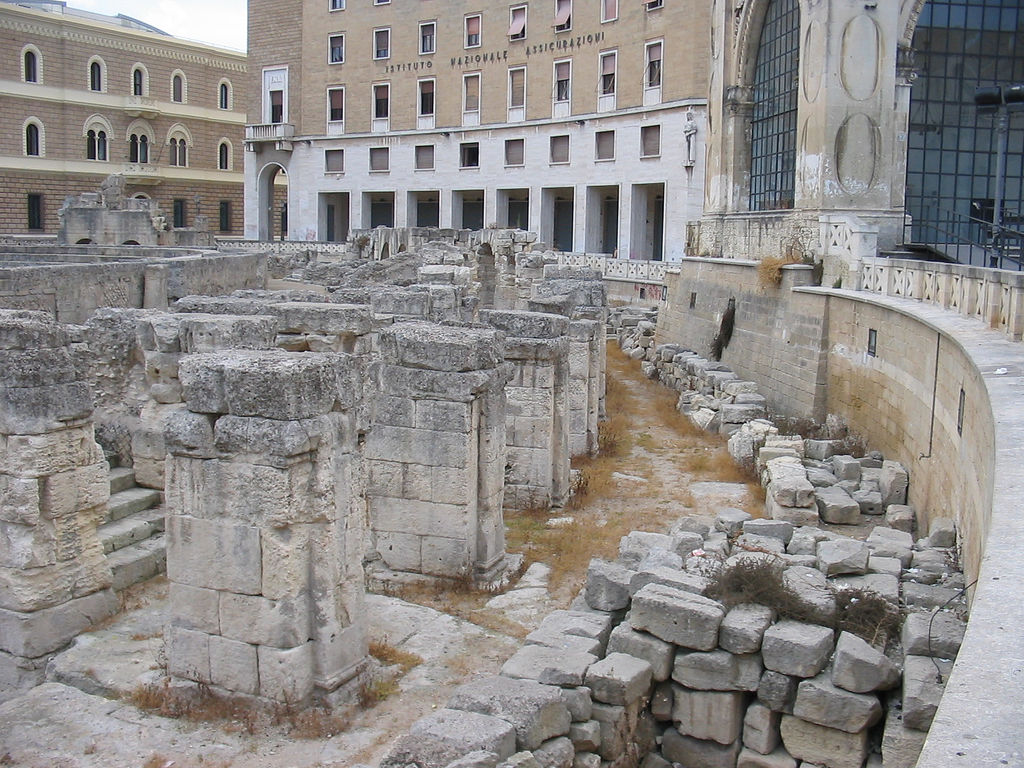
L'anfiteatro romano di Lecce

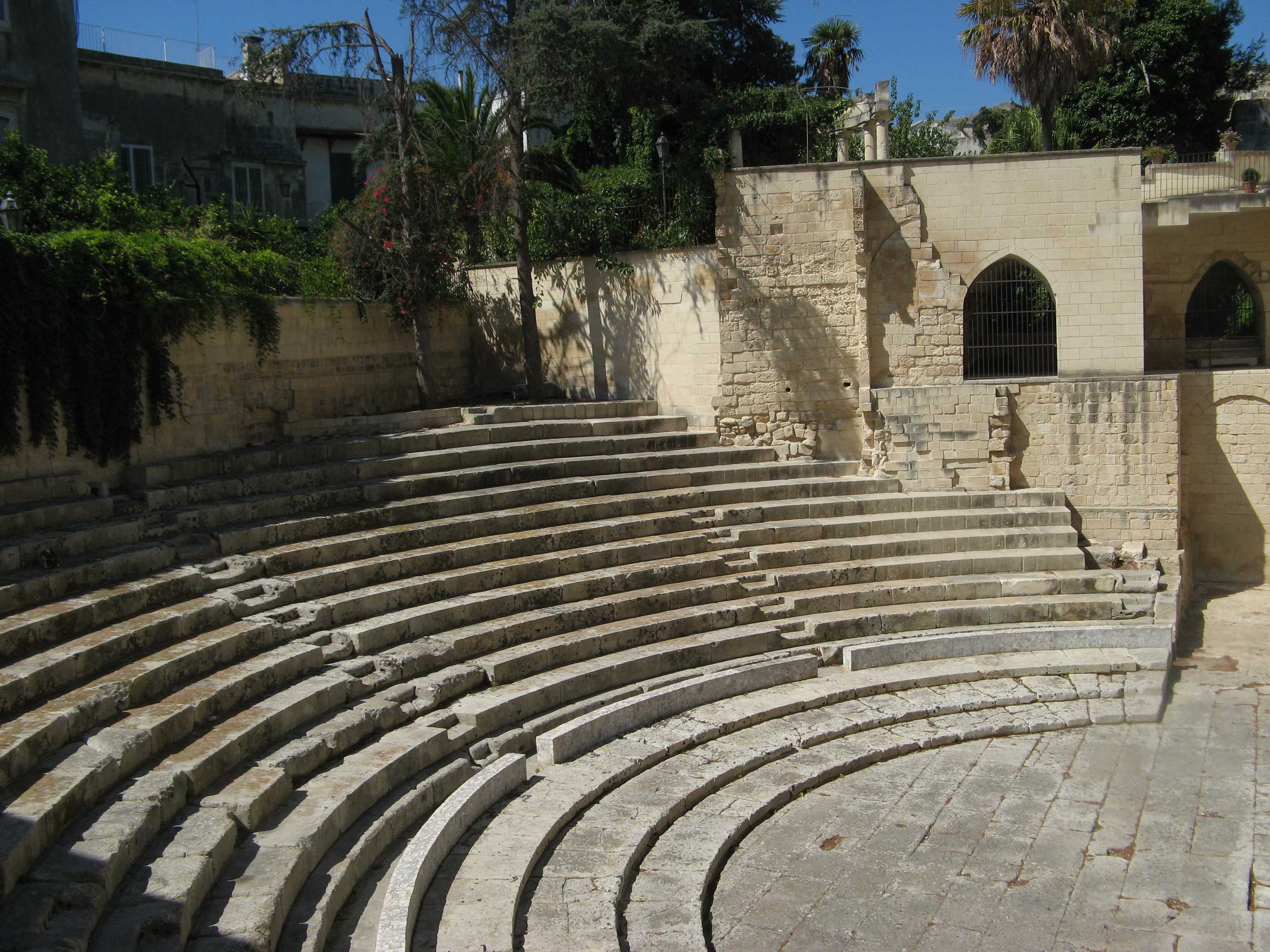
Il teatro romano a Lecce

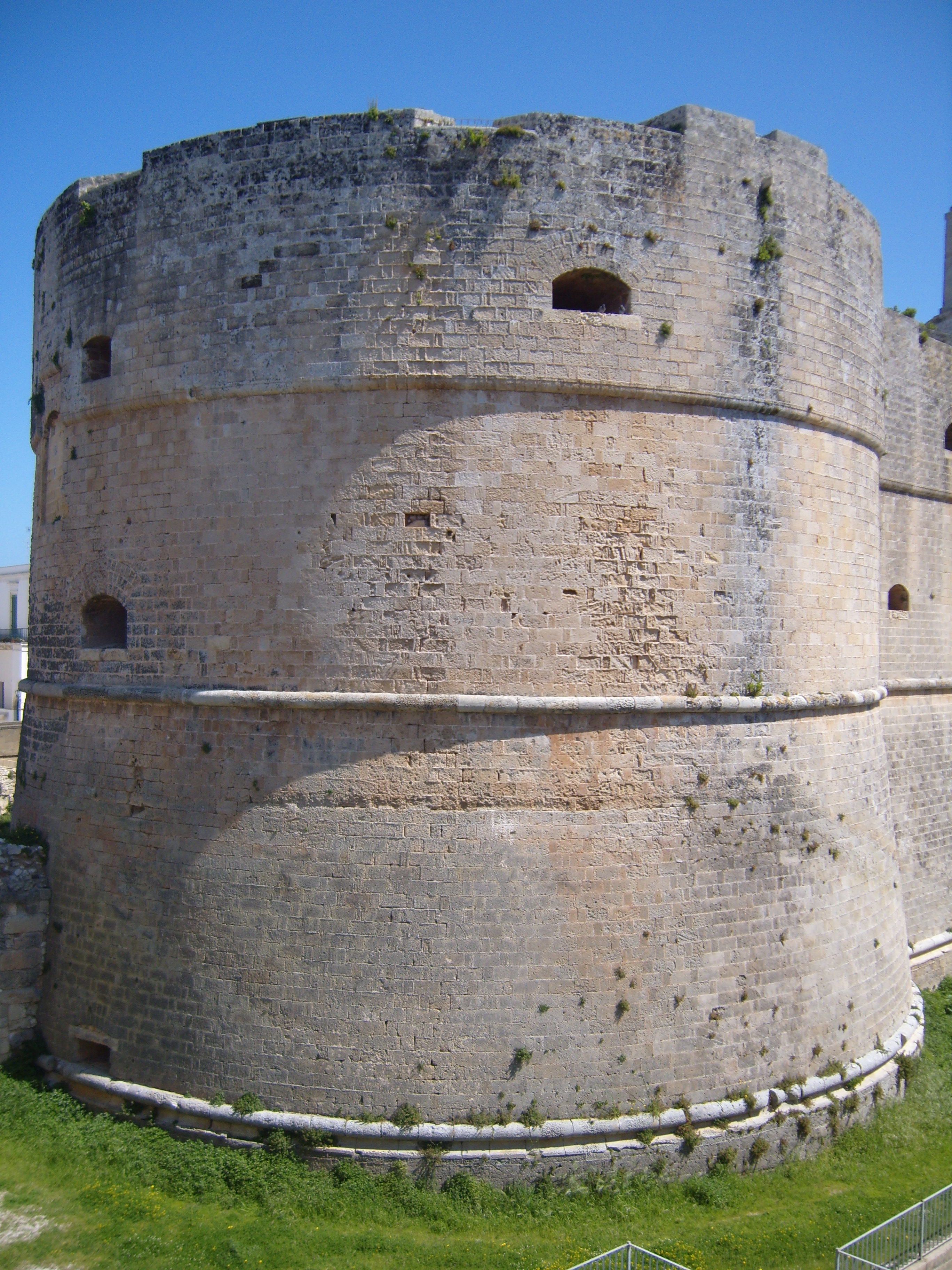
Un torrione del castello di Otranto

In epoca preromana nel Salento vivevano i Messapi, una tribù di Iapigi a cui si ricollegavano anche i Calabri e i Sallentini (dai quali ultimi prese nome il Salento). Il centro di maggiore importanza era Brindisi grazie alla lavorazione del bronzo e dei metalli. Successivamente con la fondazione della colonia spartana di Taras, i Messapi furono poi gradualmente assorbiti dai Tarantini, portando a conflitti descritti da Erodoto. Anche Strabone, in un passo de Geografia, afferma esplicitamente che quando Brindisi era governata dai re, si vide togliere gran parte dei suoi territori da parte dei Tarantini. Sotto il governo di Archita, la colonia spartana divenne il più importante centro culturale della Magna Grecia, ed estese la sua protezione su di un'altra colonia magnogreca; l'odierna città di Gallipoli in chiave antiromana. Dopo i conflitti tra Roma e Taranto, il Salento si latinizzò e contribuì alla nascita della letteratura latina con Ennio e Pacuvio. Brindisi divenne una colonia di diritto latino, e Taranto ospitò una colonia romana. La guerra sociale portò alla concessione della cittadinanza romana.
Brindisi divenne un importante porto di transito per i romani diretti in Grecia. Il periodo bizantino e le incursioni saracene segnarono la storia del Salento, con la costruzione del limes bizantino. Nel X secolo, i Saraceni attaccarono il Salento, ma furono contrastati dai Bizantini.
Nel 927, Taranto fu occupata dai Musulmani ma successivamente ricostruita. Nel 1088, fu fondato il Principato di Taranto. Nel 1480, Otranto fu invasa dai Turchi. Le dominazioni spagnole e borboniche caratterizzarono la regione unita sotto la divisione amministrativa denominata Terra d'Otranto. Vi fu un periodo di fioritura artistica nel XVI-XVIII secolo, con il Barocco a Lecce e il movimento dei "Eguali" guidato da Ciro Annicchiarico.
Dopo l'Unità d'Italia nel 1865, fu creata una circoscrizione statale con Lecce come capitale. Durante il fascismo, furono istituite le province di Taranto e Brindisi e avviata una bonifica contro la malaria con l'uso del DDT.

## Cultura
Sia dal punto di vista linguistico sia da quello architettonico, folkloristico ed enogastronomico, la Penisola salentina si caratterizza per tratti comuni che la distinguono dal resto della regione.
Una questione da tempo dibattuta è quella relativa ai confini culturali del Salento, che non corrisponderebbero ai limiti geografici della Penisola salentina ma delimiterebbero un territorio più piccolo, variabile a seconda dell'elemento caratterizzante che viene preso in considerazione. Nell'opera "il Salento di Cosimo De Giorgi: viaggio nelle tre province di Brindisi, Lecce e Taranto", attuale riedizione dell'originale "la Provincia di Lecce. Bozzetti di viaggio" si evidenzia il legame storico culturale ed economico tra le tre province oltre l'aspetto geografico. De Giorgi nella prefazione all'opera parla del rinnovato interesse culturale che si realizzò nella seconda metà dell'Ottocento circa la Terra di Otranto, a cui segue un elenco di opere di storia ed archeologia sugli usi e costumi della Terra di Otranto, intrecciando una fitta rete di legami storico culturali tra le più importanti città della regione storica: Lecce, Taranto, Brindisi e Gallipoli.
La convenzione qui seguita, precedentemente definita, pone fuori del Salento i territori (che da un punto di vista amministrativo afferiscono oggi a Province almeno in parte salentine) di Massafra, Statte, Crispiano, Martina Franca, Cisternino e Fasano, questi ultimi due comuni storicamente e, tutt’oggi, culturalmente nell’orbita del Barese. 
Ma nel caso in cui faccia da discriminante il dialetto, rimarrebbero fuori anche centri importanti come Taranto, Ceglie Messapica o Ostuni, mentre si arriverebbe a includere Egnazia, nei pressi di Fasano, se si facesse riferimento alla cultura messapica, o Martina Franca, posta in piena Valle d'Itria, se si guarda all'architettura barocca, o ancora le tre province per intero se si prendesse in considerazione l'antica Terra d'Otranto ricalcante il nuovo concetto di Grande Salento.
In Salento sopravvivono due minoranze culturali: la Grecìa Salentina suddivisa in nove comuni della provincia di Lecce in cui spicca l'uso del griko, lingua ellenofona e l'antica Arberìa tarantina a San Marzano di San Giuseppe in Provincia di Taranto, in cui sono ancora vivi la lingua e i costumi Arbereshe.

### Profilo linguistico

#### I dialetti
Nel Salento, tra Ostuni, Ceglie, Taranto a nord, e Grottaglie, Francavilla Fontana, San Vito dei Normanni a sud cade la linea di confine fra le due grandi famiglie dei dialetti dell'Italia meridionale. I dialetti salentini sono molto diversi da quelli della Puglia centro-settentrionale: a differenza di questi ultimi, appartenenti alla tipologia dei dialetti italiani meridionali, essi sono classificati come meridionali estremi e costituiscono una variante della lingua siciliana, molto simili in particolare al siciliano orientale. Esemplare, a tal proposito, la confusione su cui giocò il cantante e attore Domenico Modugno, cresciuto a San Pietro Vernotico, che per lungo tempo fu considerato siciliano e per tutta la carriera interpretò personaggi siciliani al cinema e in teatro.
Il dialetto tarantino si è differenziato da quelli salentini durante il periodo bizantino e longobardo.
Esistendo questa iniziale diversità, i vari popoli che si susseguirono nel controllo del Salento (Saraceni, Normanni, Angioini, Spagnoli, Francesi) lasciarono un'impronta linguistica differente sulla città ionica rispetto agli altri centri salentini.
Il dialetto attualmente parlato a Taranto si è poi sviluppato in maniera ancora più autonoma dalla metà del XX secolo. Leggendo infatti vecchi testi dialettali risalenti agli anni trenta-quaranta (tra i quali quelli di Tommaso Gentile), si scopre che la fonetica era molto più vicina a quella salentina, in quanto le pre e post-toniche venivano ancora pronunciate distintamente, si usavano gli articoli determinativi lu e li, così come altri accorgimenti.
Oggi in città convivono due tipi di accenti, a seconda della zona e della provenienza degli abitanti immigrati in loco: uno prettamente tarantino e l'altro più simile al salentino.
Di fatto, i comuni orientali della provincia, anche quelli molto vicini alla città (come San Giorgio Jonico) hanno un dialetto salentino.
Le differenze tra il dialetto salentino e il pugliese riguardano tanto la fonetica quanto l'aspetto lessicale e della costruzione periodale. Tale costruzione influenza anche il cosiddetto "italiano regionale", per esempio, con la tendenza a porre il verbo alla fine della frase ("Chi è?" "Io sono") e, nell'area di Martano, a utilizzare (come in Sicilia e Calabria Centro-Meridionale) un unico tempo perfetto per le azioni finite, indifferentemente da quanto tempo è passato dallo svolgimento dell'azione, cioè senza distinguere tra passato prossimo e passato remoto (esattamente come il perfetto del latino). Tale tempo perfetto possiede terminazioni simili al passato remoto italiano, per cui è quasi sempre erroneamente confuso con questo (se fosse "remoto" dovrebbe riguardare solo azioni compiute da un tempo, appunto, remoto). Per esempio: "Che dicesti?" per "Che hai detto?".
Per quanto riguarda la fonetica, nel dialetto pugliese tutte le vocali, a eccezione della a protonica, hanno perduto ogni vivacità di colore accostandosi alla e muta francese, mentre le vocali accentate sono diventati dei dittonghi dalle tinte svariate. Nel salentino, invece, non ci sono vocali indistinte, ma ci sono cinque vocali (sistema pentavocalico siciliano); la o chiusa si cambia quasi sempre in u, mentre la e chiusa accentata si cambia in i.
È inoltre possibile operare una distinzione tra dialetto leccese e dialetto brindisino: in quest'ultimo anche la "e" non accentata (in particolare quando è in finale di parola) viene resa sempre con "i" (lu mari invece di lu mare), il gruppo "ll" viene reso con "dd" (cavaddu) anziché con il corrispondente suono invertito "ḍḍhr" (leccese cavaḍḍhru), il gruppo latino "str" rimane pressoché inalterato, mentre nel leccese viene reso con "sc" ("nostro" in brindisino è nueštru, in leccese nesciu). Si nota la tendenza a troncare i verbi all'infinito, mentre il leccese si contraddistingue per non troncare mai le parole (anzi nel completare con una vocale anche gli apporti stranieri terminanti in consonante, come càminu per camion, pendentìffi per pendentif). Nel leccese, infine, non viene quasi mai pronunciata la lettera "v" (uluntà in luogo di vuluntà); in caso di incontro tra due vocali (specialmente se identiche) viene sostituita da una b (betacismo): addù sta' bbài?, "dove stai andando?" (Lecce). Un dialetto dai tratti misti è quello parlato ad Avetrana, che è di cadenza prevalentemente brindisina però presenta somiglianze al leccese: addò sta' bbai? (Avetrana), uluntà (Avetrana).
Il dialetto tarantino, solitamente classificato come appartenente ai dialetti apulo-salentini di transizione, è parlato a Taranto e in alcuni comuni della provincia a nord-ovest del capoluogo, esterni al Salento. Allo stesso modo, in provincia di Brindisi, i dialetti parlati a Ostuni, Ceglie Messapica, Villa Castelli e San Michele Salentino (oltre a quelli di Fasano e Cisternino) sono da ritenersi apulo-baresi, con influenze salentine più o meno marcate.

#### La Grecìa salentina e le enclavi Arbëreshë
Nel territorio del Salento esistono inoltre alcune peculiari minoranze etnico-linguistiche.
In buona parte della regione storica della Grecìa Salentina, nel Salento centrale, si parla un dialetto neo-greco noto come grecanico o grico. Il Parlamento italiano ha riconosciuto la comunità greca del Salento come gruppo etnico distinto e come minoranza linguistica con il nome di "minoranza linguistica grica dell'etnia grico-salentina".
Il territorio della Grecìa salentina, caratterizzato da un'identità culturale a sé stante, comprende però un'area un po' più vasta della sola isola linguistica e racchiude undici comuni, nove dei quali di lingua ellenofona, per un totale di 54.278 abitanti (dati Istat al 31 dicembre 2005): a Calimera, Castrignano de' Greci, Corigliano d'Otranto, Martano, Martignano, Melpignano, Soleto, Sternatia e Zollino della provincia di Lecce, si aggiungono Carpignano Salentino e Cutrofiano, di recente ingresso e non ellenofoni.
Un'altra isola linguistica salentina è costituita dall'Arberia, ossia una zona della provincia di Taranto che mantiene vive le tradizioni della cultura arbëreshë. A partire dal XV secolo, infatti, con la diaspora albanese guidata da Giorgio Castriota Skanderbeg, si è stabilita nel Salento una piccola minoranza linguistica arbëreshë attorno al comune di San Marzano di San Giuseppe (il centro arbëreshë più popoloso in Italia), così come avvenuto anche in altre regioni del Mezzogiorno.

#### Estratti dai dialetti
Segue un confronto basato sul Padre Nostro fra dialetto tarantino e dialetto salentino, nelle versioni settentrionale (brindisino), centrale (leccese) e meridionale:
| Táte nuéstre (tarantino) |
| --- |
| Táte nuéstre ca stéje jindr'a le cíjele cu ssije sandefecáte 'u nóme túve cu avéne 'u règne túve cu ssija fatte 'a vulundá' ttóve a ccume 'Ngíjele accussíne 'ndèrre. Dànne ósce a nnúje 'u páne nuèstre e pp'ogne ggiúrne e llívene a nnúje le díebbete nuèstre a ccúme nú' le leváme a lle debbetúre nuèstre e nnò ffá' ca n'abbandúne à 'ndendazzióne ma lìbberene d'ô mále. Àmën. |

| Tani nueštru (brindisino) |
| --- |
| Tani nueštru ca štaj a 'n'cielu cu ssia santificatu lu nomi tua cu veni lu regnu tua cu ssia fatta la vuluntà tova comu a 'n'cielu cussì a 'n'terra tanni osci lu pani nueštru sciurnalieru e pirdùnini li piccati nueštri comu nui li pirdunamu alli debbituri nueštri e no ndi 'ndùciri 'n'tantaẓẓiuni ma lìbberandi ti lu mali. E cussì ssia. |

| Paṭre nešciu (leccese) |
| --- |
| Sire nešciu ca staj an cielu cu ssia santificatu lu nume tou cu bbegna lu regnu tou cu ssia fatta la uluntà toa comu a 'n'cielu cussì a 'n'terra danni osce lu pane nešciu sciurnalièru e perdùnani li peccàti nešci comu nui li perdunàmu alli debbitóri nešci e nun nni 'ndùscere 'n'tentaẓẓióne ma lìbberani te lu male. E cussì ssia. |

| Padre nošciu (salentino meridionale) |
| --- |
| Sire nošciu ca staj'n'cielu cu ssia santificatu lu nome tou cu vvegna lu regnu tou cu ssia fatta la vuluntà toa comu'n'cielu cussì'n'terra danne osci lu pane nošciu sciurnalièru e pirdùnane li piccàti nošci comu nui li pirdunàmu alli debbitóri nošci e nun nne 'nnùscere 'n'tantaẓẓióne ma lìbberane de lu male. E cussì ssia. |

### Architettura e urbanistica

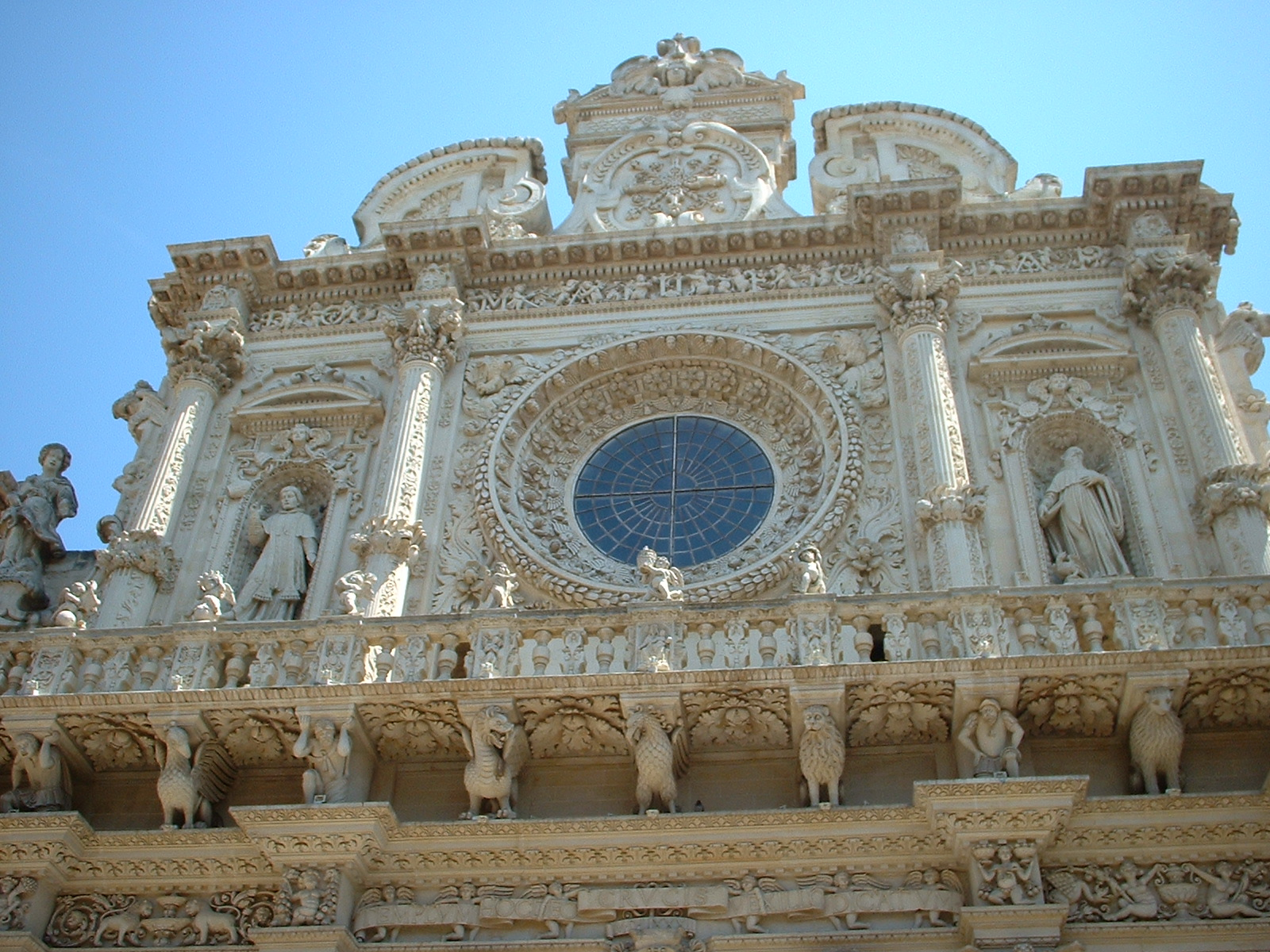
Rosone della Chiesa di Santa Croce a Lecce

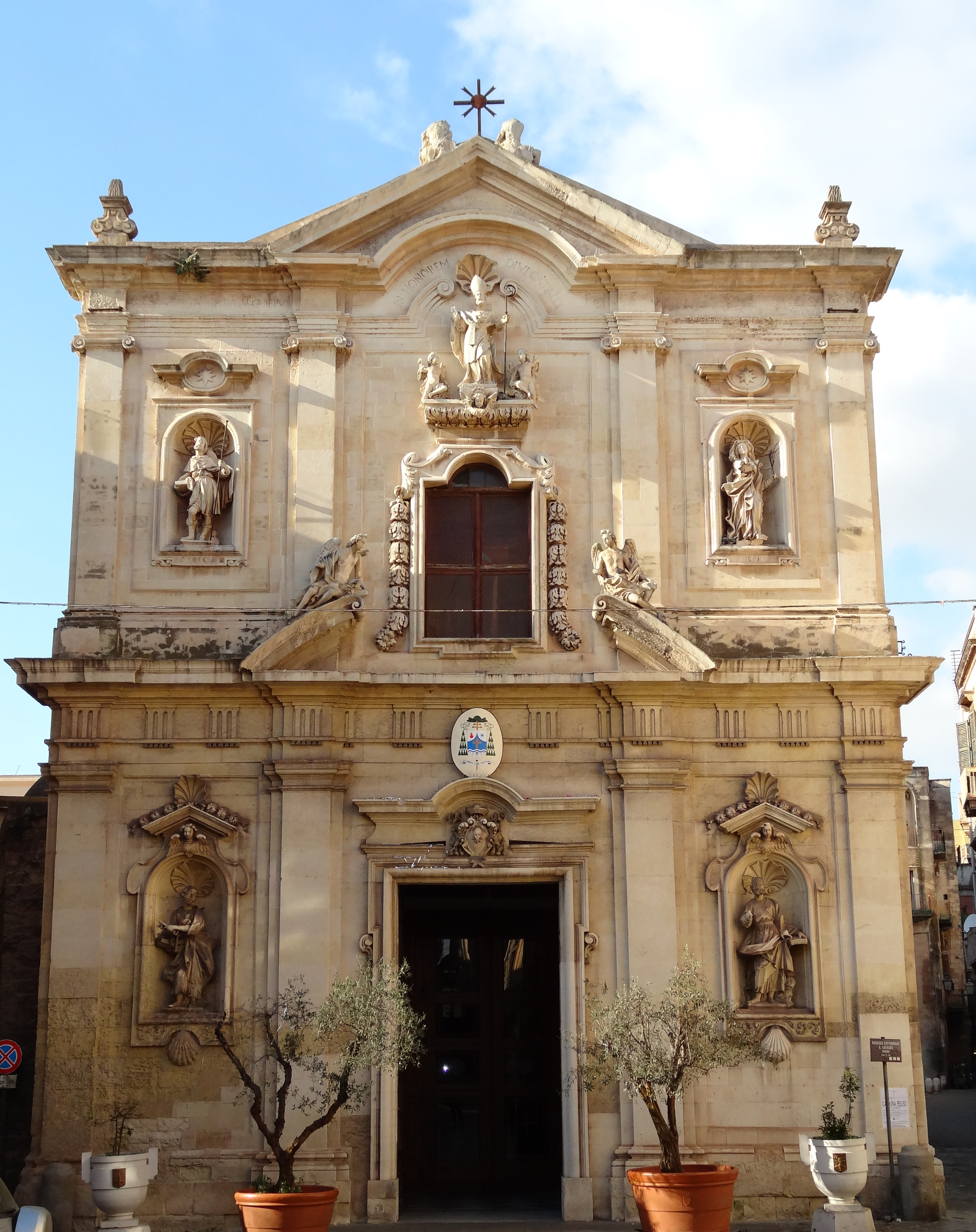
Facciata della Cattedrale di San Cataldo di Taranto

Il paesaggio architettonico richiama le città della Grecia per la predominanza assoluta delle case bianche "a calce", senza tetto (con solaio), soprattutto in campagna e sulla costa, ma i centri storici sono caratterizzati dal barocco leccese, un lascito spagnolo del Plateresco, che rispetto al barocco del resto d'Italia si spoglia della sovrabbondanza pittorica degli interni e trasforma le facciate esterne di chiese e palazzi in veri arazzi scolpiti. In ciò, molta importanza ha avuto la locale "pietra leccese", tenera e malleabile e dal caldo colore giallo rosaceo.
Il cappellone della Cattedrale di San Cataldo di Taranto con la sua cupola affrescata, le dieci nicchie e i marmi policromi è una delle testimonianze più ricche del barocco salentino. Fra gli artisti che hanno prestato la propria opera per la realizzazione del cappellone, vi è lo scultore napoletano Giuseppe Sammartino.
La struttura tipica dei centri storici salentini, quindi, è caratterizzata da un tessuto molto compatto (non c'è separazione fra le case) di vicoli bianchi dalle pareti dipinte a calce sempre ravvivata (a eccezione della città di Lecce e dell'area di Maglie, dove anche le case di civile abitazione sono costruite nella pietra bianco-rosacea proveniente dalle cave di Cursi) sui cui muri campeggiano gli accesi colori degli infissi, inframmezzati da palazzi nobiliari e chiese d'epoca barocca in pietra viva.
Tipica l'entità architettonico-urbanistica della casa a corte di origine araba e diffusa anche in Sicilia. Molti vicoli, infatti, dispongono di quelli che apparentemente sono altri vicoli perpendicolari, ma si rivelano ciechi, terminando pochi metri più in là.
Su tale spazio urbano, definito corte (dal latino cohorte, "spazio che comprende l'orto", "recinto"), si affacciano le porte e le finestre di molte abitazioni, con il voluto risultato di farne uno spazio di vita comune, una sorta di popolare salotto dove, nei tempi andati, molte famiglie vivevano gran parte della giornata chiacchierando, ricamando e aiutandosi nelle faccende domestiche.
In genere, oltre all'arredamento povero di piantine in vaso, in una corte non manca mai la caratteristica pila comune, una sorta di lavatoio in pietra corredato di una parte scanalata (stricaturu) su cui strizzare i panni. In alcune aree, addirittura, tali corti sono occultate da un portone (mignano) che finge l'ingresso di un'abitazione, rivelandosi, una volta invece aperto, l'ingresso di questo spazio multi-familiare.

### Tradizioni musicali

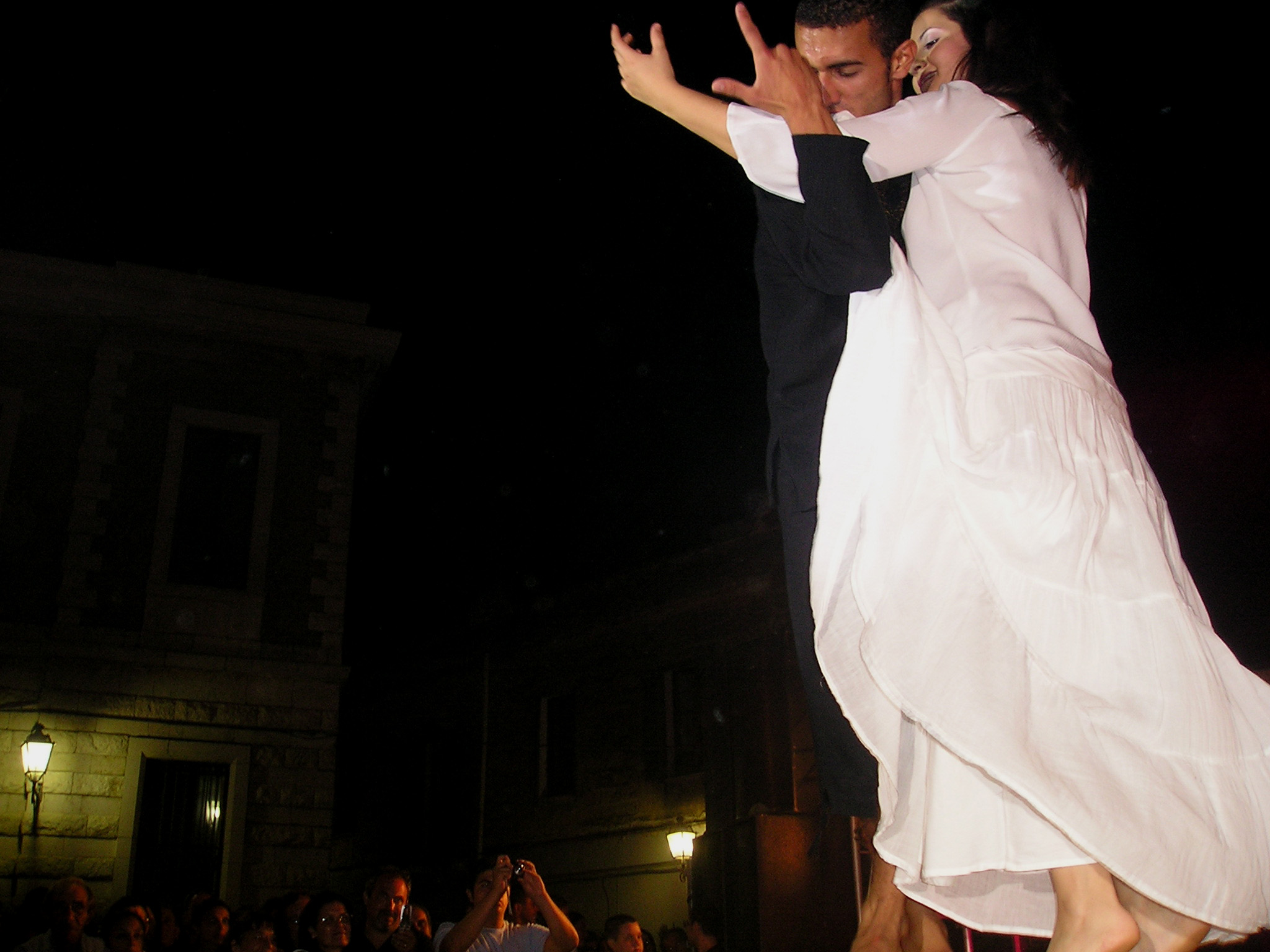
Ballerini di pizzica durante il concerto dei Taricata

Di particolare interesse antropologico sono l'ormai estinto fenomeno del tarantismo, una forma isterica di straordinario impatto scenico, e l'invece rimontante culto per la pizzica pizzica, la musica tradizionale e battente che un tempo accompagnava anche i riti di guarigione delle tarantate, cioè delle donne che si credeva fossero state morse dalla tarantola. In realtà, si trattava di un originale modo di manifestarsi dell'isteria. L'antropologo Ernesto de Martino condusse degli storici studi sul fenomeno, poi confluiti nel classico testo "La terra del rimorso. Contributo a una storia religiosa del Sud".
Nella pizzica pizzica tradizionale si balla in coppia. La coppia non necessariamente deve essere formata da individui di sesso opposto: abbastanza comunemente danzano insieme due donne, mentre al giorno d'oggi è sempre più raro osservare due uomini ballare insieme, nonostante in passato la danza fra due uomini fosse molto più frequente di quella fra un uomo ed una donna. Un esempio di danza tra due uomini è riscontrabile, però, ancora oggi nella tradizione ostunese, dove è comune vedere due uomini ballare, dove uno dei due impersona, o meglio, imita ironicamente, il ruolo della donna.
Una menzione particolare merita la tradizionale pizzica-scherma (impropriamente detta anche "danza delle spade", ballata alla festa di San Rocco il 16 agosto a Torrepaduli), in cui la pizzica assume ancor più chiaramente la forma di colonna sonora di uno psicodramma, di tipo maschile e "guerriero" piuttosto che femminile e "sensuale".
Negli ultimi anni quello della pizzica pizzica e della revisione formale del tarantismo, ormai svuotato dei suoi connotati antropologici tradizionali, in forme musicali contaminate e moderne ha assunto dimensioni di fenomeno culturale, al punto da farne il più caratteristico e famoso dei segni di riconoscimento del Salento, che esporta ormai ovunque, quasi come marchio di fabbrica, questa forma musicale.

### Enogastronomia

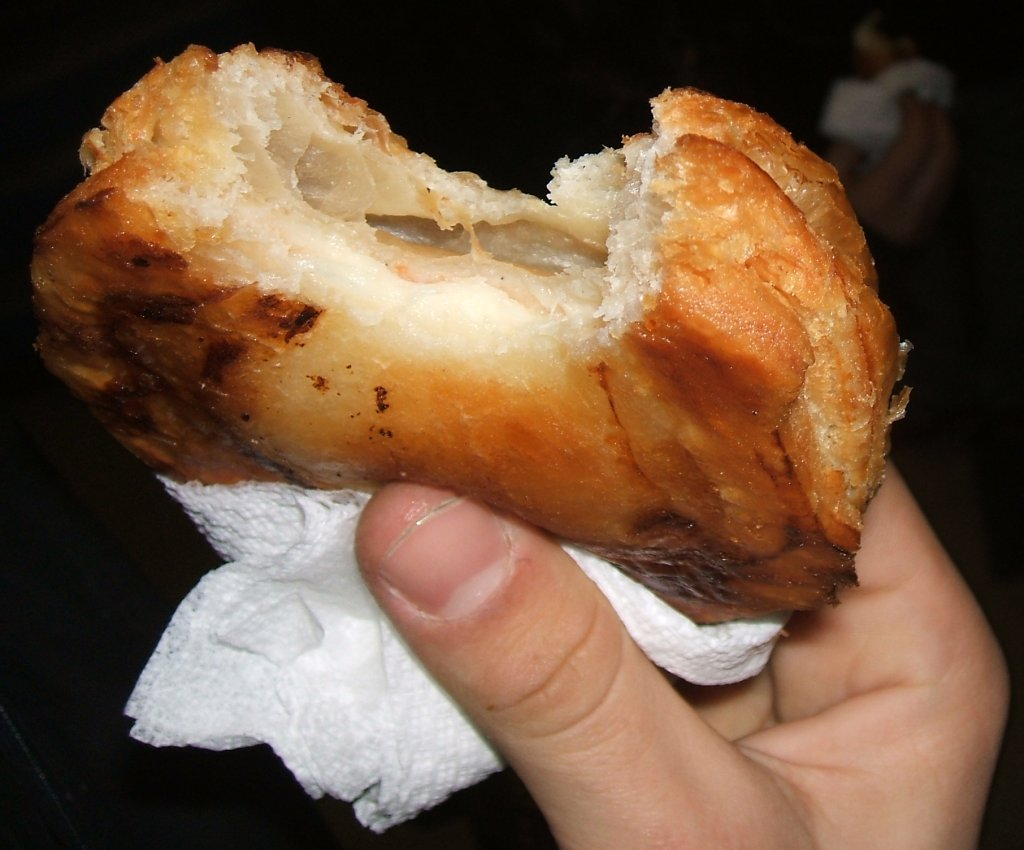
Il rustico

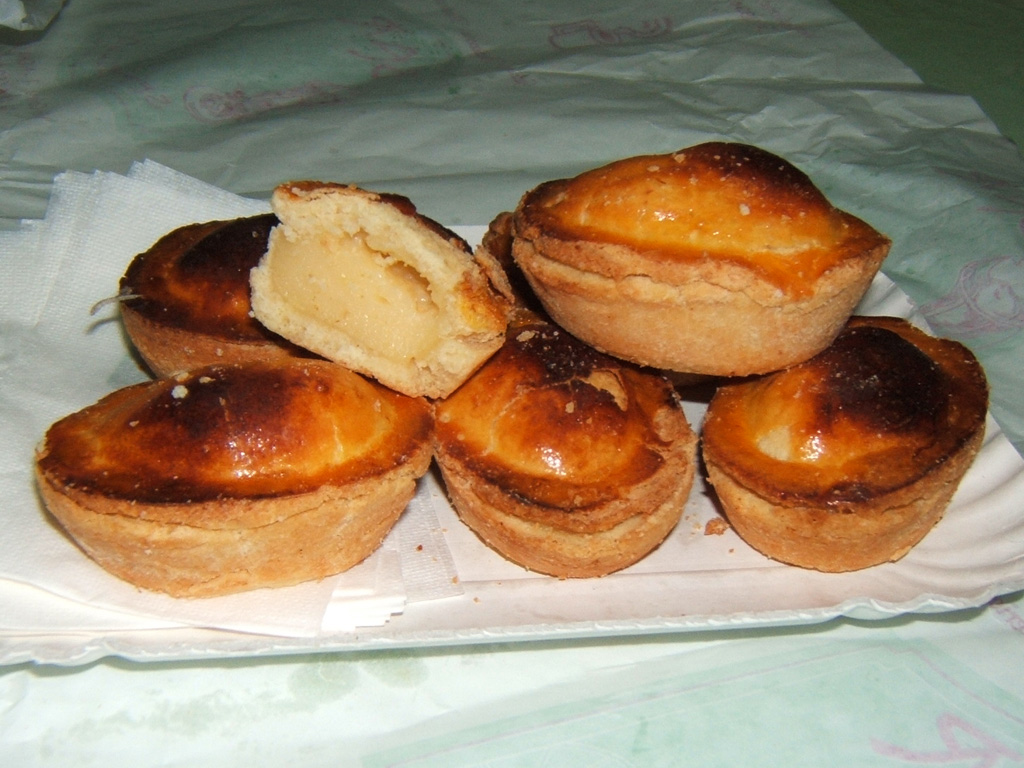
Il pasticciotto

La cucina salentina è caratterizzata da numerosi piatti tipici, soprattutto a base di verdure e pesce, ed è accompagnata da famosi e pregiati vini DOC come il Primitivo di Manduria (Primatiu) o il Negroamaro.
Fra gli alimenti più tipici si distinguono i pezzetti, uno spezzatino di carne di cavallo al sugo piccante, e la pitta di patate, una pizza bassa di patate contenente una gran quantità di ingredienti vegetali, quali cipolle, rape, pomodoro. Tipico anche il pane con le olive chiamato puccia e, per quel che riguarda la gastronomia "da passeggio", il rustico, una sfoglia sottile cotta in forno contenente un impasto di besciamella, mozzarella, pomodoro, pepe ed occasionalmente noce moscata. Altro alimento tipico di tutta la regione Puglia, sono le friseddhe o frise, ciambelle di pane biscottato fino a una consistenza di grande durezza, realizzato spesso con grano d'orzo e tagliato a metà cottura in senso orizzontale, che va ammorbidito mediante breve immersione in acqua e quindi condita con pomodoro, olio d'oliva, sale e origano.
Diffuse anche sono le pittule (dette anche pettule o pettuli), frittelle di forma grossolana ripiene di rape, fiori di zucca, baccalà o senza ripieno che si gustano inzuppate nel vino cotto. Sono preparate soprattutto d'inverno.
Molto rinomata è la pasticceria, più simile a quella siciliana che alla pugliese, in cui si distinguono il pasticciotto leccese, il fruttone, le bocche di dama, la pasta di mandorla, lo spumone salentino.
Degno di nota è anche il "biscotto cegliese", candidato per il riconoscimento di prodotto tipico DOP, a base di mandorle tostate, uova e scorza di limone, con varietà ripiena di marmellata di amarene o melecotogne e ricoperto da una glassa a base di zucchero e di cacao, con mandorle provenienti rigorosamente da Ceglie Messapica.

## Politica
Il Salento, nonostante la sua uniformità, resta una regione soprattutto culturale senza dei veri riferimenti politici, nonostante più volte si sia cercato di identificare sotto un unico profilo politico l'intero territorio.
Nel 2006 i presidenti delle Province di Lecce, Brindisi e Taranto, nonché i sindaci delle rispettive città capoluogo, misero a punto il progetto "Grande Salento", un tavolo di consultazione permanente finalizzato a creare politiche comuni su cultura, infrastrutture, università, turismo con l'obiettivo di sostenere la crescita socio-economica del territorio mediante interventi e strumenti finanziari coordinati.
Al progetto aderirono successivamente le Camere di Commercio delle tre province che firmarono un protocollo d'intesa per la collaborazione finalizzata allo sviluppo commerciale. Proprio in riferimento a questi accordi, sono da intendersi anche i cambiamenti di denominazione dell'Università di Lecce, ora "Università del Salento", e dell'aeroporto di Brindisi, ora "Aeroporto del Salento".

L'operazione "Grande Salento" comprende le province di Lecce, Brindisi e Taranto nella loro interezza, a differenza del Salento propriamente detto, che non include alcuni comuni delle province di Taranto e Brindisi limitrofi alla città metropolitana di Bari. Vedi l'elenco completo dei comuni salentini.

## Economia
L'economia del Salento, un tempo prettamente agricola, ha subito, a partire soprattutto dagli anni settanta, un notevole incremento dei settori secondario e terziario che rendono tale zona una delle più ricche del Mezzogiorno d'Italia. Secondo il Sole 24 Ore la provincia di Lecce si colloca, nella classifica stilata per quantificare il benessere economico del 2009, al 44º posto, ben al di sopra di tante altre provincie settentrionali e al di sopra di tutte le altre provincie meridionali.
La condizione economica generale è caratterizzata da un'evoluzione dinamica seppure ancora destinata a variare con le congiunture economiche, a causa della ancora scarsa variabilità del sistema produttivo salentino. La lontananza dai mercati, il costo del denaro e la delocalizzazione imposta dalle condizioni di concorrenza del mercato globalizzato sono alla base di una condizione industriale difficile, seppure florida se confrontata con le altre zone del Sud Italia.
Uno dei capitoli d'entrata economica più importante risulta essere il turismo: le bellezze del territorio, ed i numerosi eventi e intrattenimenti proposti, rendono il Salento una meta turistica sempre più ambita, non solo a livello nazionale.
Proprio in quest'area stanno prendendo piede inoltre alcuni fra i più innovativi progetti industriali nel campo delle energie alternative.

### Agricoltura

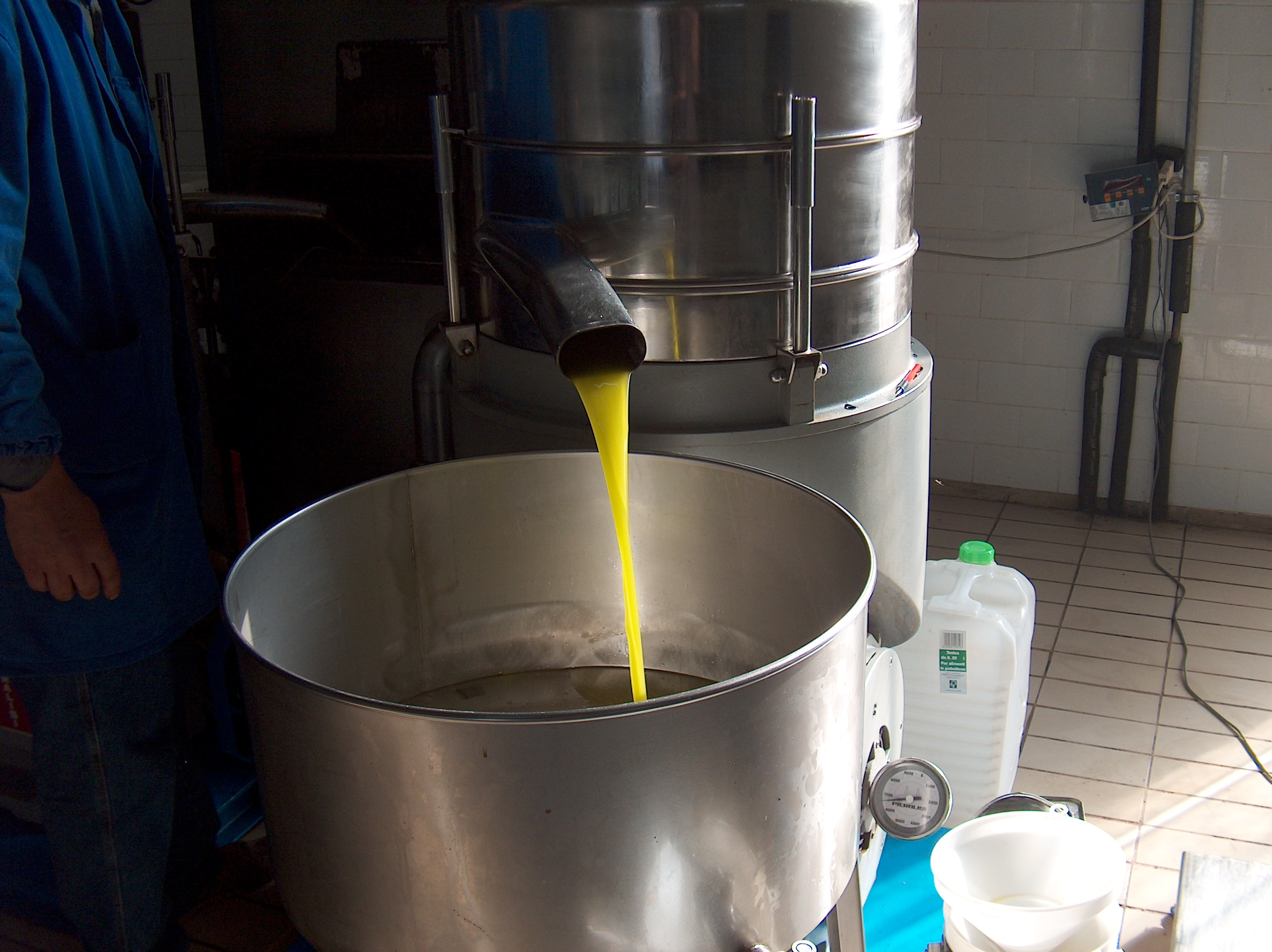
Olio d'oliva appena centrifugato

L'agricoltura rimane una delle voci principali dell'economia salentina grazie alla produzione di olio d'oliva e di vino.
Nel dopoguerra la coltivazione e manifattura del tabacco diedero un po' di sostentamento ai contadini e quasi il 50% dell'occupazione femminile con le tabacchine. Nel 1961 su 747 000 quintali della complessiva produzione italiana, più di un quinto era costituito dal tabacco levantino leccese. Si contavano all'epoca 36 000 coltivatori, 80 000 tabacchine e 600 tecnici.
La coltivazione dell'olivo e quindi la produzione dell'olio, nel Salento, ha una tradizione antichissima e nonostante siano scarse le notizie circa l'epoca esatta in cui iniziò, ebbe sicuramente come centro di origine il Mediterraneo. Infatti, con ogni probabilità, l'olivo fece la sua comparsa per la prima volta nella Siria per poi diffondersi nelle isole greche (Cipro, Rodi e Creta), in Asia Minore, in Grecia ed infine, tra il VII e il VIII sec. a.C. anche nel Salento.
A portare l'olivo nella penisola salentina furono, probabilmente, i navigatori Fenici. In ogni caso spetta ai Greci il merito della trasformazione dell'olivo selvatico in olivo coltivato. Infatti, proprio in Grecia si raggiunse grande esperienza nelle tecniche di coltivazione di questa importante coltura. In Grecia, inoltre, l'olivo era considerato una pianta sacra e pertanto si faceva largo uso dell'olio non solo come alimento, ma anche nei riti funerari o nelle premiazioni. Nell'ambito dell'economia salentina l'olivicoltura ha sempre rivestito un ruolo di primo piano. Nel corso della dominazione romana la superficie olivetata fu interessata da una notevole espansione ed il Salento, sotto Augusto occupava il primo posto tra le aree olivetate. Anche i Saraceni, tra l'VIII e il IX sec., nonostante le loro sistematiche devastazioni, favorirono l'espansione dell'olivicoltura diffondendo una varietà di oliva: la 'cellina' o 'saracena'.
Forte impulso diede anche la presenza dei monaci basiliani, che dall'area orientale si trasferirono nel Salento perché perseguitati. Alla colonizzazione dei bizantini va riconosciuto il merito d'avere istituito fiere e mercati per commercializzare più facilmente i prodotti agricoli. Un'ulteriore espansione delle aree olivetate viene rilevata anche durante il periodo della dominazione normanna.
La diffusione dell'olivicoltura comportò la nascita di intensi traffici commerciali che svolgendosi prevalentemente per via marittima consentì lo sviluppo di numerose città portuali. Inizialmente un fiorente commercio si concentrò nelle località di San Cataldo, Castro e Otranto intorno al XVI secolo, ma già a partire dalla fine del '500 e gli inizi del '600 Gallipoli crebbe tanto da essere riconosciuta quale la maggiore piazza commerciale europea in materia di olio. La sua importanza fu tale che le venne riconosciuto il privilegio di stabilire di anno in anno il costo dell'olio ed in cambio di questo pregiato prodotto qui si riversava ogni genere di merce dal cuoio, al lino, allo zucchero, ai legnami, fino al ferro.
Qui venivano commercializzati anche gli scarti della lavorazione dell'olio e le qualità meno pregiate che venivano impiegate nella produzione di sapone e frequenti erano gli scambi con Marsiglia, la capitale europea del sapone.
L'oliveto nel Settecento occupava ormai estensioni notevoli nel territorio del Basso Salento. Ciò è riconducibile alla politica economica di Giovanni di Borbone, che in futuro sarebbe divenuto il celebre Carlo III Re di Spagna, il quale incentivò la coltura dell'olivo promettendo in cambio ai latifondisti una riduzione delle tasse. La considerevole esportazione di olio riusciva ad assicurare oltre alla ricchezza dei produttori, anche notevoli guadagni alle casse dello Stato.
In epoca moderna la coltivazione dell'olivo e dell'olio, in particolare a partire dagli anni '90 del secolo scorso, ha perso impulso a causa della mancanza di manodopera e di ricambio generazionale, in particolare per i piccoli appezzamenti familiari, un tempo molto numerosi. Un altro duro colpo si è manifestato con la comparsa, nel 2009/2010 nell'entroterra di Gallipoli, della xylella fastidiosa, un batterio che colpisce facendo rinsecchire le piante di olivo e che ha messo in ginocchio l'olivo-coltura del Salento.
La produzione viti-vinicola ha subito negli ultimi vent'anni una grande esplosione commerciale da quando il vino salentino, una volta utilizzato esclusivamente come vino da taglio per aumentare la gradazione dei vini settentrionali, ha iniziato a godere di una notorietà crescente come corposo ma raffinato vino da tavola. I più noti vini dell'area sono il Primitivo, il Negroamaro, il Rosato del Salento. Tra le altre produzioni agricole è diffuso anche il mandorlo, il fico, il pomodoro nel tarantino e, nel brindisino, il carciofo. Per motivi climatici non attecchiscono, invece, alcune colture tipiche della Puglia centrale, come il ciliegio. Negli ultimi anni la popolazione occupata nel settore primario è andata calando su tutto il territorio.

### Artigianato
Le tradizioni più importanti dell'artigianato salentino sono l'antica e celebrata lavorazione della cartapesta leccese (famosi i "pupi" per presepe); la terracotta ,con la produzione di campanelli e fischietti, e con i quataràri (costruttori di recipienti in terracotta); la ceramica (i cui maggiori centri di produzione sono a Grottaglie, da cui ha origine il rinomato "galletto" presente sulle stoviglie in ceramica delle tavole salentine e pugliesi e in cui si producono i famosi "pumi" quali ornamenti rituali per balconi, ringhiere e abitazioni, e a Cutrofiano); la lavorazione del ferro battuto con cui si producevano anche i noti balconcini bombati dei palazzi; il ricamo; la lavorazione artistica del vetro; la lavorazione del legno; la lavorazione artistica del rame; la lavorazione delle calcarenite, del carparo e della pietra leccese con tecniche più moderne e nuove forme.
In via di estinzione invece gli zùcari o zucàri (intrecciatori di corde), e i panaràri (intrecciatori di giunchi, canne, e virgulti d'olivo), per farne cesti e altri tipi di contenitori di fogge tradizionali.

### Industria
In merito al settore secondario, gioca un ruolo di primo piano l'area industriale di Taranto, la cui attrattività occupazionale presenta un forte fenomeno di pendolarismo. Nella città ionica sorgono gli stabilimenti siderurgici dell'ArcelorMittal (ex Ilva) e dell'indotto, l'arsenale militare e una grande raffineria dell'Eni. In anni recenti tuttavia, la crisi della metallurgia ha ridotto l'occupazione in tale settore. Sempre nella zona industriale opera l'unico insediamento italiano della Vestas, società che produce impianti eolici.
Brindisi ospita l'industria aeronautica, quella di materie plastiche e alcuni mobilifici. La città è, inoltre, leader per la produzione di energia elettrica in Italia. Sul territorio comunale insistono tre grandi centrali pertinenti ai gruppi Enel, Edipower ed Eni Power ed è inoltre prevista la realizzazione di un'importante centrale fotovoltaica.
L'area leccese è caratterizzata per lo più dalla piccola e media industria, soprattutto nel comparto del tessile-calzaturiero (Casarano) ed agroalimentare.

#### Il problema dell'inquinamento
Sia a Brindisi che a Taranto sono in progetto due rigassificatori, fortemente osteggiati dalla popolazione e dalle autorità locali per motivi di sicurezza, in quanto ritenuti troppo vicini alle città, ai rispettivi porti e alle aree industriali.
Le preoccupazioni dei residenti sono anche motivate dai dati allarmanti relativi sia all'inquinamento ambientale che all'aumento delle neoplasie nell'area salentina. Sotto accusa, per quanto riguarda le emissioni annue di anidride carbonica, sono in particolare la centrale termoelettrica Enel di Brindisi sud, con 15.340.000 tonnellate, l'Ilva di Taranto con 11.070.000 e le centrali termoelettriche Edison di Taranto con 10.000.000 di tonnellate.
Nell'assenza di dati ufficiali, sono stati reportage giornalistici o analisi condotte sul territorio dalle associazioni ambientaliste e dagli enti locali a evidenziare «la presenza di pesticidi e metalli pesanti oltre i limiti consentiti nelle coltivazioni di ortaggi destinati alla vendita, nel sottosuolo e nella falda profonda del territorio compreso tra Brindisi e Cerano».
Per quanto riguarda la diossina, si diffonderebbe su una vasta area geografica, a seconda dei venti, in particolare tramite un camino dell'impianto di agglomerazione alto 220 metri dell'Ilva.
Gli impianti dell'Ilva emettevano nel 2002 il 30,6% del totale di diossina italiano, ma secondo le associazioni ambientaliste, la percentuale sarebbe salita nel 2005 al 90,3%, contestualmente allo spostamento in loco delle lavorazioni "a caldo" dallo stabilimento di Genova. In base ai dati INES (Inventario Nazionale delle Emissioni e loro Sorgenti) del 2006, la percentuale si sarebbe infine assestata al 92%.
Nel dicembre 2008, la Regione Puglia ha approvato a maggioranza una legge regionale contro le diossine. La norma impone limiti alle emissioni industriali a partire da aprile 2009: l'Ilva, come le altre aziende, dovrà scendere a 0,4 nanogrammi per metro cubo entro il 2010. Nel febbraio 2009, una modifica alla legge regionale ha però allungato i tempi per il primo taglio dei limiti di diossina a 2,5 nanogrammi per metro cubo, spostando dal primo aprile al 30 giugno l'entrata in vigore del limite stesso.
Il 22 ottobre 2012, l'allora Ministro della Salute Balduzzi presenta nel capoluogo tarantino il rapporto "Ambiente e Salute a Taranto: evidenze disponibili e indicazioni di sanità pubblica". Lo studio evidenzia un eccesso di incidenza per tutti i tumori del 20% circa.
Nel dicembre 2012, in un consiglio comunale monotematico del Comune di Lecce, viene presentato il Rapporto Registro Tumori 2012 che conferma la gravissima situazione di rischio tumori nel territorio delle province di Brindisi, Taranto e Lecce.
È interessante rilevare in proposito come nel piccolo centro di Torchiarolo nel 2006 e nel 2007 si sia ripetutamente superato il livello limite delle polveri sottili, anche se l'Enel ha ufficialmente negato che la causa principale possa essere imputata alla vicina centrale. In ogni caso, l'Istituto di scienze dell'atmosfera e del clima che ha sede presso l'Università del Salento, ha realizzato uno studio sull'inquinamento atmosferico con il quale si dimostra come a condizionare negativamente l'ambiente del Salento siano la centrale di Cerano e l'Ilva di Taranto.
Anche in provincia di Lecce vi sono delle imprese ritenute inquinanti; in particolare l'inceneritore di sansa esausta e di rifiuti speciali (CDR) della Copersalento (S.p.A) di Maglie, che secondo le rilevazioni dell'ARPA avrebbe superato di 420 volte il limite di legge sull'emissione di diossine. Altri impianti ritenuti a vario titolo inquinanti sono: il cementificio Colacem di Galatina, l'inceneritore della Biosud a Lecce e numerosi frantoi di pietra calcarea con impianti di bitume situati anche a ridosso di aeree abitate come a Soleto, Galatina, Sternatia e Corigliano.

#### Il circuito di Nardò
Una menzione merita il circuito automobilistico di Nardò. Situato nella Terra d'Arneo, è utilizzato dalle case automobilistiche di tutto il mondo per le prove sperimentali sui nuovi veicoli. La caratteristica del circuito è la sua forma perfettamente circolare, la quale, unita a un'opportuna inclinazione del manto stradale, tale da bilanciare la forza centrifuga, ne fa un infinito rettilineo virtuale per i veicoli che lo percorrono a una velocità compresa tra i 90 ed i 249 km/h.
Il circuito ha un raggio di circa 2 km, una circonferenza di 12,6 km e presenta una variazione altimetrica molto modesta (il dislivello massimo è di circa 40 metri con una pendenza che non supera mai il 2%). Il circuito è in una zona sottoposta ad agricoltura intensiva, pertanto è dotato di una serie di sottopassi per permettere il raggiungimento delle coltivazioni situate al suo interno. Nel complesso, l'impianto è costituito da una pista circolare e una pista dinamica per vetture, una pista circolare e una pista dinamica per veicoli industriali, una pista rumore, una pista pavimentazioni speciali, varie piste sterrate, officine e laboratori. In tale circuito veniva a effettuare delle prove il futuro campione del mondo di formula uno Fernando Alonso.
Nell'aprile del 2012 l'impianto è stato acquistato dalla Porsche.

### Turismo
(Guido Piovene, Viaggio in Italia, 1957)
Una delle principali voci di entrata economica è quella turistica, con spiagge e masserie del Salento affollate di turisti durante il periodo estivo ma è diffuso

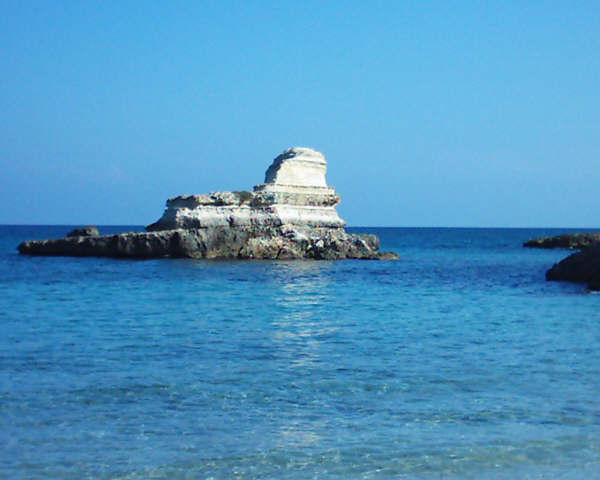
Il Tafaluro a Torre Sant'Andrea

 anche durante quello natalizio. Nel corso dell'anno 2011 il turismo nella penisola salentina mostrò una netta ascesa, fermandosi a circa due milioni di arrivi e facendo registrare così una delle presenze più alte degli ultimi anni, attestandosi su nove milioni circa di presenze. Un fenomeno di nicchia è legato all'attenzione da parte di facoltosi turisti esteri, per lo più britannici, nei confronti dell'ospitalità rurale salentina, tanto che, secondo alcuni, è in atto nell'area un processo di valorizzazione analogo a quello riscontrato pochi anni fa nella campagna toscana, che è scherzosamente definito Salentoshire in analogia all'altrettanto scherzoso Chiantishire toscano.

## Infrastrutture e trasporti

### Collegamenti stradali
I principali assi viari sono:
la direttrice adriatica Bari-Brindisi-Lecce-Maglie-Otranto
- strada statale 16 Adriatica;
- strada statale 379 Egnazia e delle Terme di Torre Canne;
- strada statale 613 Brindisi-Lecce.

le direttrici ovest-est Taranto-Brindisi e Taranto-Lecce
- strada statale 7 Via Appia;
- strada statale 7 ter Taranto-Lecce;

le direttrici nord-sud Lecce-Gallipoli e Maglie-Leuca
- Strada statale 101 Salentina di Gallipoli;
- Strada statale 275 di Santa Maria di Leuca;

la Litoranea Salentina;

la Strada statale 274 Salentina Meridionale che collega Gallipoli con Leuca.

### Collegamenti ferroviari
Essi sono assicurati da:
- Le Ferrovie dello Stato, che permettono il collegamento tra i centri maggiori attraverso le linee Bari – Lecce e Taranto-Brindisi.
- Le Ferrovie del Sud-Est, che gestiscono in concessione diverse linee locali, tra le quali le uniche che servono il Basso Salento fino a Gagliano del Capo e alcune tratte interne nel brindisino e nel tarantino.

### Porti

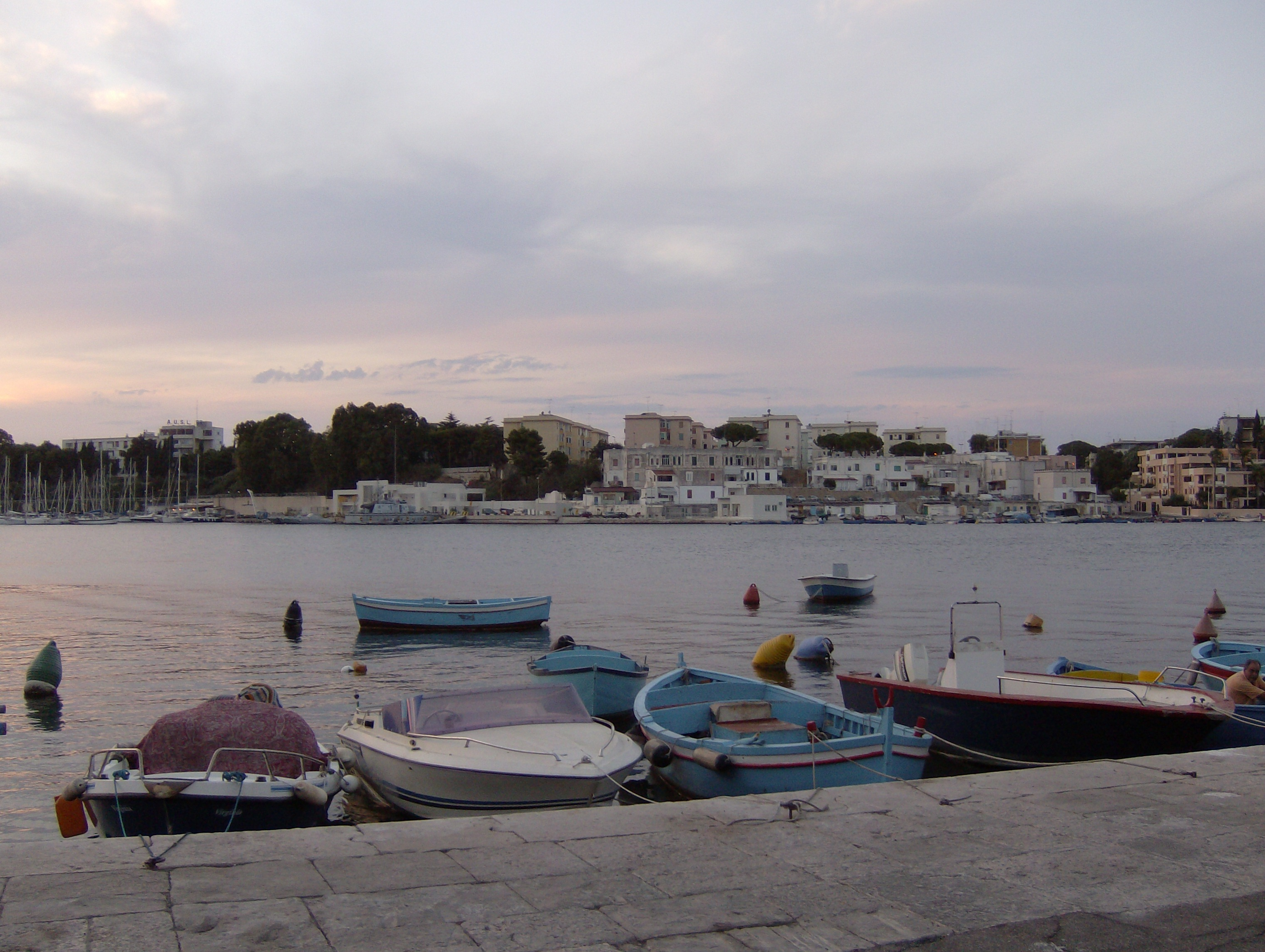
Il porto di Brindisi

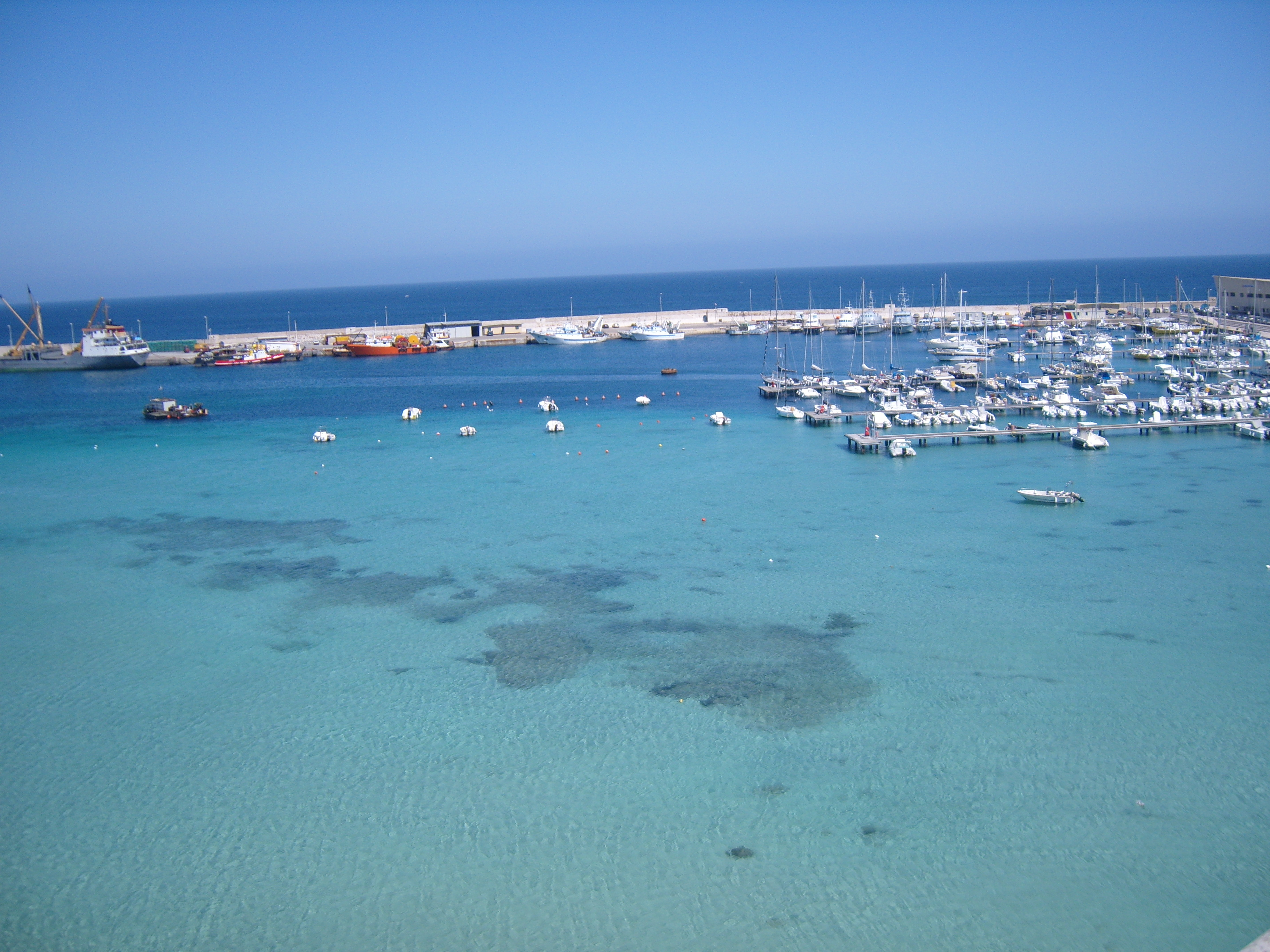
Il porto di Otranto

- Il porto di Brindisi è mercantile, commerciale e turistico. Effettua collegamenti con Valona (Albania), Corfù, Igoumenitsa, Cefalonia, Paxos, Zante, Patrasso (Grecia), Çeşme (Turchia) ed è presente anche una base della Marina Militare Italiana.
- Il porto di Taranto è mercantile, militare, industriale e turistico (molo Sant'Eligio). Effettua collegamenti con gli altri porti italiani e con quelli del Mediterraneo, del medio Oriente e della Cina; in questo porto risiede la più importante base navale della flotta della Marina Militare ed è uno dei porti commerciali e industriali più grandi del Mediterraneo.
- Il porto di San Foca è peschereccio e turistico.
- Il porto di Villanova-Ostuni è peschereccio e turistico.
- Il porto di Porto Cesareo è peschereccio e turistico.
- Il porto di Otranto è mercantile e turistico. Effettua collegamenti con Valona (Albania), Corfù, Igoumenitsa (Grecia).
- Il porto di Gallipoli è mercantile e turistico.
- Il porto di Campomarino di Maruggio è peschereccio e turistico.
- Il porto di Torre San Giovanni è turistico.

### Aeroporti

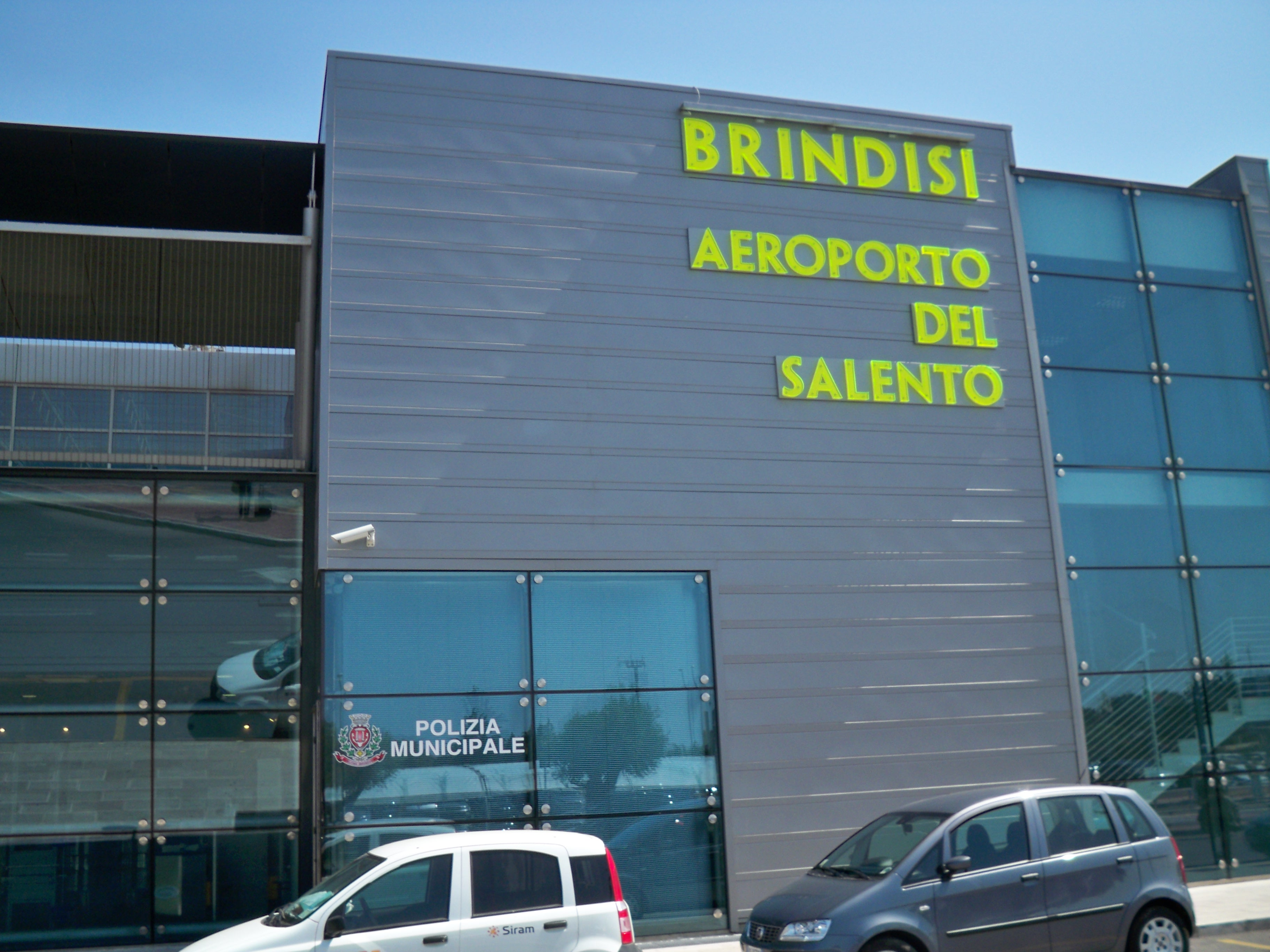
L'aeroporto di Brindisi

- L'aeroporto di Brindisi-Casale (recentemente ribattezzato Aeroporto Internazionale del Salento) serve l'intera area salentina e presenta diversi voli di linea con le principali città italiane, oltre ad alcuni collegamenti internazionali.
- L'aeroporto di Taranto-Grottaglie è stato recentemente ampliato per permetterne l'utilizzo all'Alenia Aeronautica per la realizzazione di alcune parti strutturali del Boeing 787. Il traffico passeggeri è limitato ad alcuni voli charter.
- L'aeroporto di Lecce-Galatina è un aeroporto militare situato a Galatina; è aperto solo al traffico militare ed ospita il 61º Stormo dell'Aeronautica Militare Italiana.
- L'Aeroporto O. Pierozzi di Brindisi è un aeroporto militare e base logistica e di pronto intervento delle Nazioni Unite per gli aiuti umanitari, coordinata dal Programma Alimentare Mondiale (WFP). Utilizza le stesse piste dell'aeroporto di Brindisi.
- L'aeroporto Lepore di Lecce-San Cataldo è un aeroporto civile di "terzo livello" di proprietà dell'Aero Club Lecce che offre al Salento collegamenti con città quali Roma e Corfù.

## Luoghi di interesse

### Luoghi di interesse naturalistico

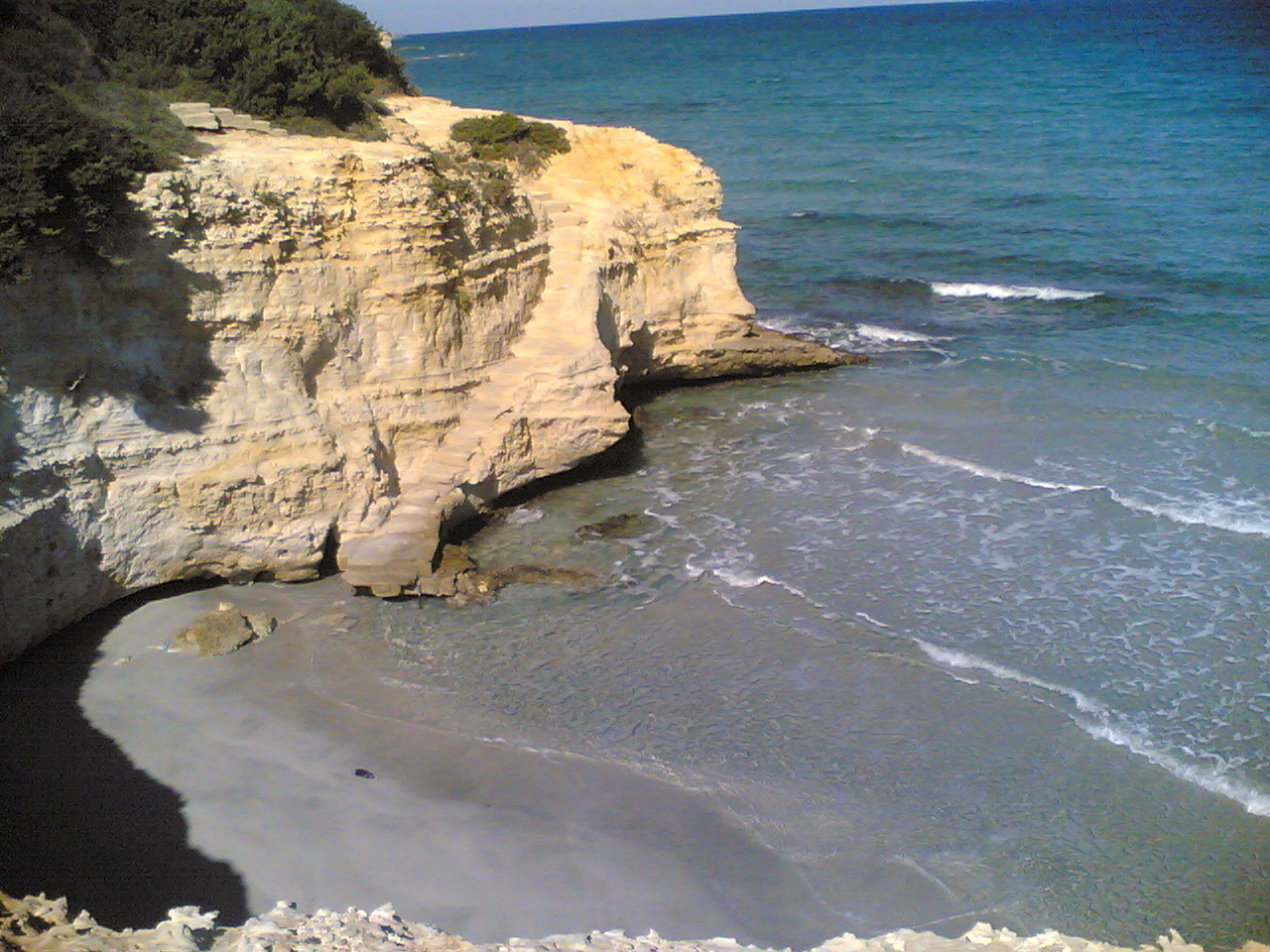
Spiaggia a Conca Specchiulla

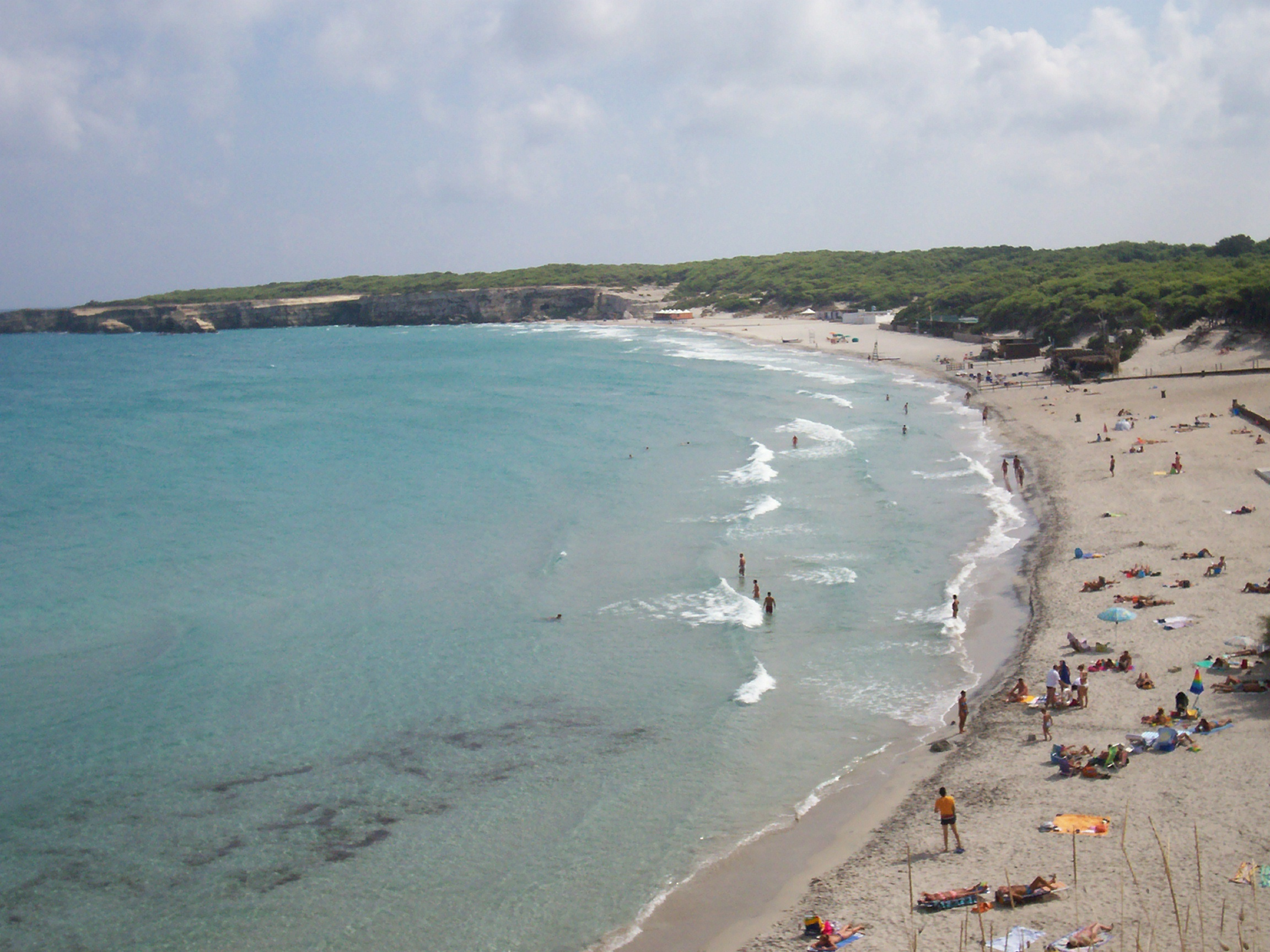
Spiaggia di Torre dell'Orso

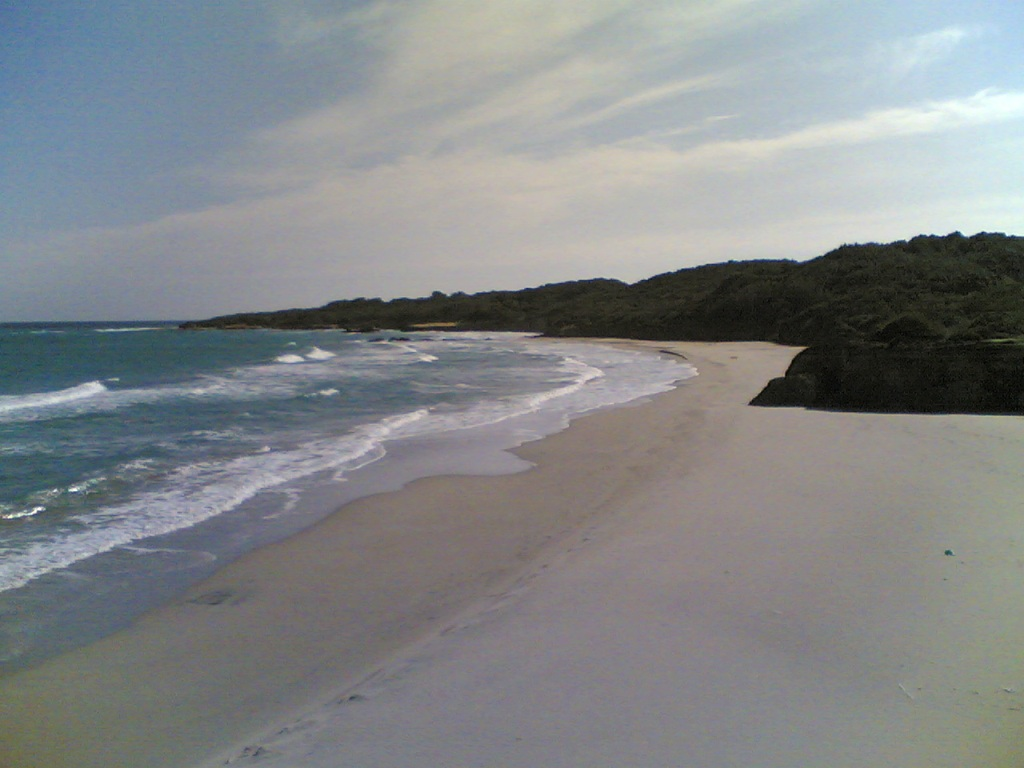
Baia dei Turchi a Otranto

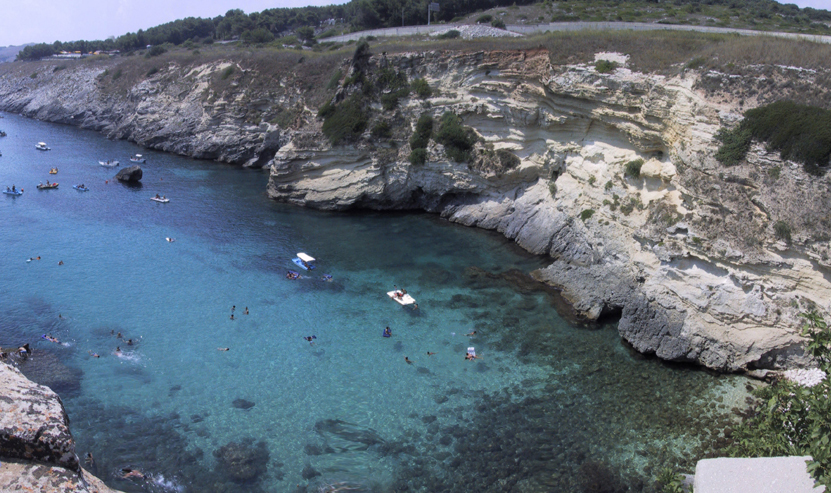
Baia presso Santa Cesarea Terme

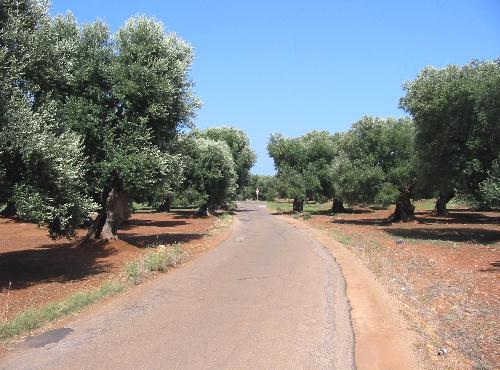
Uliveti nelle campagne di San Vito dei Normanni

La CEE ha definito molte località dell'area mediterranea "siti di interesse comunitario" (SIC), per importanza ambientale. La Repubblica Italiana ha proposto sulla base del Decreto 25 marzo 2005, pubblicato sulla Gazzetta Ufficiale della Repubblica Italiana n. 157 dell'8 luglio 2005 e predisposto dal Ministero dell'Ambiente e della Tutela del Territorio e del Mare, l'elenco di tali SIC nell'ambito della Regione Puglia, individuando 77 candidature. Fra queste, la parte maggiore riguarda la provincia di Lecce con ben 32 SIC. Nelle province di Brindisi e Taranto si sono individuati 8 SIC per ciascuna.
Le coste salentineLe coste sono ampie e sabbiose soprattutto sul Mar Ionio, le cui acque sono caratterizzate a questa latitudine da una trasparenza e da cromatismi rari; spettacolari sono le scogliere a picco sul mare, soprattutto sul Mare Adriatico. Tra le spiagge più note ci sono quelle sabbiose di Ugento, Pulsano, Lizzano, Campomarino, Torre Colimena, San Pietro in Bevagna, Torre dell'Orso, Porto Cesareo, Gallipoli, Santa Maria di Leuca, Otranto, Ostuni e Carovigno (Torre Santa Sabina, Pantanagianni, Specchiolla e Torre Guaceto) e per quanto riguarda le spiagge rocciose, tra le più notevoli meritano citazione Castro, Santa Cesarea Terme le marine di Nardò (Santa Maria al Bagno e Santa Caterina) e Porto Badisco.
Le grotte carsicheLe grotte si aprono lungo la costa orientale, incastonate nelle ripide scogliere che partendo da Santa Maria di Leuca giungono a Punta Palascìa (Otranto). Tali formazioni di natura carsica in corrispondenza di Castro, assumono un notevole sviluppo, di cui la Grotta Zinzulusa è il più significativo esempio, e al cui interno sono stati rinvenuti pittogrammi e vari reperti paleontologici, che insieme a quelli della vicina Grotta Romanelli sono per la maggior parte custoditi ed esposti nel museo di Maglie. Ricco di grotte carsiche è anche la costa delle marine Neretine (Nardò).
Gli olivetiLe distese di alberi di olivo nelle campagne, sono state inserite nel 2007 nell'elenco dei 100 luoghi italiani da salvare dal Fondo per l'ambiente italiano.
L'Oasi protetta dei Laghi AliminiL'oasi costituisce uno dei luoghi naturali più pregiati del Salento, con un ecosistema che ospita varie specie animali e vegetali e costituiscono una "Zona di Protezione Speciale" (ZPS), proposta come Sito di Importanza Comunitaria europeo (pSIC). Tra i maggiori luoghi di pregio dell'oasi dei laghi Alimini, è da segnalare sulla costa la Baia dei Turchi.
La Riserva naturale statale Torre GuacetoLa riserva si estende maggiormente nel territorio di Carovigno e una piccola parte in quello di Brindisi per circa 1.200 ha presentando un fronte marino che si sviluppa per 8.000 m. L'area è configurata come un rettangolo più o meno regolare, con una profondità media di 3.000 metri, attraversata e divisa dalla strada statale 379. Una significativa varietà di ambiti diversificati si succedono in questo tratto costiero per alcune centinaia di metri verso l'entroterra. Al suo interno vi sono piccole zone umide che si formano durante e dopo le piogge e che scompaiono nei periodi più caldi, ed alcune risorgive di acqua dolce anch'esse stagionali.
Il Parco naturale regionale Bosco e paludi di Rauccio
Il Parco delle CesineIl nome del parco trae origine dalle "cesine", stagni acquitrinosi sulla costa adriatica, è una zona umida formata dagli stagni Salapi e Pantano Grande, alimentati dalla pioggia e divisi dal mare da dune sabbiose.
Il Parco di Porto Selvaggio e Palude del CapitanoIl parco, istituito nel 2006, comprende sia la zona del parco naturale attrezzato (istituito nel 1980) sia la palude (classificata come area naturale nel 1997). La costa è rocciosa e frastagliata, e caratterizzata da pinete e macchia mediterranea. Ricco di storia e archeologia, con i numerosi siti archeologici come quello della grotta del Cavallo, da poco menzionata dalle più importanti riviste scientifiche perché al suo interno sono stati trovati i resti del primo uomo sapiens della storia umana inoltre lungo il litorale sono dislocate le affascinanti Torre dell'Alto e Torre Uluzzo. È un luogo magico ricco di flora e fauna.
L'Isola di Sant'AndreaL'isola, sulla costa ionica, si estende per circa cinque ettari e dista poco più di un miglio dal centro storico di Gallipoli. È completamente pianeggiante e la sua altezza massima non supera i tre metri. Questa caratteristica, che porta l'isola a essere spazzata dai marosi in caso di forte vento, la rende poco adatta a ospitare una ricca vegetazione.
L'Oasi Palude La VelaLa palude, sulle sponde del Mar Piccolo di Taranto, è un'area naturale protetta di proprietà demaniale a valenza naturalistico-ambientale. L'ambiente è prevalentemente di tipo palustre, con canneto e macchia mediterranea, ampi acquitrini e zone periodicamente sommerse.
Il Parco Costa Otranto - Santa Maria di Leuca e Bosco di TricaseIl parco comprende anche la zona dove sorge il faro di Punta Palascìa, punto più orientale d'Italia. L'istituzione dell'area protetta, dislocata lungo la costa orientale del Salento (costa alta a picco sul mare), mira a conservare e recuperare le specie animali e vegetali; salvaguardare i valori e i beni storico-architettonici; incrementare la superficie e migliorare la funzionalità ecologica degli ambienti naturali.
Il Parco Dune costiere da Torre Canne a Torre San LeonardoIl parco, sulla costa adriatica, presenta habitat e ambienti costieri di elevato interesse naturalistico e paesaggistico, ed è rientrato nel progetto "Habitat prioritari" istituito dalla Direttiva n. 92/43/CEE. Presenta una vegetazione alofila e numerose dune ricoperte da macchia mediterranea, particolare ginepri (Juniperus oxycedrus e Juniperus phoenicea), lecci e garighe di Euphorbia spinosa.

### Luoghi di interesse artistico

#### Luoghi d'interesse architettonico

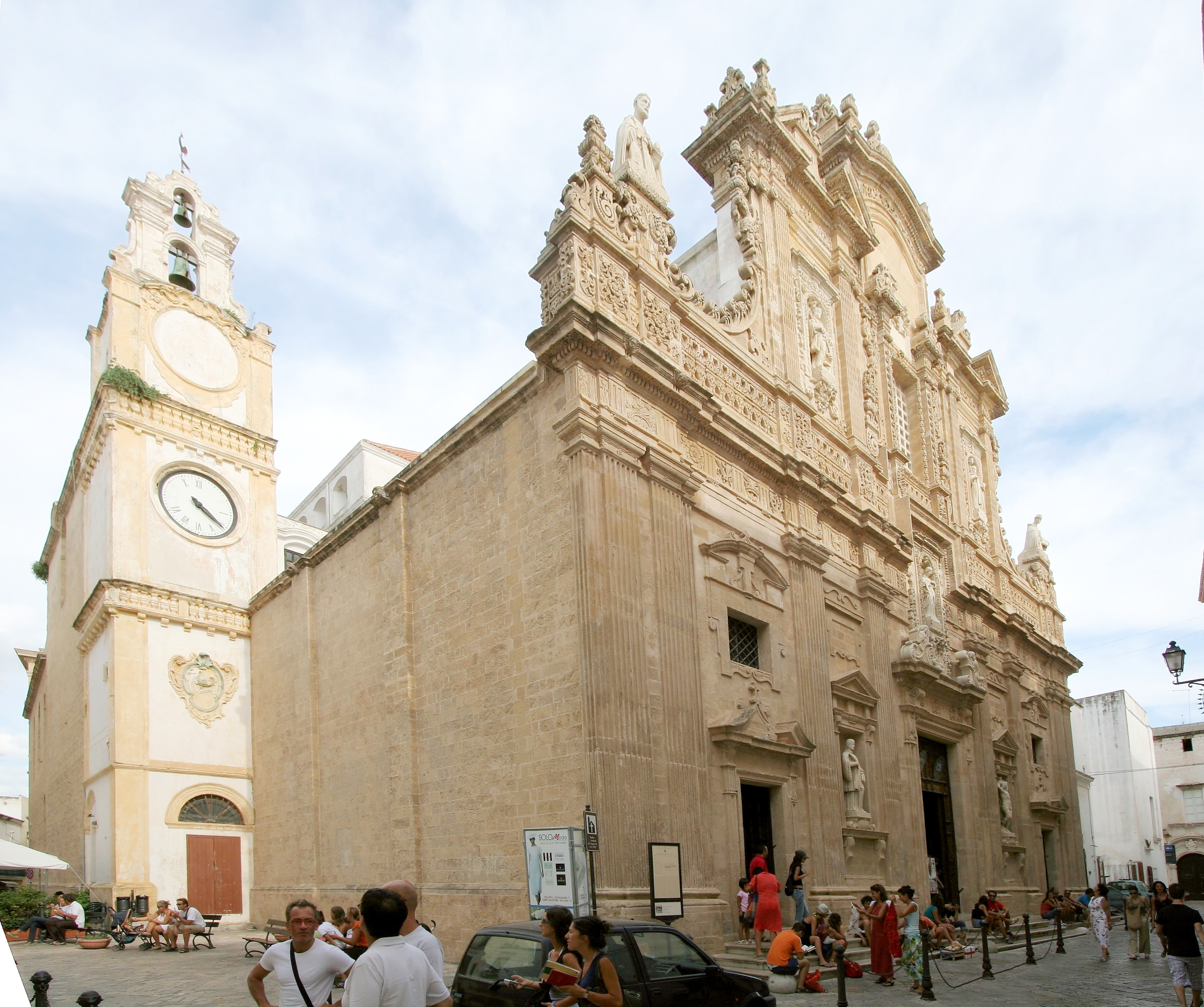
Basilica Cattedrale di Gallipoli

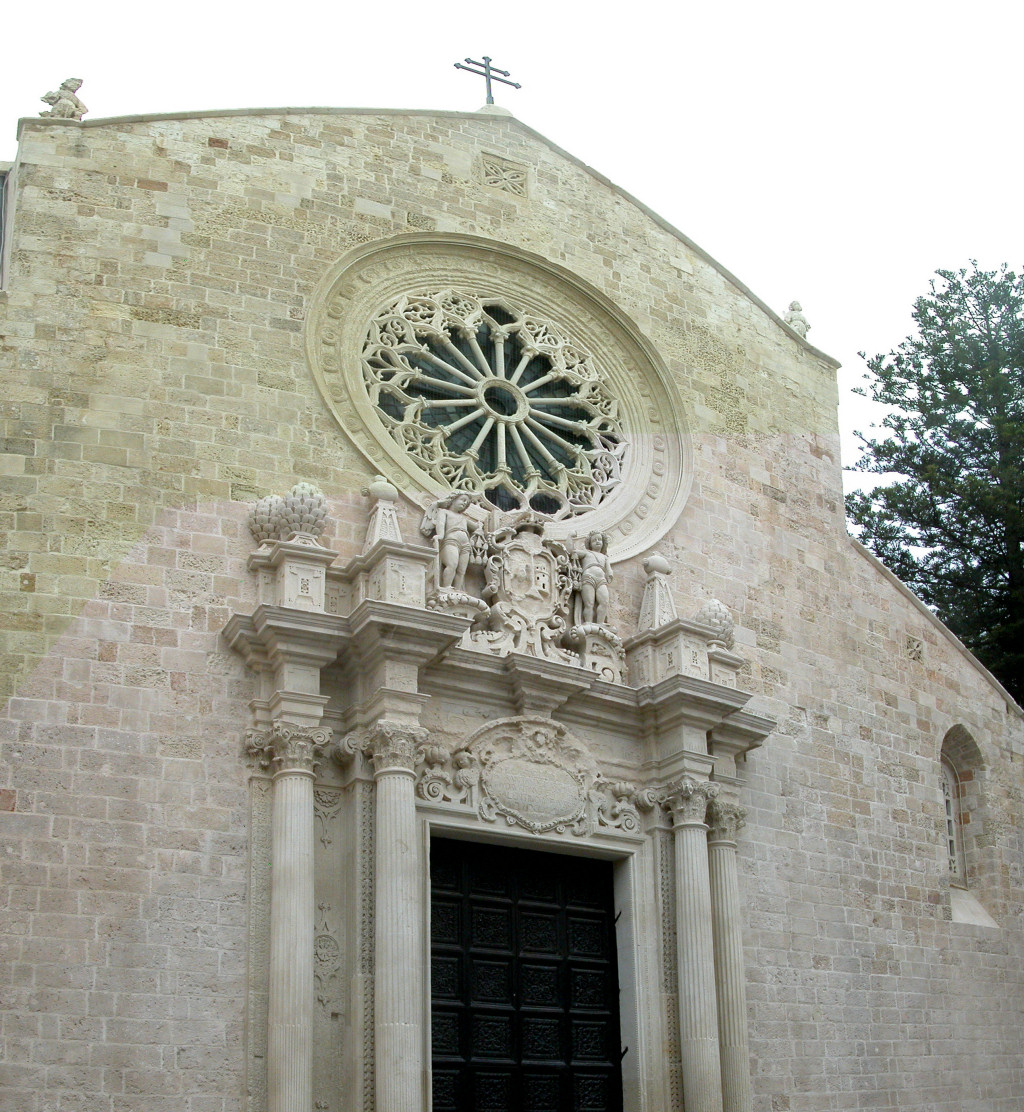
La facciata della cattedrale di Otranto

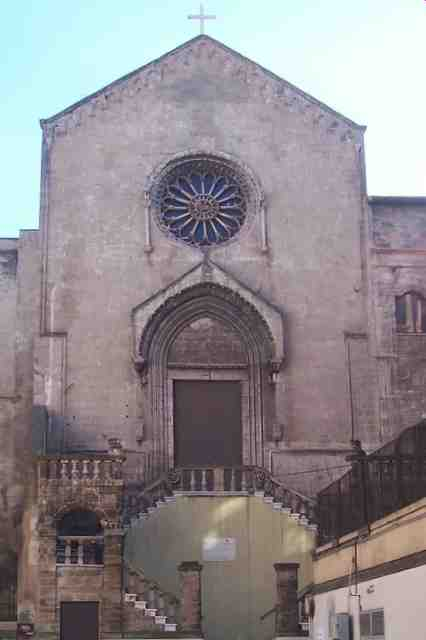
Chiesa di San Domenico. Borgo antico di Taranto

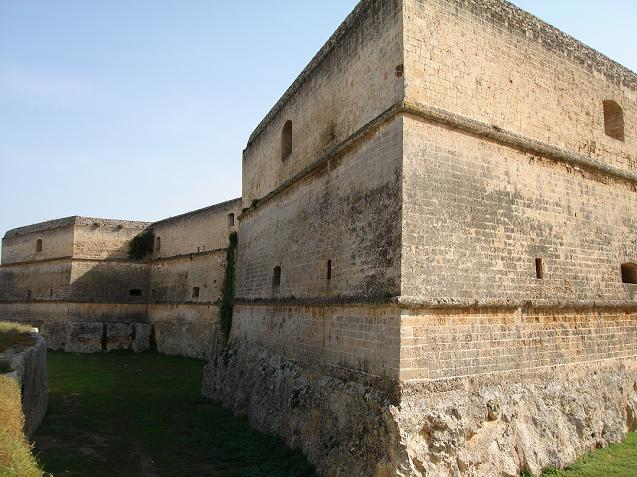
Un bastione del castello di Copertino

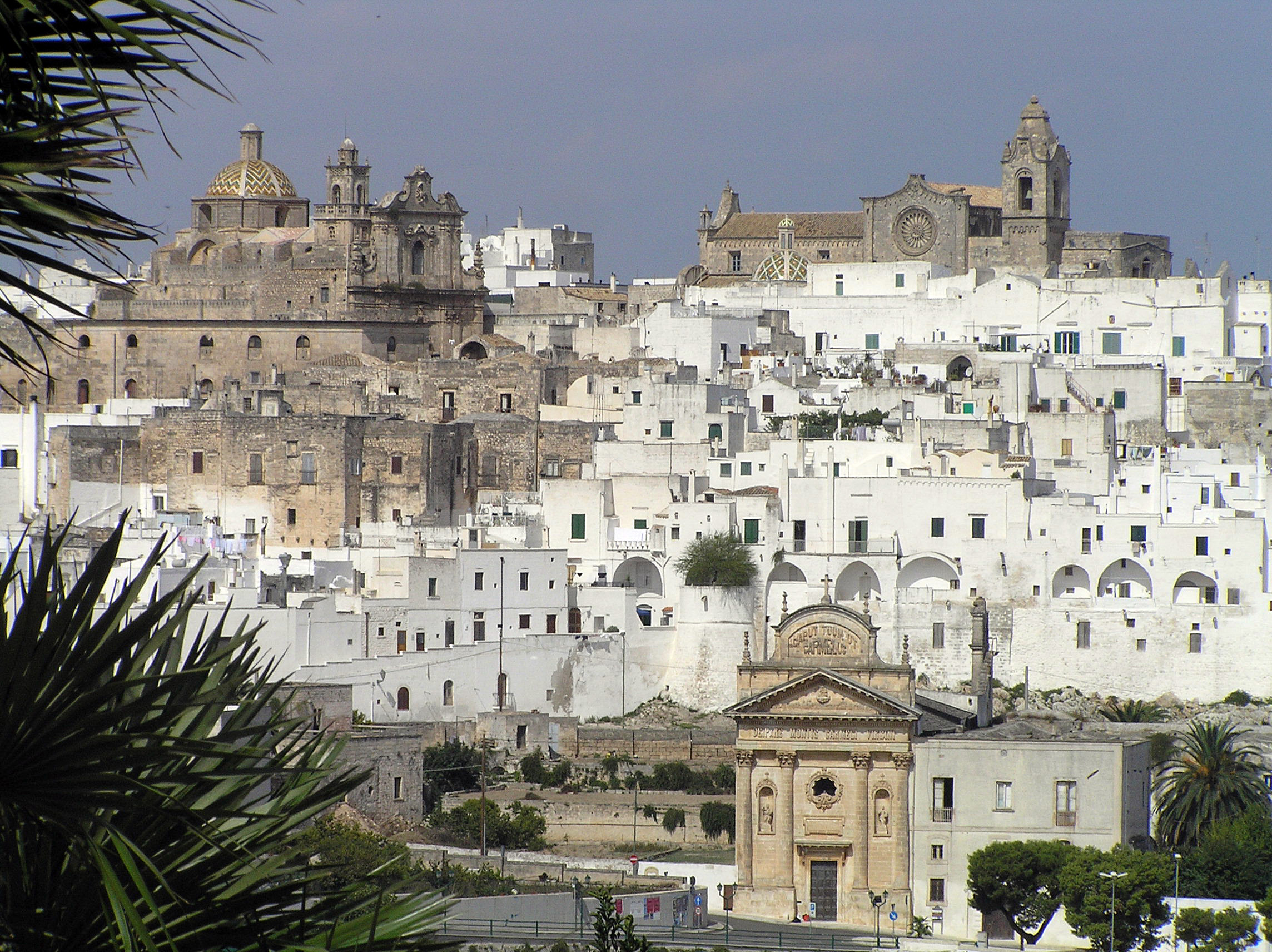
Il centro storico di Ostuni

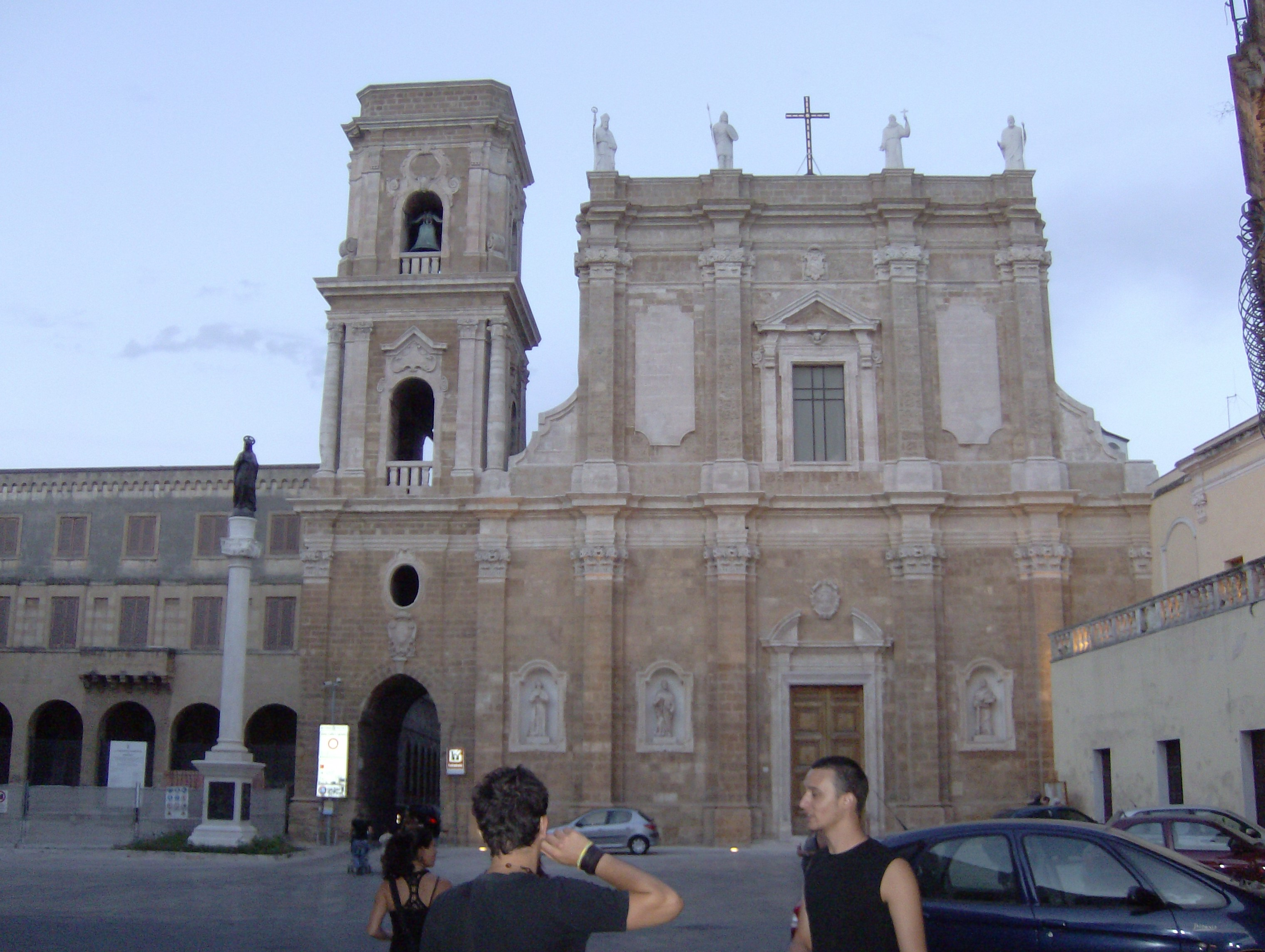
Il Duomo di Brindisi

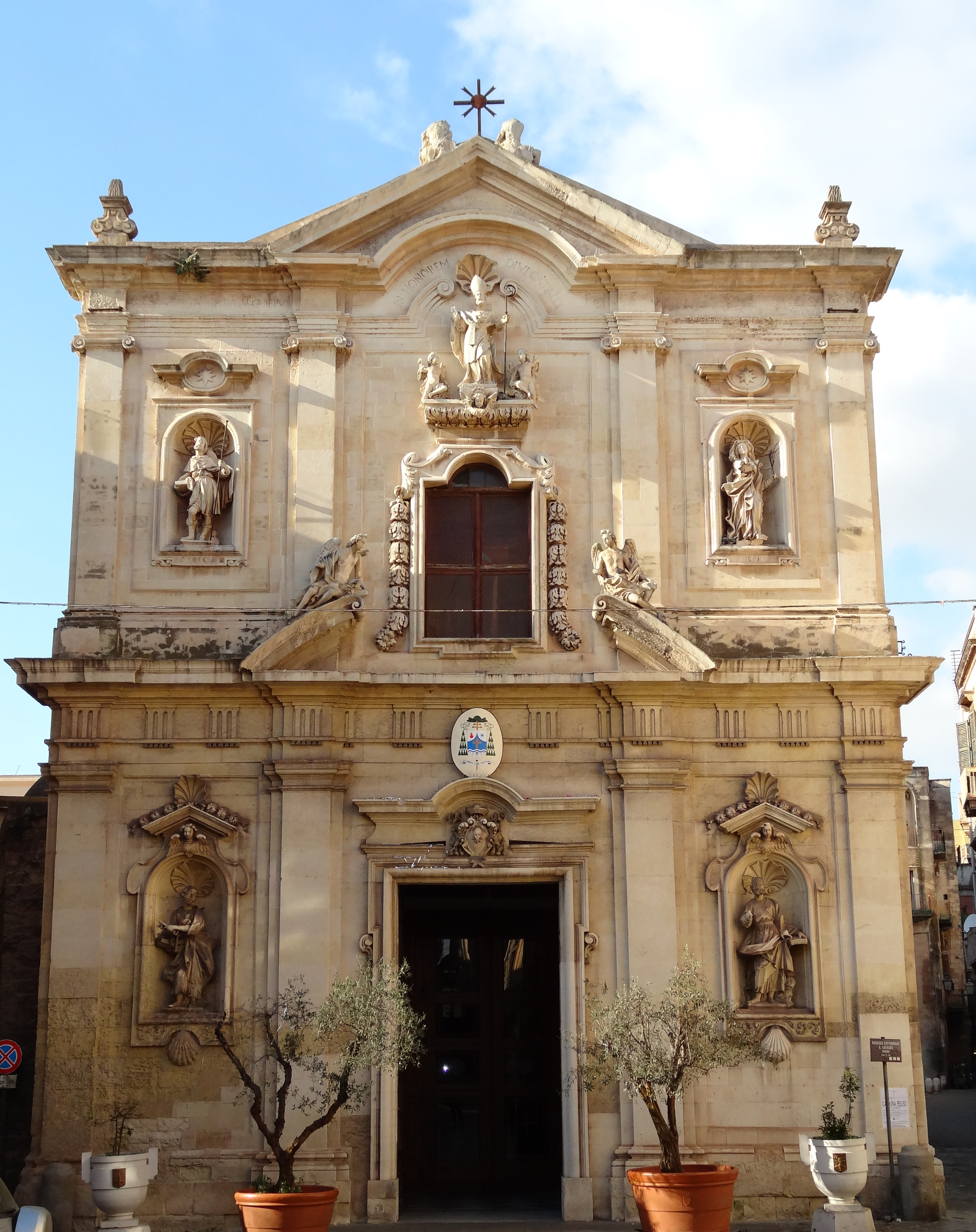
Cattedrale di San Cataldo a Taranto

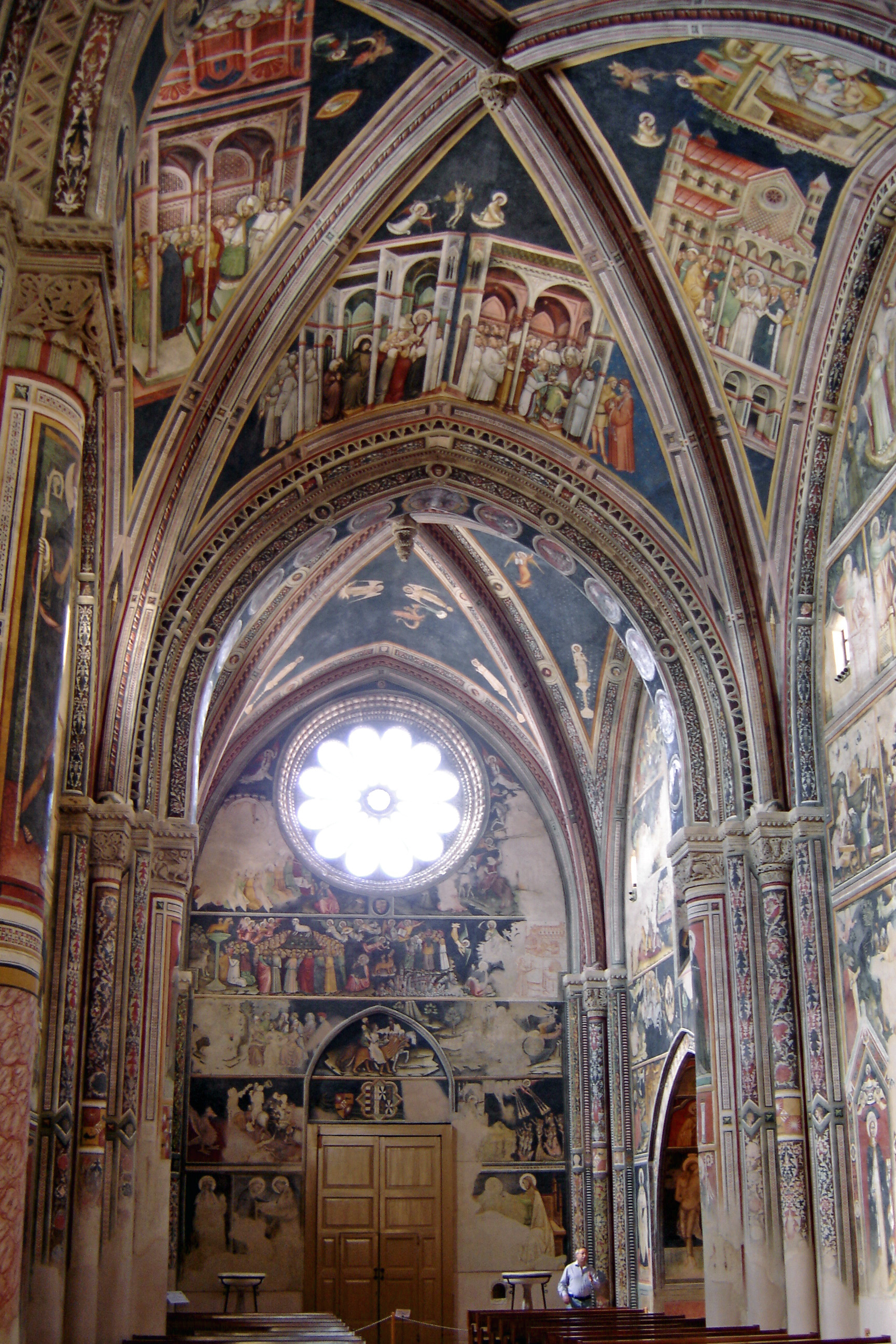
Interno della Basilica di Santa Caterina d'Alessandria a Galatina

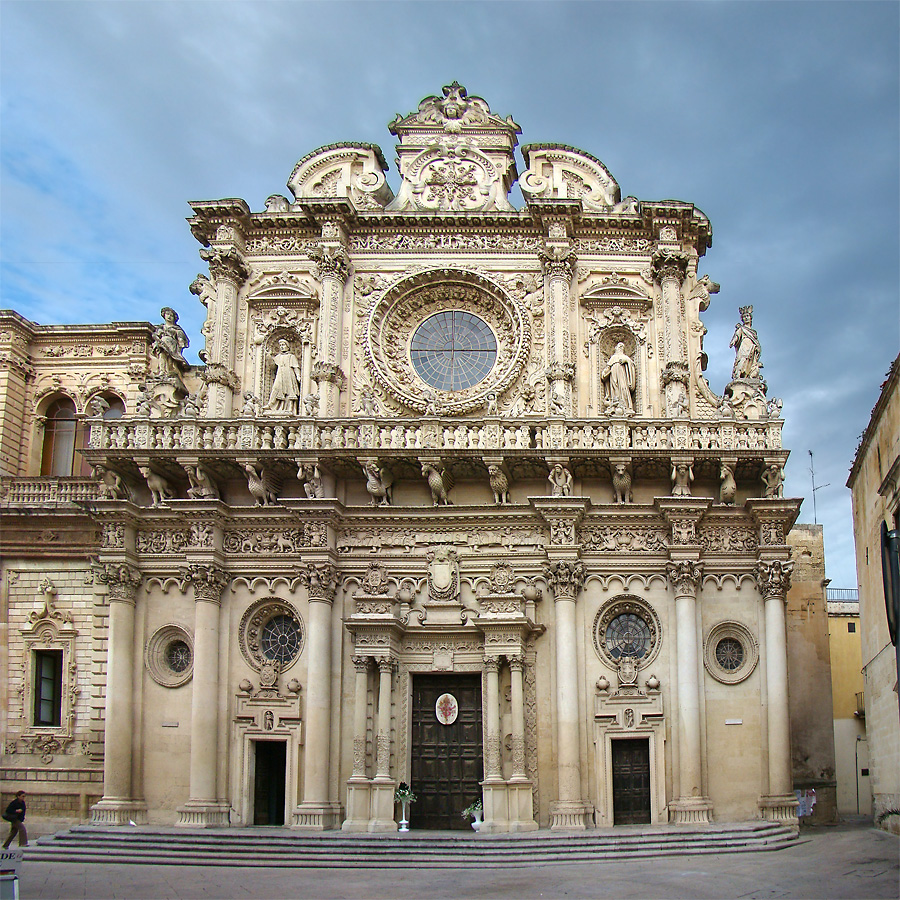
Basilica di Santa Croce e Palazzo dei Celestini a Lecce

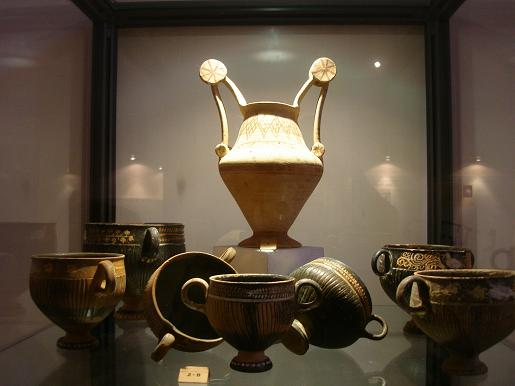
Ceramica messapica presso il centro di documentazione messapica di Oria

I centri storici di numerose città.
Le cripte basilianeNumerose sono le chiese rupestri dipinte con motivi religiosi in epoca medioevale, luoghi di antico culto ricavati in antri naturali, secondo la tradizione dai monaci basiliani provenienti dall'Oriente, spesso però non vi sono dati certi per tale ipotesi, le cui volte e pareti sono ricoperte da pitture in stile bizantino. Rilevante è l'esempio della Chiesa rupestre Ss. Annunziata, con la omonima cripta a Lizzano, in cui erano presenti più di 22 affreschi del IX secolo; oppure la cripta di Santa Cristina a Carpignano Salentino datata 959 e dipinta da Teofilatto. Note sono anche quelle di Vaste, frazione di Poggiardo, la chiesa rupestre di San Biagio a Brindisi, presso San Vito dei Normanni, quella del Crocefisso nei pressi di Ugento, la cripta di Sant'Angelo nel territorio di Lizzano, o la cripta della Madonna del Gonfalone, così chiamata dall'immagine raffigurante la Vergine Maria posta alle spalle dell'altare, nei pressi di Sant'Eufemia, frazione di Tricase.
L'architettura ruraleTra le architetture rurali sono degni di nota, Pajari - Furnieddhi (simili ai trulli, a forma di tronco di cono e con pianta circolare, costruiti con pietre ricavate dai terreni circostanti, senza l'aiuto di alcuna malta o sostegno), i muretti a secco (particolare tipo di muro costruito con blocchi di pietra grezza del posto di varia forma e dimensione, opportunamente disposti senza uso di malte o leganti di alcun genere), le masserie, presenti in gran numero nella terra d'arneo e in agro di Nardò e nella fascia jonica tra Taranto e Gallipoli, (grandi aziende agricole fortificate, abitate a volte anche dai proprietari terrieri, e che comprendono gli alloggi dei lavoratori stagionali, le stalle, i depositi per foraggi ed i raccolti).
Le chiese in stile Romanico puglieseTra le chiese in stile romanico sono degne di nota la chiesa di Santa Maria del Casale e la Cattedrale a Brindisi, la Chiesa dei Santi Nicolò e Cataldo a Lecce, la chiesa di Santa Caterina d'Alessandria a Galatina, la Cattedrale di San Cataldo di Taranto (la più antica di Puglia) e la chiesa di San Domenico Maggiore a Taranto.
La Città fortificata ed il Castello di AcayaAcaya è una piccola frazione del comune di Vernole, in provincia di Lecce. Situata a 5 km dal mare Adriatico e dalla Riserva naturale Le Cesine gestita dal WWF, costituisce l'unico esempio di città fortificata ancora intatta di tutto il Sud Italia. Acaya, chiamata Salapia e poi Segine in epoca messapica, sorge lungo l'antichissima arteria che arrivava fino a Otranto. L'abitato, nel 1535, fu integralmente ristrutturato, fortificato e riordinato urbanisticamente da Giangiacomo Dell'Acaya, un umanista versato nelle matematiche, ingegnere militare di Carlo V e feudatario di Acaya. Ultimati i lavori nell'anno 1535, ne cambiò anche il nome affinché, come scrisse nell'epigrafe sulla porta d'ingresso al paese, a Dio piacendo, il nome dell'antica Acaya dalla quale giunsero i suoi avi potesse essere rinnovato nelle terre salentine. Il paese presenta un impianto ortogonale con un cardo e un decumano. Di forma quasi quadrata, le mura del borgo sono rinforzate ai quattro angoli da baluardi di cui quello di sud-ovest e costituito dal castello di Acaya. In tal modo la fortificazione risulta adeguata ai più aggiornati principi della fortificazione alla moderna. Sotto il castello è stata ritrovata evidenza archeologica di una chiesa di culto greco basiliano del IX secolo, con importanti icone affrescate. Sono presenti tre piazze lungo l'asse diagonale che corre in direzione SO-NE e che parte dal castello per concludersi con il convento dei frati minori.
Le fortificazioni medievali e le torri di avvistamentoNumerose sono le torri costiere di avvistamento erette fin dal XV secolo lungo le coste, con l'obiettivo di avvistare e difendersi per tempo dalle flotte nemiche saracene provenienti dall'oriente In gran numero presenti sul litorale ovest della costa salentina, le più imponenti quelle comunemente dette "serie si Nardò". Numerosi i castelli e le masserie che svettano per il territorio, nei paesi e nelle città.
Il borgo di OstuniIl borgo, è uno dei più belli d'Italia con le viuzze che si arrovellano tra le tipiche case in calce bianca. L'apparente disordine distributivo delle abitazioni intorno alla cattedrale dà al centro storico una conformazione unica. È una delle città più famose del Sud Italia, simbolo della Puglia in numerosi spot pubblicitari e turistici di interesse internazionale.
Il centro storico di LecceIl centro storico di Lecce, chiuso nelle antiche mura intervallate dall'Arco di Carlo V, da Porta Rudiae e da Porta San Biagio, è ricchissimo di opere d'arte, fra le quali si segnalano alcuni dei mirabili esempi barocchi presenti, la Piazza del Duomo, la Basilica di Santa Croce e il Palazzo dei Celestini, la chiese di San Giovanni Battista e di San Matteo e i maestosi resti dell'Anfiteatro e del Teatro, entrambi di epoca romana. Si staglia severo invece il Castello di Carlo V nei pressi di Piazza Sant'Oronzo. Fuori dalle mura le torri angioine di Belloluogo e del Parco e il grande complesso monastico degli Olivetani.
Le architetture baroccheIl Barocco leccese, nato alla fine del XVI secolo, nel clima della Controriforma, si protrae fino alla prima metà del Settecento in un tutt'uno con il Rococò e si presenta come uno dei modelli artistico-architettonici più particolari d'Italia, tanto che si aggettiva, identificando l'area interessata. L'architettura barocca è rigogliosa a Lecce e in tutti i comuni della provincia, nella Grecìa Salentina e nei grossi centri del basso Salento, quali Galatina, Gallipoli, Maglie, Nardò, Copertino, Galatone e Lequile. Le articolate decorazioni delle facciate di chiese e palazzi creano scenografici apparati di visionaria esuberanza che è unica nel suo genere, resa possibile dall'impiego della calda e tenera pietra calcarenitica (tufo). Il capoluogo leccese, ricchissimo di monumenti, conserva dei capolavori dell'arte barocca: la basilica di Santa Croce e il complesso monumentale dei Celestini e la piazza del Duomo, considerata tra le più belle d'Italia. Ma il barocco è diffusa anche a nord di Lecce, soprattutto nelle cittadine di Manduria, Mesagne, Francavilla Fontana, Taranto e l'altra capitale del barocco Martina Franca che presenta, però, uno stile più sobrio ed elegante ma allo stesso tempo anch'esso molto fastoso.
Il Capo di Leuca ed i suoi paesiDi notevole interesse sono i palazzi nobiliari, le stradine bianche e le chiese barocche poco distanti dal mare dei paesi del Capo di Leuca. Fra questi, il comune di Specchia e l'abitato di Presicce (comune di Presicce-Acquarica) sono inseriti nell'elenco dei borghi più belli d'Italia.

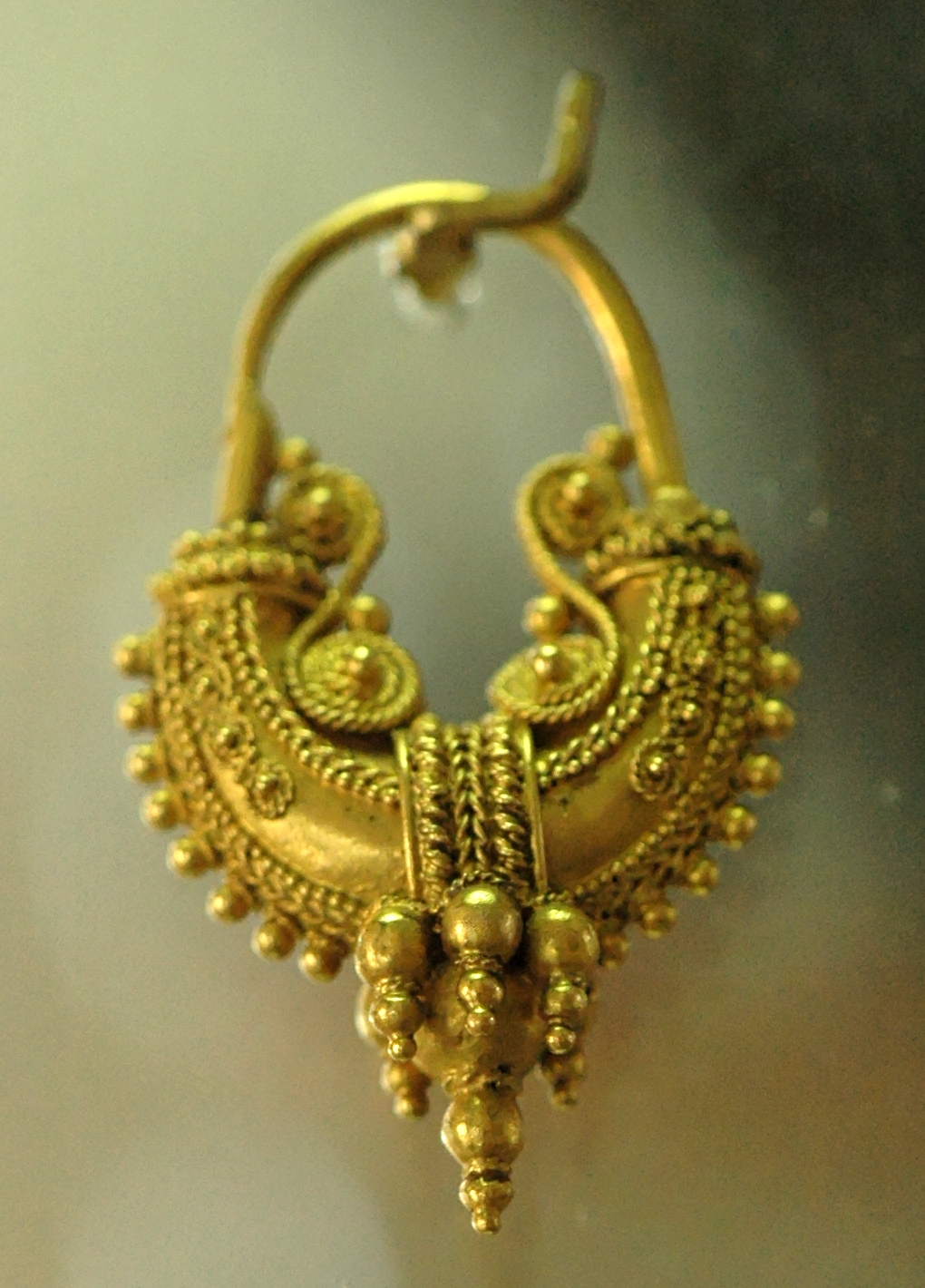
Orecchino in oro, fine IV secolo a.C. (Museo nazionale archeologico di Taranto)

Le ville signorili in stile ecletticoLo stile eclettico salentino rappresentò una forma di manierismo architettonico diffuso durante il periodo della belle Époque, le cui testimonianze si trovano soprattutto a Leuca, Nardò, Santa Caterina e Lecce.
Architettura contemporaneaUn'interessante realizzazione di architettura contemporanea nel Salento è il Cimitero Monumentale di Parabita; progettato nel 1968 dal Gruppo GRAU (Gruppo Romano Architetti Urbanistici) di Roma ed inaugurato nel 1983.
il Borgo antico di TarantoSituato su di un'isola e collegato alla terraferma dal Ponte Girevole e dal Ponte di Porta Napoli. Interessanti sono i vicoli stretti e ingarbugliati e le facciate degli alti palazzi in pietra calcarenitica (tufo e carparo) che fanno da cornice ad antiche e pregiate abitazioni signorili che vanno dal X al XVIII secolo, a chiostri medievali e testimonianze archeologiche di epoca magnogreca. Vi si possono ammirare la Cattedrale di San Cataldo, il duomo di San Domenico Maggiore e le colonne doriche del Tempio di Poseidone (Taranto). Inoltre è possibile visitare il Museo etnografico Alfredo Majorano a Palazzo Pantaleo, il Museo Spartano di Taranto, il Museo diocesano (Taranto) di arte sacra, i numeri ipogei situati al di sotto dei palazzi, dei conventi e delle chiese risalenti fino al 700 a.C., prenotare escursioni in barca a vela o in catamarano per l'osservazione dei delfini nel Mar Grande e minicrociere e tour didattici nel Mar Piccolo.

#### Luoghi d'interesse archeologico
- I reperti preistorici: Tra i reperti preistorici sono degni di nota le specchie (antichi monumenti megalitici realizzati mediante utilizzo a secco di grossi blocchi in pietra), i dolmen (tombe megalitiche preistoriche a camera singola), i menhir (megaliti monolitici eretti solitamente in età della pietra).
- L'area della necropoli messapica presso Manduria: L'area presenta interessanti resti messapici riguardanti tombe di varie epoche, un fossato, una duplice cinta muraria e resti di alcune vie dell'antica città.
- Museo diffuso Castello d'Alceste a San Vito dei Normanni: Lo scavo ha permesso di identificare le tracce di un villaggio a capanne della seconda metà dell'VIII secolo a.C. e abitazioni a pianta ovale con copertura di materiale deperibile. A esse si sovrappongono nel VI secolo a.C. costruzioni con un impianto completamente diverso, che riflettono l'avvento di nuove tecniche costruttive e di un nuovo modo di concepire lo spazio abitativo.
- Il Museo diffuso di Cavallino: Si estende su un'area di 45 ettari in cui è stato rinvenuto un insediamento messapico di età arcaica dove si svolgono le attività didattiche sul campo per gli studenti di Archeologia dell'Università del Salento e di altre Università italiane ed europee.
- L'area archeologica messapica di Roca: È stata riportata alla luce l'antica città fortificata di Roca Vecchia sorta su un precedente sito preistorico. Sulle pareti della grotta marina della Posia piccola sono state ritrovate iscrizioni in lingua messapica e latina, oltre a graffiti preistorici.[39]
- I reperti archeologici e gli Ori di Taranto: I reperti archeologici testimoniano come la lavorazione dei metalli preziosi, e in particolare dell'oro, fosse una delle attività più sviluppate nella città magno-greca tra il IV ed il I secolo a.C.
- I resti archeologici e le zone archeologiche di Taranto, Saturo, Pulsano e Lizzano.
- Le zone archeologiche di Casale di Apigliano: Gli elementi venuti alla luce nelle zone archeologiche sono in grado di fornire informazioni circa il periodo bizantino e il periodo angioino. Con riferimento al primo, sono stati rinvenuti resti di alcune abitazioni rurali costruite con la tecnica del muro a secco, che evidenziano la presenza di un insediamento abbastanza esteso. Più ricchi sono invece i ritrovamenti riferibili al periodo angioino, come i resti di una cappella che si ritiene rappresenti la chiesa di San Giorgio.
- L'ipogeo Bellacicco", sito nel Borgo Antico di Taranto in corso Vittorio Emanuele al civico 39, è una struttura che deriva da un'antica cava spartana (VIII sec a.C.) e che narra la storia di Taranto sin dall'epoca geologica risalente a circa 65 milioni di anni fa, con successive tracce magno-greche, bizantine, medioevali e del XVIII secolo. L'ipogeo si sviluppa su tre livelli per complessivi 700 m² e per quattordici metri sotto il livello stradale. Al suo interno si trova il banco di roccia calcarea, sulla quale si possono ammirare i resti fossili dei mitili tipici di Taranto. Le mura perimetrali sono di origine bizantina, mentre è molto probabile che il muro che divide la struttura dal mare possa avere origini magno-greche. L'ipogeo ha infatti uno sbocco esclusivo al livello del mare, che permette l'accesso diretto alla battigia del lungomare del Borgo Antico. Su questa struttura è stato eretto in epoca successiva il Palazzo de Beaumont Bonelli, residenza della Marchesa De Beaumont e del Principe Bonelli suo marito. Entrambe le strutture, benché private, sono a disposizione dei visitatori gratuitamente, in quanto patrimonio della storia e dell'arte di Taranto. Dal 2015 l'ipogeo Bellacicco ospita permanentemente il Museo Spartano di Taranto.[40]

#### Principali musei
Museo nazionale archeologico di Taranto - MarTaFondato nel 1887 e ubicato presso il settecentesco Convento di San Pasquale Baylon, è tra i più importanti musei archeologici d'Italia ed espone, tra l'altro, una delle più grandi collezioni di manufatti dell'epoca della Magna Grecia, tra cui i famosi Ori di Taranto.
Museo Provinciale "S. Castromediano" di LecceIntitolato al duca di Cavallino Sigismondo Castromediano che ne volle l'istituzione nel 1868, è situato nel Collegio Argento. Il museo si divide in cinque sezioni: Didattica, con il plastico del Salento che riporta tutti i siti di rilevanza storico-artistica; Antiquarium, con vasi attici a figure nere e a figure rosse e vasi italici (VI e V secolo a.C.) e vari altri reperti archeologici: oggetti in bronzo, monete antiche e lapidi con iscrizioni messapiche; Topografia, con le antiche mappe del Salento; Pinacoteca, con tele di scuola veneta e napoletana (tra XV e XVIII secolo) e anche alcune sculture romaniche e rinascimentali; Sala mostre, con opere di artisti contemporanei (tra XIX e XX secolo).
Museo Archeologico Provinciale di Brindisiintitolato all'illustre archeologo e glottologo Francesco Ribezzo, è articolato in sei sezioni dedicate all'archeologia, all'etnografia e all'arte.

#### Altri musei
- Museo Emanuele Barba, Gallipoli
- Museo d'Arte "P. Cavoti", Galatina
- Museo Civico Messapico, Alezio
- Museo etnico della civiltà salentina, Brindisi
- Museo diffuso - Parco Archeologico, Cavallino
- Museo Civico di Storia Naturale del Salento, Calimera
- Casa Museo della civiltà contadina e della cultura grica, Calimera
- Pinacoteca "E. Notte", Ceglie Messapica
- Museo Multimediale della Grecìa Salentina, Corigliano d'Otranto
- Parco dei fossili e museo malacologico delle argille, Cutrofiano
- Museo comunale della ceramica, Cutrofiano
- Museo della ceramica, Grottaglie
- Museo delle arti e tradizioni, Latiano
- Museo del sottosuolo, Latiano
- Museo missionario cinese e di storia naturale, Lecce
- Pinacoteca d'arte francescana, Lecce
- Museo civico della paleontologia e dell'uomo, Lizzano
- Antica Galleria la Piazzetta Esposizioni Mostre, San Marzano (TA)
- Museo di Paleontologia e Paletnologia "D. De Lorentiis", Maglie
- Museum & Artlab Ex Conceria Lamarque, Maglie
- Antiquarium Comunale, Manduria
- Museo Archeologico "U. Granafei", Mesagne
- Museo di Borgo Terra, Muro Leccese
- Museo del Mare, Nardò
- Pinacoteca Comunale, Novoli
- Centro di Documentazione Messapica, Oria
- Collezione "Martini Carissimo", Oria
- Museo Archeologico "F. Milizia", Oria
- Museo Didattico Zoologico, Oria
- Collezione "Kalefati", Oria
- Museo delle Civiltà Preclassiche della Murgia Meridionale, Ostuni
- Museo della Conchiglia e del Corallo, Palmariggi
- Quadreria "E. Giannelli", Parabita
- Museo del Manifesto, Parabita
- Museo della Cripta di Santa Maria degli Angeli, Poggiardo
- Museo di Biologia Marina "P. Parenzan", Porto Cesareo
- Museo dell'Arte Contadina, Pulsano
- Museo Civico di San Cesario, San Cesario di Lecce
- Casa Museo "E. Leandro", San Cesario di Lecce
- Museo della Civiltà Rurale, San Vito dei Normanni
- Museo della Memoria e dell'Accoglienza, Santa Maria al Bagno
- Museo della Biologia Marina, Santa Maria al Bagno
- Museum "Vito Mele"; Basilica-Santuario "Santa Maria de Finibus Terrae", Santa Maria di Leuca
- Museo delle Tradizioni Popolari e "Abbazia di Cerrate", Lecce
- Museo Oceanografico, Taranto
- Museo di Storia Naturale, Taranto
- Nuovo Museo Archeologico di Ugento
- Museo Diocesano Ugento-Santa Maria di Leuca, Ugento
- Collezione Archeologica "M. Colosso", Ugento
- Museo Archeologico della civiltà Messapica, Vaste
- Museo del Minatore, Casarano
- Museo Spartano di Taranto

## Università e ricerca

### Università del Salento
Il sistema della formazione universitaria del Salento è imperniato sull'Università del Salento, già Università di Lecce. A Lecce, sede principale dell'ateneo, hanno sede 8 facoltà.
I primi movimenti atti alla formazione dell'Università come la conosciamo oggi risalgono al XVIII secolo. Già in età medievale erano presenti diversi luoghi di istruzione, indicati nei documenti contemporanei come università, anche se differenti dall'accezione che ne diamo oggi.
L'università del Salento ha alcune succursali anche nella provincia di Brindisi. Di particolare interesse risulta il Parco Scientifico e Tecnologico Ionico-Salentino (PASTIS) presso Mesagne, compartecipato dall'Università del Salento, ove è presente un acceleratore Tandetron per la datazione di reperti archeologici con il metodo del Carbonio 14.
Nel 1998 è stato attivato presso l'università del Salento l'Istituto Superiore Universitario di Formazione Interdisciplinare (ISUFI), una delle Scuole Superiori d'Italia, costruita sul modello della Scuola Normale di Pisa. La Scuola realizza programmi di alta formazione nell'ambito dei seguenti settori: Nanoscienze, e-Business Management, Giurisprudenza e Politica dell'area Euromediterranea, Beni Culturali. Anche grazie al traino dovuto all'ISUFI, dal 2000 l'ateneo salentino ha conosciuto una crescita senza precedenti, soprattutto nel ramo scientifico, che è uno tra i più avanzati ed efficienti d'Italia.
Altro importante ramo è quello archeologico: l'università del Salento, infatti, svolge numerose attività di scavo in tutta Italia, e in diversi ambiti: preistorico, classico e medievale. All'estero l'università effettua ancora oggi scavi in Ucraina, Turchia, Medio Oriente, Malta, Egitto.
Il continuo incremento dell'offerta formativa registra una risposta direttamente proporzionale da parte dell'utenza: la popolazione studentesca è passata dalle 77 unità del 1955 alle oltre 27.000 del 2006.

### Facoltà di Taranto
Taranto, invece, è sede della seconda facoltà di Ingegneria del Politecnico di Bari e di numerosi corsi di laurea erogati dall'Università degli Studi di Bari, nonché sede decentrata della LUMSA - Libera università Maria SS. Assunta di Roma e dell'Università Cattolica del Sacro Cuore di Milano.
Il 17 maggio 2006 il rettore dell'Università di Bari, Giovanni Girone, ha firmato il decreto che sancisce l'autonomia delle seconde facoltà di Economia, di Giurisprudenza e di Scienze matematiche, fisiche e naturali a decorrere dal 1º ottobre 2006: questo costituisce un passo importante verso l'istituzione dell'Università degli Studi di Taranto, che per altro è stata oggetto di numerosi disegni di legge fino a oggi non concludenti.

### Sede LUM di Poggiardo
Dal marzo 2007 sono attivi presso la sede di Poggiardo i corsi in Economia dell'Azienda Moderna (classe 17) e in Giurisprudenza istituiti dalla Libera Università Mediterranea Jean Monnet, un ateneo privato con sede a Casamassima.

### Laboratorio nazionale di nanotecnologie
Nell'ambito dell'ISUFI, opera a Lecce il National Nanotechnologies Laboratory (NNL), centro di eccellenza a livello internazionale sulle nanotecnologie, che ha ricevuto riconoscimenti di varia natura, tra cui la visita ufficiale del Presidente della repubblica italiana Giorgio Napolitano il 15 settembre 2006. Il laboratorio segue linee di ricerca sia di tipo fondamentale, che di tipo fortemente applicato, grazie alle partnership con le multinazionali tecnologiche residenti presso di esso (STMicroelectronics, Agilent Technologies, TechInt, Alenia Marconi System) che appoggiano i loro programmi di formazione e reclutamento post laurea sull'ISUFI.

### Dhitech
Il Distretto tecnologico regionale High Tech, con sede a Lecce, è una società consortile finalizzata alla competitività e all'innovazione nella ricerca scientifica. Comprende il Laboratorio Nazionale di Nanotecnologie e svolge ricerca su nanotecnologie, materiali avanzati, innovazione digitale e tecnologie di informazione e comunicazione (ICT), affiancando ricercatori universitari a quelli di aziende tecnologiche italiane e non. Tra i soci figurano l'Università del Salento, il Consiglio Nazionale delle Ricerche, AVIO S.p.A., Engineering Ingegneria Informatica S.p.A., Fiamm S.p.A., Leuci S.p.A., STMicroelectronics.

### Centro ricerche ENEA
Il centro ricerca di Brindisi è presente fin dai primi anni novanta con uno sportello tecnologico. Nel 2001 l'ENEA ha consolidato la propria presenza nella città adriatica, rilevando le strutture del Centro Nazionale per la Ricerca e lo Sviluppo dei Materiali, e creando un proprio centro all'interno della "Cittadella della Ricerca". Attualmente operano nel Centro l'Unità Tecnico Scientifica Materiali e Nuove Tecnologie (MAT), l'Unità Tecnico Scientifica Fusione (FUS), l'Unità Tecnico Scientifica Tecnologie Fisiche Avanzate (FIS) e il Progetto Speciale Clima Globale (CLIM).

### Istituti territoriali del CNR e istituti autonomi
Nel territorio salentino sono presenti vari istituti del CNR (Consiglio Nazionale delle Ricerche) o afferenti a esso. In particolare a Lecce sono presenti l'Istituto per i beni archeologici e monumentali e le sezioni dell'Istituto di scienze delle produzioni alimentari, dell'Istituto per la microelettronica e microsistemi, dell'Istituto di fisiologia clinica e dell'Istituto di scienze dell'atmosfera e del clima. Taranto è, invece, sede dell'Istituto sperimentale talassografico "Attilio Cerruti" e della Fondazione marittima "Ammiraglio Michelagnoli" che opera d'intesa con lo stesso CNR e con organismi universitari.

### Osservatorio ambientale di Campi Salentina
L'Osservatorio dell'inquinamento dell'atmosfera e dello spazio circumterrestre è un consorzio tra Provincia di Lecce e città di Campi Salentina per il monitoraggio ambientale nella provincia di Lecce.
Esso gestisce la "Rete Provinciale di Monitoraggio Atmosferico" dal 2001, avvalendosi anche del supporto scientifico dell'Università e del CNR di Lecce e della collaborazione con il CNR di Bologna, su un programma di monitoraggio extratmosferico, riguardante il controllo continuo dei detriti spaziali, sia naturali che artificiali: tramite una rete radar che ha stazioni a Bologna, Lecce, Campi Salentina e Modra (Slovacchia), il programma valuta la posizione degli oggetti extratmosferici tramite triangolazioni tra questi centri.
L'osservatorio svolge inoltre attività di monitoraggio dei campi elettromagnetici ad alta e bassa frequenza (elettrodotti). In particolare, ha svolto un esteso monitoraggio dei campi elettromagnetici sul territorio dei comuni a nord di Lecce e svolge il monitoraggio costiero.

## Eventi

### Festival

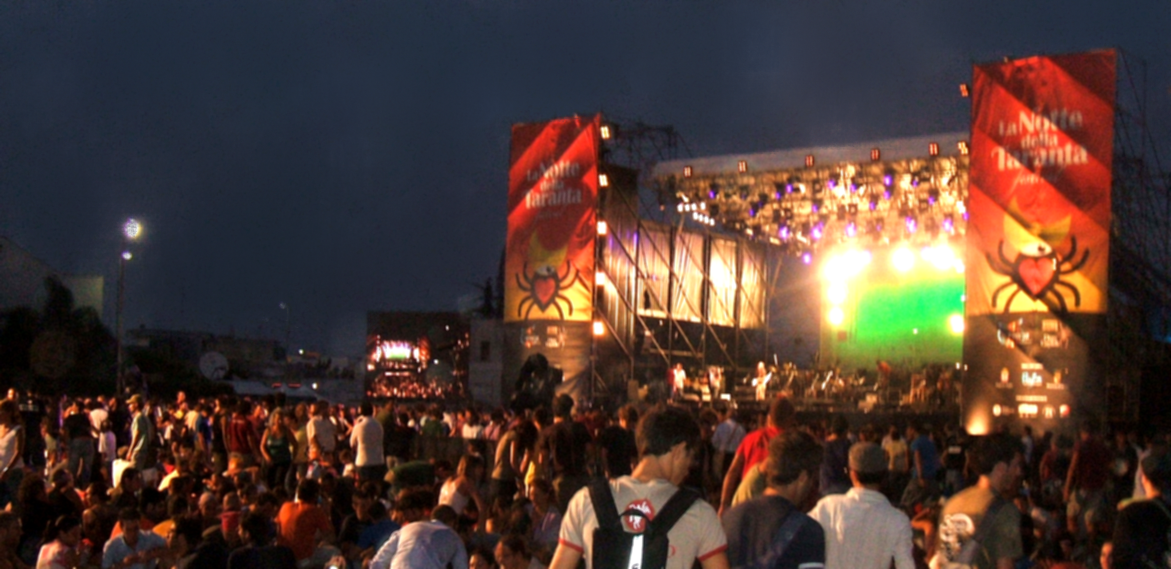
La Notte della Taranta a Melpignano

Festival del Cinema Europeo a Lecce (aprile)È un susseguirsi di proiezioni nell'arco di una settimana, fino ad arrivare alla serata di consegna dell'Ulivo d'oro ad attori e registi internazionali del grande schermo.
Notte della Taranta nei comuni della Grecìa Salentina (agosto)È un festival di musica popolare salentina, dove la pizzica tradizionale e quella rivisitata incontrano le musiche tradizionali nazionali ed internazionali. Consiste in un tour per i paesi della Grecìa Salentina e per altri comuni del Salento, che si apre a Corigliano d'Otranto e si conclude con il grande concerto finale a Melpignano, che dura fino alle prime luci del mattino.
Rock Metal Fest a Pulsano (agosto)È un evento musicale gratuito,giunto alla XV edizione, organizzato dall'associazione Rock Metal Events OdV . Ogni anno dal 2009 si alternano musicisti e gruppi rock metal emergenti, ma anche band più blasonate come i Necrodeth, i Furor Gallico, Elogy of Madness, Deathless Legacy, i Vision Divine.
Salento International Film Festival a Tricase (agosto)È un festival cinematografico del cinema indipendente, organizzato dall'associazione CineSalento. Si articola nelle tre sezioni: "Lungometraggi world cinema", "Documentari", "Cortometraggi".
De Finibus Vocis a Tricase (agosto)Il De Finibus Vocis è un concorso canoro nazionale annuale promosso dalla diocesi di Ugento-Santa Maria di Leuca che si prefigge di dare spazio ai giovani talenti che vogliono entrare nel mondo dello spettacolo.
Città del Libro a Campi Salentina (ultima settimana di novembre)È un festival letterario: la rassegna nazionale degli autori e degli editori presenta una nutrita esposizione della grande e media editoria italiana e si propone come occasione per riflettere sulle sfide dei nostri tempi, utilizzando le formule consuete dell'incontro con l'autore, il cinema e il teatro, nonché tavole rotonde, mostre, laboratori e concorsi. Forte è il coinvolgimento del pubblico e in particolare delle scuole.
Alba dei Popoli a Otranto (dicembre)È una rassegna di arti, culture, ambiente, musica e spettacoli e si svolge nell'ambito dell'Otranto Festival.

### Premi
Premio Barocco a Gallipoli (giugno)È un riconoscimento d'eccellenza a personaggi dello spettacolo, della cultura, dell'arte, della scienza e dello sport che si sono particolarmente distinti rendendo grande il nome dell'Italia nel mondo (dal 2007 al 2009 si è svolto a Lecce per poi ritornare a Gallipoli).
Premio Rodolfo Valentino a Lecce (luglio)È un riconoscimento alla carriera dei protagonisti del cinema internazionale intitolato al celebre divo del cinema muto, nato a Castellaneta. La cerimonia di consegna del premio, istituito nel 1972, dal 2004 si svolge a Lecce come tra 1972 e 1980 (nel 1977 si è svolto a Bari).
Premio Zeus a Ugento (settembre)È un riconoscimento pubblico a coloro che si distinguono nel campo dell'archeologia. Le sezioni del Premio sono: Giovani laureati in Archeologia in Italia ed all'estero; Premio alla carriera; Innovazione e Tecnologia; Restauro Archeologico; Investimenti in Ricerca e Missione all'estero.
Premio Grinzane Terra d'Otranto a Otranto (novembre)È un riconoscimento internazionale sul tema del confronto interculturale. Presenta due sezioni: per un'opera letteraria che tratta il tema della tolleranza e dell'integrazione e per una particolare attività nel campo della solidarietà e del dialogo.
Premio Luigi Coppola - Città di Gallipoli a Gallipoli ed itinerante in ItaliaIl Premio “Luigi Coppola” - Città di Gallipoli viene assegnato a Medici, Ricercatori ed Associazioni, che si sono distinti nel campo della Medicina e della Biologia non solo dal punto di vista scientifico ma anche sociale ed antropologico.

### Tradizione

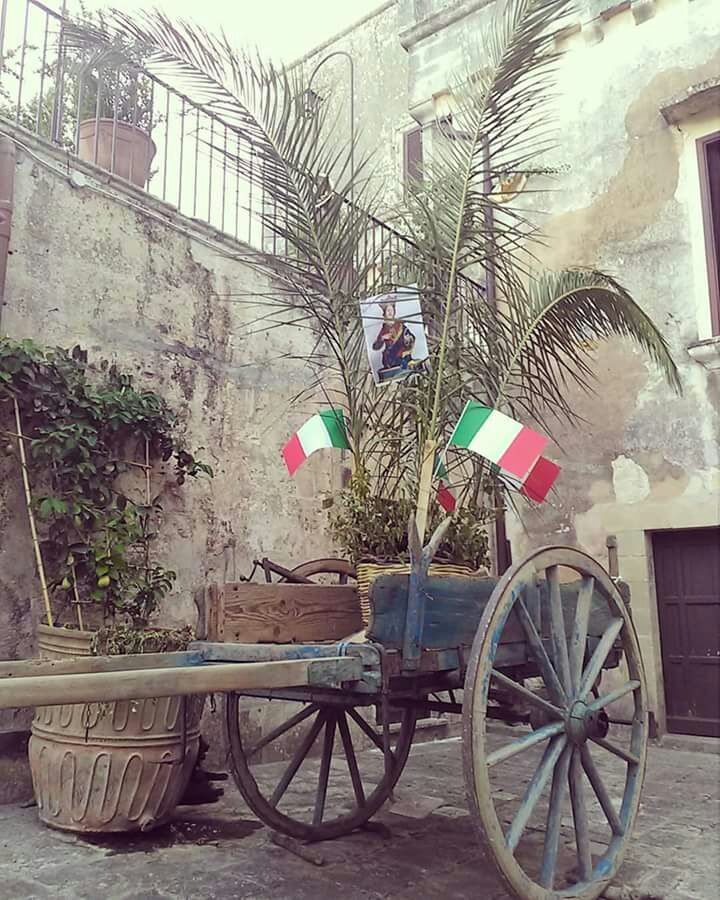
La Panara Antica, allestita dall'omonima associazione(Spongano)

Le Panare sono un evento tradizionale salentino che si tiene ogni anno a Spongano il 22 dicembre. Singolare e antica festa del fuoco, legata a una pratica rituale dei frantoiani impegnati nei tanti frantoi che in un tempo erano molto numerosi a Spongano. In occasione della festa del 22 dicembre, panare di grandi dimensioni vengono riempite di sansa e addobbate con palme, edera e altri abbellimenti combustibili per essere esibite in pubblico, accese e portate in corteo, e poi lasciate bruciare in un'area comune per tutta la notte.

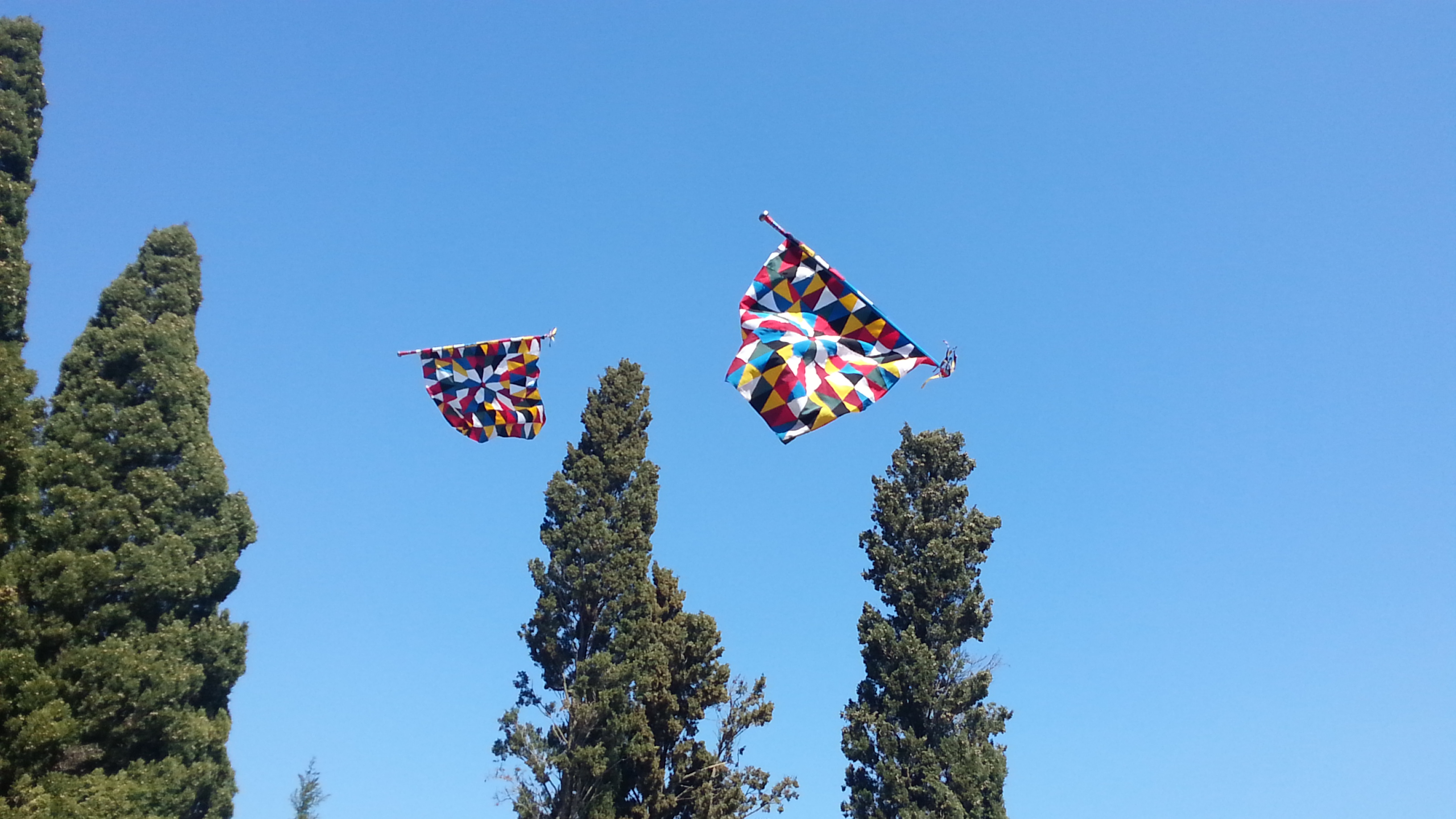
Lancio delle bandiere della Nzegna a Belvedere (Carovigno)

La Nzegna di Carovigno (lunedì, martedì e sabato dopo Pasqua): l'evento,legato a un'antica leggenda, è il fulcro principale delle tre fasi delle feste patronali in onore di Maria Santissima di Belvedere (le altre due fasi sono quelle della Madonna dell'Uragano il 17 agosto e la festa di fine estate la seconda domenica di settembre). La festività si tiene il lunedì a Largo Machiavelli, il martedì in piazza Nzegna e il sabato sul sagrato del santuario di Belvedere (a 4 km a nord-est da Carovigno).

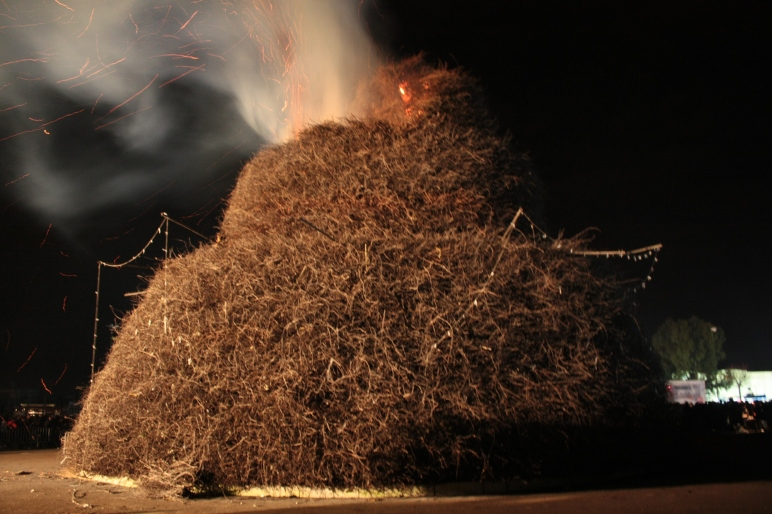
La focara di Novoli poco dopo l'accensione

La Focara di Novoli (16-18 gennaio): È il caratteristico falò della festa patronale di Sant'Antonio abate, un monumento di ingegneria agraria formato da decine di migliaia di fascine di tralci di vite, che supera l'altezza e il diametro di venti metri, il quale viene acceso la sera del 16 gennaio. L'evento è stato oggetto di un documentario della National Geographic e di servizi della Nippon Press.
Il falò di San Giuseppe (Zjarr i Madhe, ossia fuoco grande, in lingua arbëreshe) San Marzano di San Giuseppe, 18-19 marzo. Nato nel 1600 ma le notizie certe sono della prima edizione nel 1866. Prevede una processione di fedeli che trasportano tronchi a spalla e fascine di ulivo, con l'ausilio di 50 cavalli. Il falò è acceso la stessa sera della processione.

Tavola di San Giuseppe a Cocumola

La Tavole di San Giuseppe (18-19 marzo) a San Cassiano, Sava, Lizzano, Cocumola, San Marzano di San Giuseppe, Erchie, Uggiano la Chiesa, Giurdignano, Poggiardo, Avetrana, Monteparano e Faggiano e: è un'antica tradizione in cui, in onore di san Giuseppe si imbandiscono grandi tavolate con piatti tipici. Durante la visita alla taula si possono assaggiare lu cranu stumpatu e la massa culli ciciri o i "vermiceddhri" cioè il grano e la pasta con i ceci.

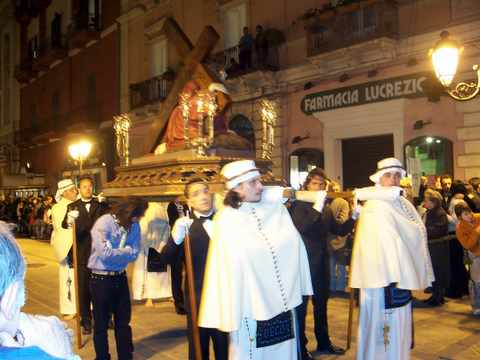
La Processione dei Misteri a Taranto

La Settimana Santa a Taranto (marzo o aprile): È una suggestiva e mistica serie di riti che, inoltre, vede i componenti le due principali Confraternite della Chiesa di Taranto gareggiare per aggiudicarsi le statue e le poste nelle processioni dell'Addolorata e dei Misteri.
Il Palio di Taranto (maggio e luglio): È una manifestazione in costume che consiste in due regate con dieci barche a remi abbinate ai rispettivi rioni della città. Il trofeo viene assegnato solo dopo le due gare che si disputano l'8 maggio e la terza domenica di luglio.
Il fuoco di San Ciro a Grottaglie (ultima domenica di gennaio): Viene allestita in piazza una grande catasta di legno, alla quale poi si dà fuoco. Si svolge anche una processione e si sparano fuochi artificiali.

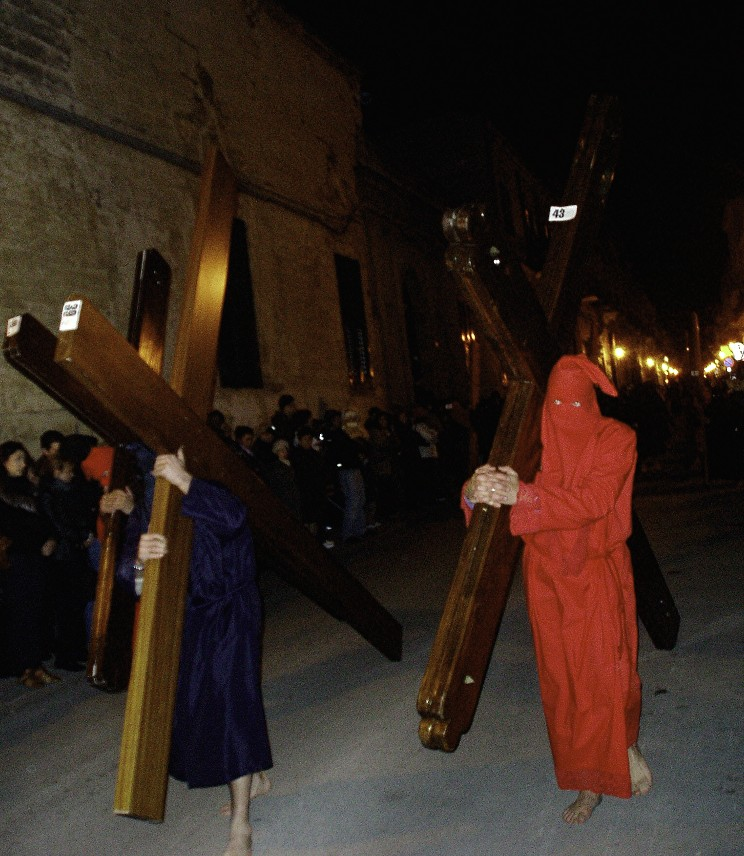
Parte della Processione dei Misteri a Francavilla Fontana

La Settimana Santa a Francavilla Fontana (marzo o aprile): I riti di questa Settimana Santa sono tra i più famosi della Puglia, caratterizzati dal pellegrinaggio di penitenti scalzi e incappucciati detti "Pappamusci" dal pomeriggio del giovedì al venerdì Santo, alla cui sera vi è la suggestiva Processione dei Misteri, con almeno una statua di cartapesta per ogni Confraternita. Peculiare è l'atto di numerosi penitenti detti "Pappamusci cu lli trai" di trascinare pesanti croci in legno sulle spalle.

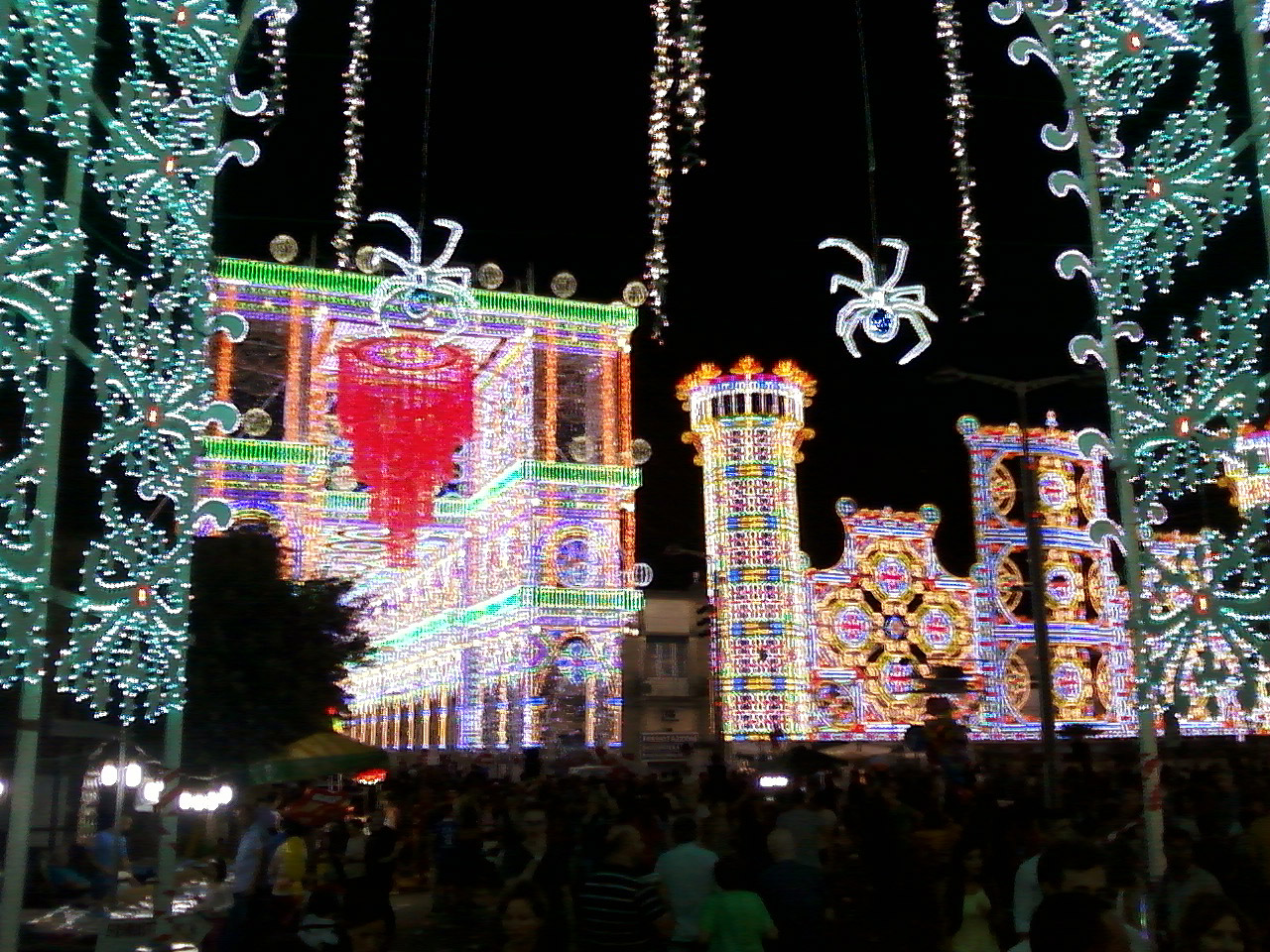
Luminarie per la festa di Santa Domenica a Scorrano

La festa patronale di San Biagio ad Avetrana (dal 28 aprile al primo maggio) Ogni anno si ripete, come un rituale dei tempi antichi, lo svolgimento della festa con le manifestazioni civili nei giorni 28 29 e 30 aprile e 1 maggio, in cui si svolge la lunga processione (28 aprile) che accompagna la statua del Santo Patrono San Biagio e quella del compatrono San Antonio di Padova attraversando le vie di Avetrana.

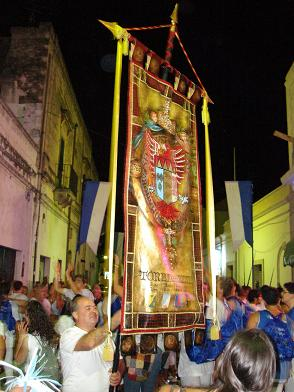
Il palio di Oria

Il Torneo dei Rioni di Oria (seconda settimana di agosto): È una manifestazione in costume, di ambientazione medievale, che si svolge in due giorni: sabato si tiene il corteo storico per le vie cittadine e domenica si giocano le gare tra i quattro rioni della città, per l'assegnazione del Palio.
Maggio della Madonna Odigitria a Villa Castelli (tutto il mese di maggio): La statua della Vergine viene portata in trionfo lungo le vie della città e viene ospitata di casa in casa per tutto il mese Mariano.
La Danza delle spade a Torrepaduli (15 e 16 agosto): È un ballo della "Notte di San Rocco" in cui, al ritmo incalzante dei tamburelli, coppie di uomini mimano un duello danzando e "sfidandosi" con le braccia e le mani.
La Cavalcata dei Devoti a Ostuni (26 agosto): È un antico rito dei festeggiamenti per il patrono Sant'Oronzo. La Cavalcata di sant'Oronzo è una sfilata di cavalli e cavalieri, bardati con gualdrappe e divise rosse ricche di ricami e lustrini. Di particolare interesse è anche lo svolgimento di due fiere in contemporanea, nei tre giorni di festa.
La festa patronale di Santa Domenica a Scorrano (dal 5 al 7 luglio): si celebra la Santa patrona della Città, Santa Domenica. In questi giorni di festa, le ditte di luminarie si sfidano nella creazione di elaborate "parazioni" (in dialetto locale) ovvero nel costruire grandiose costruzioni in legno ricoperte da migliaia di lampadine.

### Fiere
Fiera Campionaria a Galatina (giugno)È una grande vetrina espositiva (63 edizioni) per il Commercio, l'Industria e l'Artigianato, finalizzata alla valorizzazione dei prodotti locali.
Fiera Pessima a Manduria (marzo)È una fiera campionaria generale che tratta della produzione agroalimentare, dell'artigianato, del commercio, del tempo libero e dei servizi.
Fiera di S.Lucia a Scorrano (13 dicembre)suggestiva fiera natalizia per le vie del centro storico di Scorrano. Le luminarie Natalizie e le bancarelle Natalizie nel contesto storico rendono questa fiera unica e molto attesa.
Mercatino del Gusto a Maglie (luglio-agosto)È un percorso enogastronomico per le strade, le piazze, le corti e i giardini della città. La fiera gode anche della collaborazione di Slow Food, che porta al Mercatino I Presidii del Gusto di Puglia.
Fiera del Sole a Pulsano (luglio-agosto)
Fiera di San Cosimo a Oria
Fiera dell'Ascensione a Francavilla Fontana
Fiera di Natale a Sava (dicembre)
Fiera di S.Biagio ad Avetrana (Aprile)
Fiera di S.Vito a Ortelle (Ottobre)
 Fiera di San Pasquale Baylon  a Lizzano (17-18 maggio)
Expo 2000 a Miggiano (3º fine settimana di Ottobre)

### Sport
Rally del Salento sulle strade della provincia di Lecce (giugno)è una competizione automobilistica valevole per il Campionato Italiano Rally, per il Trofeo d´Italia Rally GT e per la Coppa Europa Rally.
Rievocazione storica della Milano-Taranto a Taranto (luglio)è la rievocazione della celebre corsa motociclistica che si disputò dal 1937 al 1940 e dal 1950 al 1956, anno in cui una legge dello Stato abolì le gare agonistiche su strada. Sul lungomare della città ionica è posto il simbolico traguardo per i partecipanti.

## Folclore
La Quaremma (la Quaresima)in vari paesi salentini. Trattasi di un pupo di pezza, una vecchietta vestita di nero "cu lu maccaturu" (fazzoletto nero per la testa) "la scialla" (con lo scialle) e "lu tamantile" (grembiule dalla vita in giu) intenta a filare la lana "cu la cunucchia" (conocchia) e "lu fusu" (il fuso); alla vita sono appesi sette taralli d'orzo senza lievito che vengono tolti uno per settimana in attesa della Santa Pasqua. La vecchietta non rappresenta altri che la Quaresima e viene esposta il mercoledì delle Sacre Ceneri all'angolo di una strada o sui balconi, in varie cittadine salentine per poi essere bruciata la sera del sabato Santo in pubblica piazza. Nei paesi della Grecìa Salentina, le vecchiette si espongono in gruppi di tre poiché la tradizione si rifà a Cloto, Atropo e Lachesi, le Moire greche intente a filare lo stame della vita arrotolandolo sul fuso e reciderlo a seconda della lunghezza di vita assegnata a ogni uomo.

## Elenco completo dei comuni salentini

### Comuni salentini appartenenti alla provincia di Brindisi
Brindisi, Carovigno, Cellino San Marco, Ceglie Messapica, Erchie, Francavilla Fontana, Latiano, Mesagne, Oria, Ostuni, San Donaci, San Michele Salentino, San Pancrazio Salentino, San Pietro Vernotico, San Vito dei Normanni, Torchiarolo, Torre Santa Susanna, Villa Castelli.

### Comuni salentini appartenenti alla provincia di Lecce
(intera provincia)

Alessano, Alezio, Alliste, Andrano, Aradeo, Arnesano, Bagnolo del Salento, Botrugno, Calimera, Campi Salentina, Cannole, Caprarica di Lecce, Carmiano, Carpignano Salentino, Casarano, Castri di Lecce, Castrignano de' Greci, Castrignano del Capo, Castro, Cavallino, Collepasso, Copertino, Corigliano d'Otranto, Corsano, Cursi, Cutrofiano, Diso, Gagliano del Capo, Galatina, Galatone, Gallipoli, Giuggianello, Giurdignano, Guagnano, Lecce, Lequile, Leverano, Lizzanello, Maglie, Martano, Martignano, Matino, Melendugno, Melissano, Melpignano, Miggiano, Minervino di Lecce, Monteroni di Lecce, Montesano Salentino, Morciano di Leuca, Muro Leccese, Nardò, Neviano, Nociglia, Novoli, Ortelle, Otranto, Palmariggi, Parabita, Patù, Poggiardo, Porto Cesareo, Presicce-Acquarica, Racale, Ruffano, Salice Salentino, Salve, San Cassiano, San Cesario di Lecce, San Donato di Lecce, San Pietro in Lama, Sanarica, Sannicola, Santa Cesarea Terme, Scorrano, Seclì, Sogliano Cavour, Soleto, Specchia, Spongano, Squinzano, Sternatia, Supersano, Surano, Surbo, Taurisano, Taviano, Tiggiano, Trepuzzi, Tricase, Tuglie, Ugento, Uggiano la Chiesa, Veglie, Vernole, Zollino.

### Comuni salentini appartenenti alla provincia di Taranto
Avetrana, Carosino, Faggiano, Fragagnano, Grottaglie, Manduria, Maruggio, Monteiasi, Monteparano, Pulsano, Leporano, Lizzano, Roccaforzata, San Marzano di San Giuseppe, San Giorgio Ionico, Sava, Taranto, Torricella.

### Comuni geograficamente parte del Salento e culturalmente compresi in altre aree
Geograficamente, rientrano nel territorio della penisola salentina alcuni comuni della Valle d'Itria: Martina Franca (TA), Cisternino e Fasano (BR) e Locorotondo (BA) e alcuni comuni a nord di Taranto: Statte, Crispiano, Massafra. Tuttavia questi comuni presentano caratteristiche culturali e folcloristiche più ascrivibili all'area centrale del territorio pugliese con influenze salentine più o meno marcate; pertanto si è soliti non inserirli tra i comuni del Salento.

## Filmografia
Numerosi film e fiction hanno per sfondo ed ambientazione varie località del Salento. Tra di essi si segnalano:
Cinema
- Nostra Signora dei Turchi di Carmelo Bene, 1968
- I pugni di Rocco di Lorenzo Artale, 1972
- Le farò da padre di Alberto Lattuada, 1974
- Pizzicata di Edoardo Winspeare, 1996
- Le acrobate di Silvio Soldini, 1997
- Figli di Annibale di Davide Ferrario, 1998
- Liberate i pesci! di Cristina Comencini, 2000
- Sangue vivo di Edoardo Winspeare, 2000
- Il grande botto di Leone Pompucci, 2000
- Azzurro di Denis Rabaglia, 2000
- L'anima gemella di Sergio Rubini, 2002
- Un giudice di rispetto di Bruno Mattei, girato interamente a Oria, 2002
- Il miracolo di Edoardo Winspeare, 2003
- Italian Sud Est di Fluid Video Crew, 2003
- La bestia nel cuore di Cristina Comencini, 2005
- Eccezzziunale... veramente - Capitolo secondo... me, di Carlo Vanzina, 2005
- Melissa P. di Luca Guadagnino, 2005
- La terra di Sergio Rubini, 2006
- Manuale d'amore 2 di Giovanni Veronesi (III dei quattro episodi), 2006
- 2061 - Un anno eccezionale di Carlo Vanzina, 2007
- Fine pena mai di Fluid Video Crew, 2007
- Galantuomini di Edoardo Winspeare, 2008
- Ne te retourne pas (Non voltarti) di Marina De Van, in lavorazione
- L'uomo nero di Sergio Rubini, 2009
- Mine vaganti di Ferzan Özpetek, 2010
- Allacciate le cinture di Ferzan Özpetek, 2014
- Vengo anch'io di Nuzzo e Di Biase, 2018

Serie TV
- Il giudice Mastrangelo di Enrico Oldoini, 2005 - 2007
- Mogli a pezzi di Vincenzo Terracciano e Alessandro Benvenuti - 2008
- Il commissario Zagaria di Antonello Grimaldi - 2011
- Qui non è Hollywood di Pippo Mezzapesa - 2024

## Letteratura
- Lascia stare la gallina di Daniele Rielli (Bompiani, 2015), romanzo in cui si intrecciano vite, linguaggi e personaggi salentini.
- Lo Balzino di Rogeri de Pacienzia di Nardò, 1498. Vi si racconta in ottave la vita di Isabella Del Balzo Orsini, principessa di Taranto, dalla nascita fino al viaggio trionfale da Lecce a Napoli, dove l'attendeva il marito Federico d'Aragona, appena coronato re di Napoli.
- De situ Japigiae di Antonio De Ferrariis, il Galateo, 1558. Costituisce la prima descrizione fisica e culturale del Salento, compiuta dal celebre umanista di Galatone nella prima metà del Cinquecento.
- Lecce Sacra di Giulio Cesare Infantino, Lecce 1634. L'elenco di tutte le innumerevoli chiese, conventi e cappelle presenti a Lecce nel 1600.
- Il Tancredi di Ascanio Grandi, 1636. Poema eroico in venti canti in ottave di ventitremila versi, ove si celebra il re normanno Tancredi di Lecce. Nelle intenzioni dell'autore, l'opera avrebbe dovuto competere con la Gerusalemme liberata di Torquato Tasso.
- Il castello di Otranto (The Castle of Otranto) di Horace Walpole, 1764. È considerato il primo romanzo gotico.
- Nostra Signora dei Turchi di Carmelo Bene, 1965. Romanzo ispirato alla presa di Otranto del 1480, fu messo in scena dall'autore stesso a teatro nel 1966 e in seguito ne diresse il film, vincendo alla XXIX Mostra del cinema di Venezia il premio speciale della giuria.
- L'ora di tutti è un romanzo della scrittrice italiana Maria Corti, pubblicato nel 1962, ispirato alle vicende della battaglia di Otranto, con la quale i Turchi espugnarono nel 1480 la città salentina, che all'epoca era uno dei porti più importanti della regione. Il romanzo segue, con gli occhi e le parole di cinque personaggi coinvolti nella storia, il dipanarsi delle varie fasi della battaglia, dall'assalto alla valorosa resistenza alla resa finale. Il romanzo è quindi suddiviso in cinque racconti reciprocamente intrecciati. Ogni racconto è narrato in prima persona dai vari protagonisti, e sono legati a varie vicende (la battaglia contro il nemico comune, la difesa della propria città e dei propri valori, ecc.).